# 时代100人：本世纪最重要的人物
時代100人：本世紀最重要的人物（英語：Time 100: The Most Important People of the Century）是在1999年時，美國雜誌《時代》评选的20世紀100位重要人物。整個列表共分成「領袖與革命家」、「科學家與思想家」、「創業家與巨擘」、「藝術家與演藝人」和「英雄與時代象徵」五大類組，每一個類組又挑選出20名成員。
1999年12月31日，《時代》雜誌為猶太裔理論物理學家阿爾伯特·愛因斯坦發表專文，將其列為20世紀風雲人物；另外印度國民大會黨領導人聖雄甘地和美國總統富蘭克林·德拉諾·羅斯福則被列為風雲人物亞軍，同樣也有專文報導。
在全部100名影響20世紀的重要人物中，包括美國企業家比爾·蓋茲、天主教教宗若望·保祿二世、南非反種族隔離革命家納爾遜·曼德拉和美國電視脫口秀主持人歐普拉·溫芙蕾，則在後來2004年開始舉辦的年度時代百大人物評選中亦有上榜，溫芙蕾更是時代百大人物排行榜中上榜次數最多的人物。

## 歷史

### 評選與發表
1998年2月1日，在越南河內市召開的研討會上，首次就提出20世紀重要人物列表有所討論。之後評選者轉而在美國華盛頓哥倫比亞特區的約翰·甘迺迪表演藝術中心討論人選問題，參與辯論的成員包括有前《CBS晚間新聞》主播丹·拉瑟、歷史學家多莉絲·基恩斯·古德溫、前紐約州州長馬里奧·科莫、史丹佛大學教務長康朵麗莎·萊斯、發行人歐文·克里斯托、及《時代》雜誌執行總編沃爾特·艾薩克森。1999年6月14日時，隨著「英雄與時代象徵」特刊發表後，全部「時代100人：本世紀最重要的人物」名單都已經公布。
1999年12月31日，《時代》雜誌在新發行的一期中，從選出的100人中做出決定，將猶太裔科學家阿爾伯特·愛因斯坦列為20世紀風雲人物，亞軍分別為印度獨立運動領導人聖雄甘地和美國總統富蘭克林·德拉諾·羅斯福。當時《時代》雜誌的封面設計，則是使用美國肖像攝影師非力普·哈斯曼在1947年為愛因斯坦

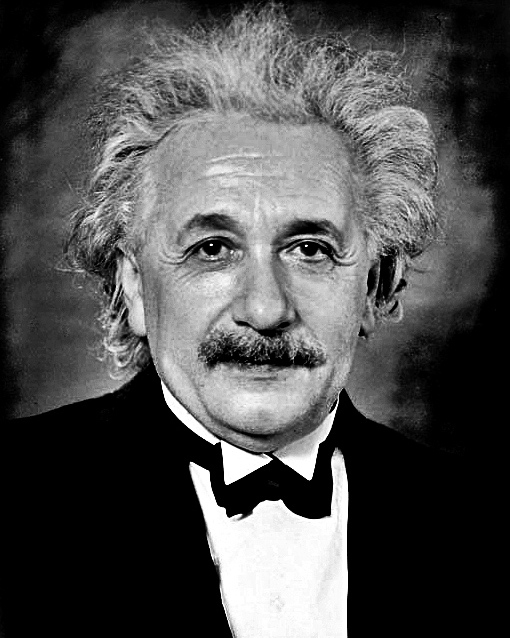
阿爾伯特·愛因斯坦
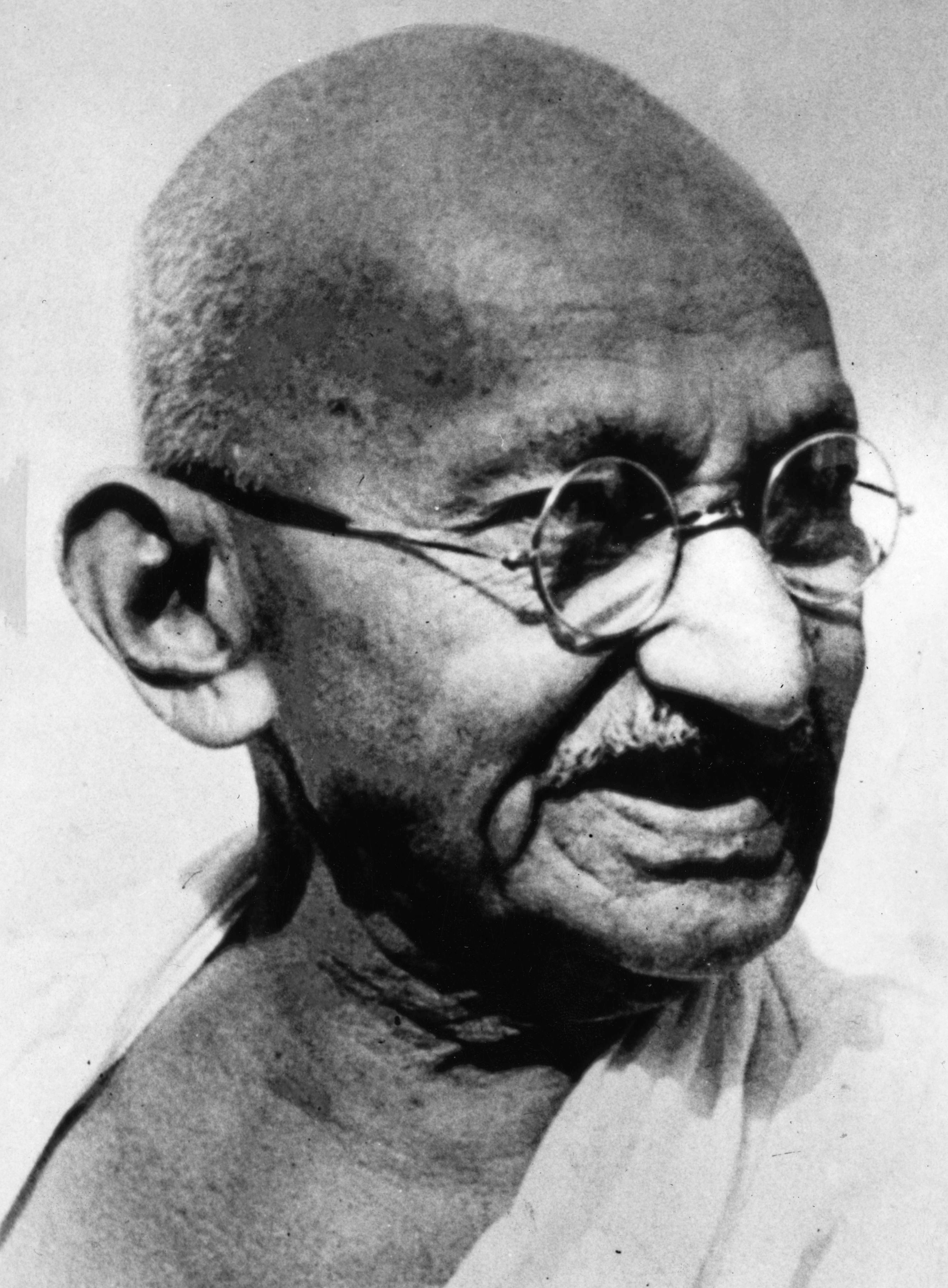
聖雄甘地
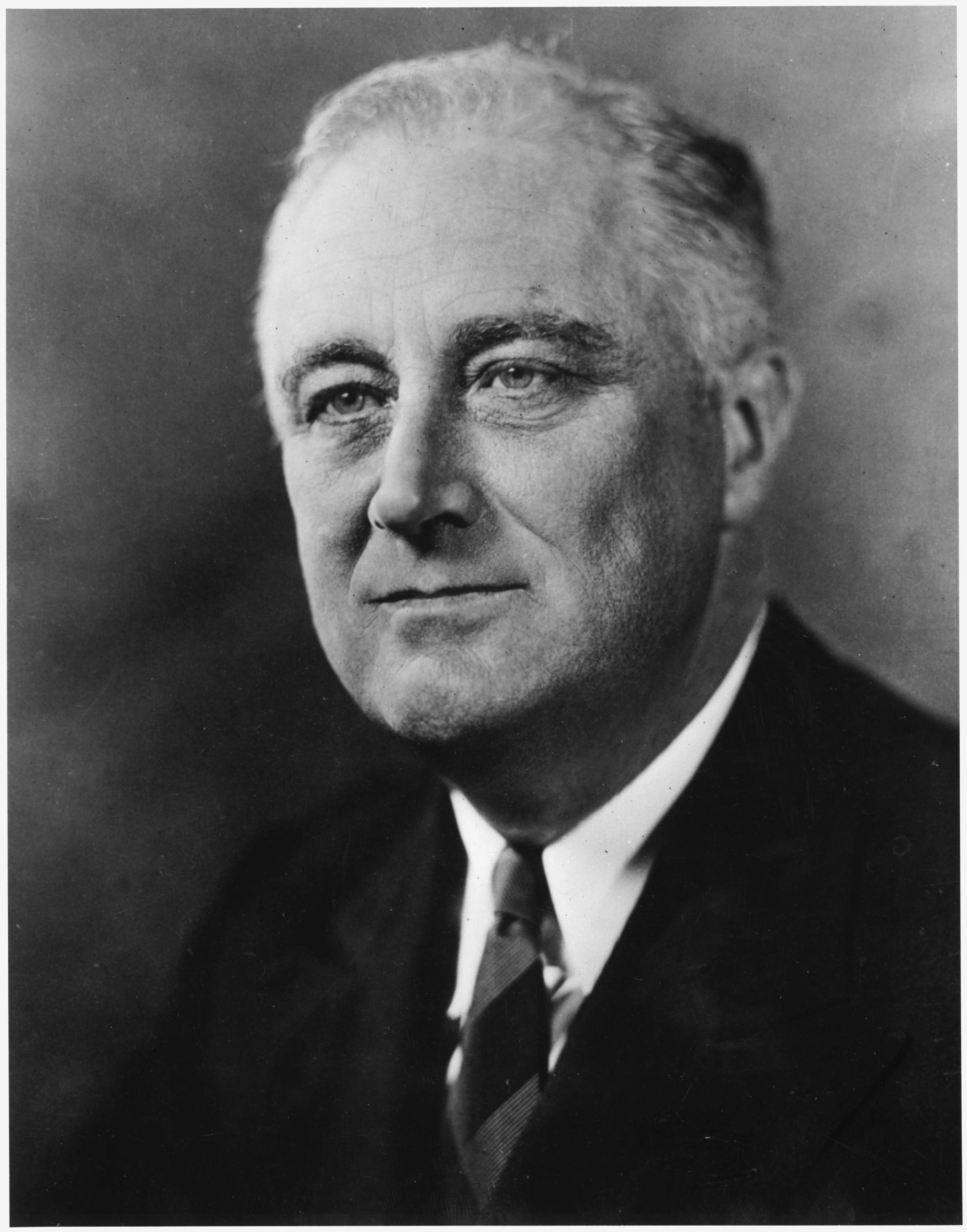
富蘭克林·德拉諾·羅斯福

### 風雲人物
《時代》雜誌之所以最後選擇阿爾伯特·愛因斯坦為20世紀風雲人物，是因為在以科學為主導的20世紀中，他是最為傑出的科學家。《時代》雜誌編輯認為，20世紀「最值得記住的是它的科學和技術」，並表示愛因斯坦「作為所有科學家的象徵——如海森堡、波耳、理察·費曼和以他為基礎工作的人們」。不過在另一方面，造成第二次世界大戰爆發和猶太人大屠殺的納粹德國元首阿道夫·希特勒，是否因其對於20世紀的影響而該被列為世紀風雲人物，也一度引起討論。相對地，《時代》雜誌挑選人物的明確標準，僅有對於20世紀影響力最大者，而不論結果好壞。
為此，散文家南希·吉布斯在1999年12月31日發行的《時代》雜誌中，發表文章《必要之惡？》（The Necessary Evil?）回答這一問題。在文章中，她認為希特勒「只是在一長排凶狠人物中最近的一名，而這源頭可以追溯到成吉思汗之前。唯一的區別是技術：希特勒從事的駭人大屠殺其所有效率都源自於現代工業已經完善。」之後她則是反問提到：「邪惡可能是一種強大的力量、一個誘人的想法，但它是否比天賦、創造力、勇氣和寬容還要來得強大？」

## 人物

### 領袖與革命家

影響了20世紀政治和社會結構的二十人：
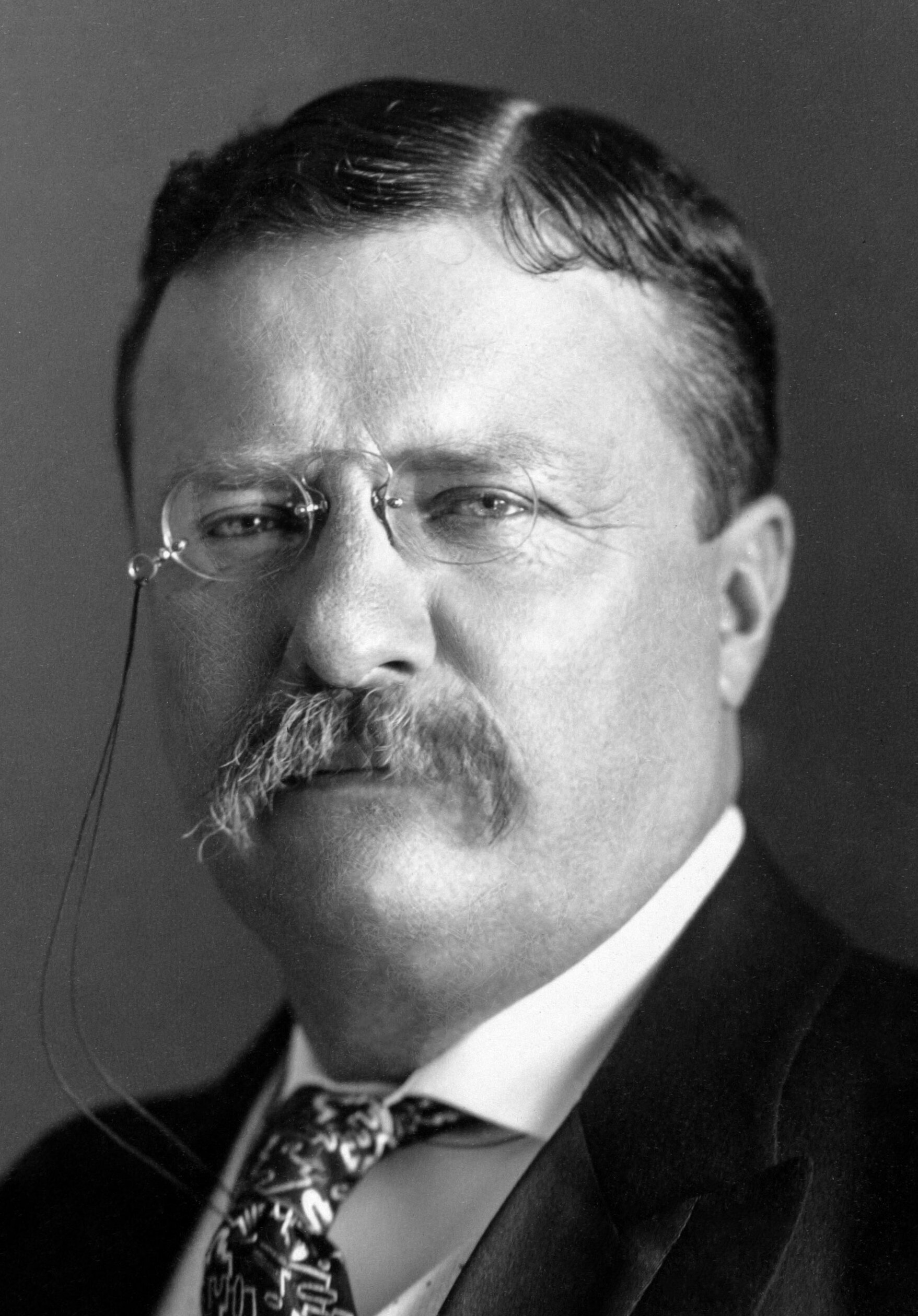
西奧多·羅斯福
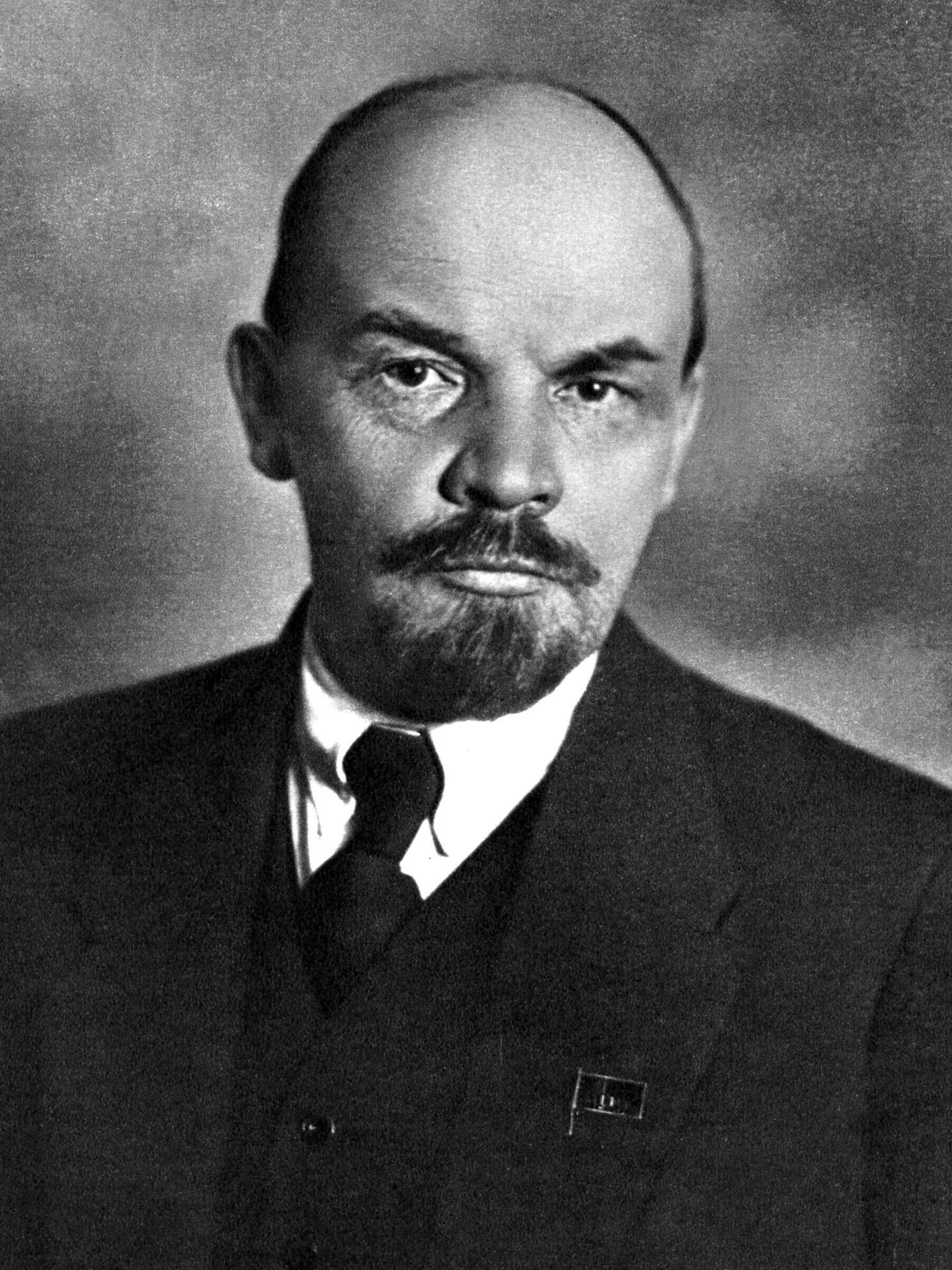
弗拉基米爾·伊里奇·列寧
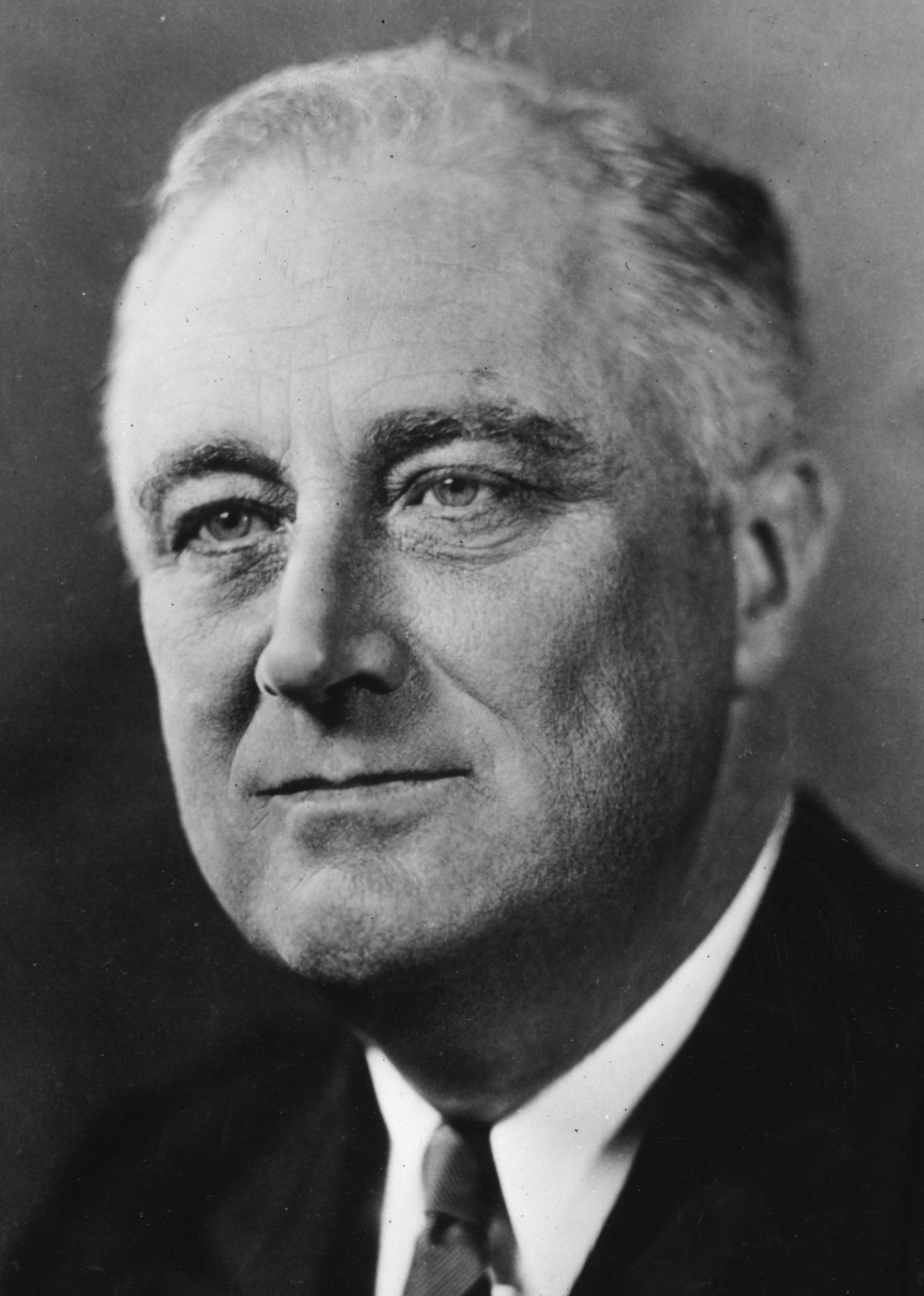
富蘭克林·德拉諾·羅斯福
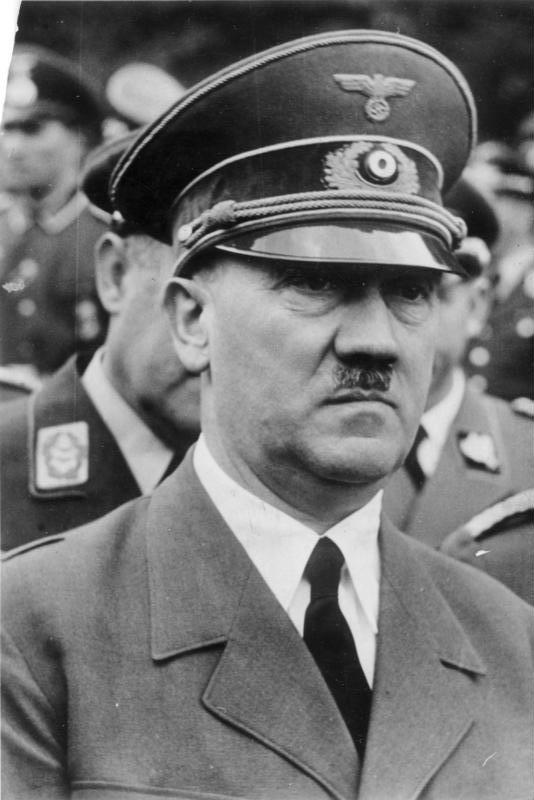
阿道夫·希特勒
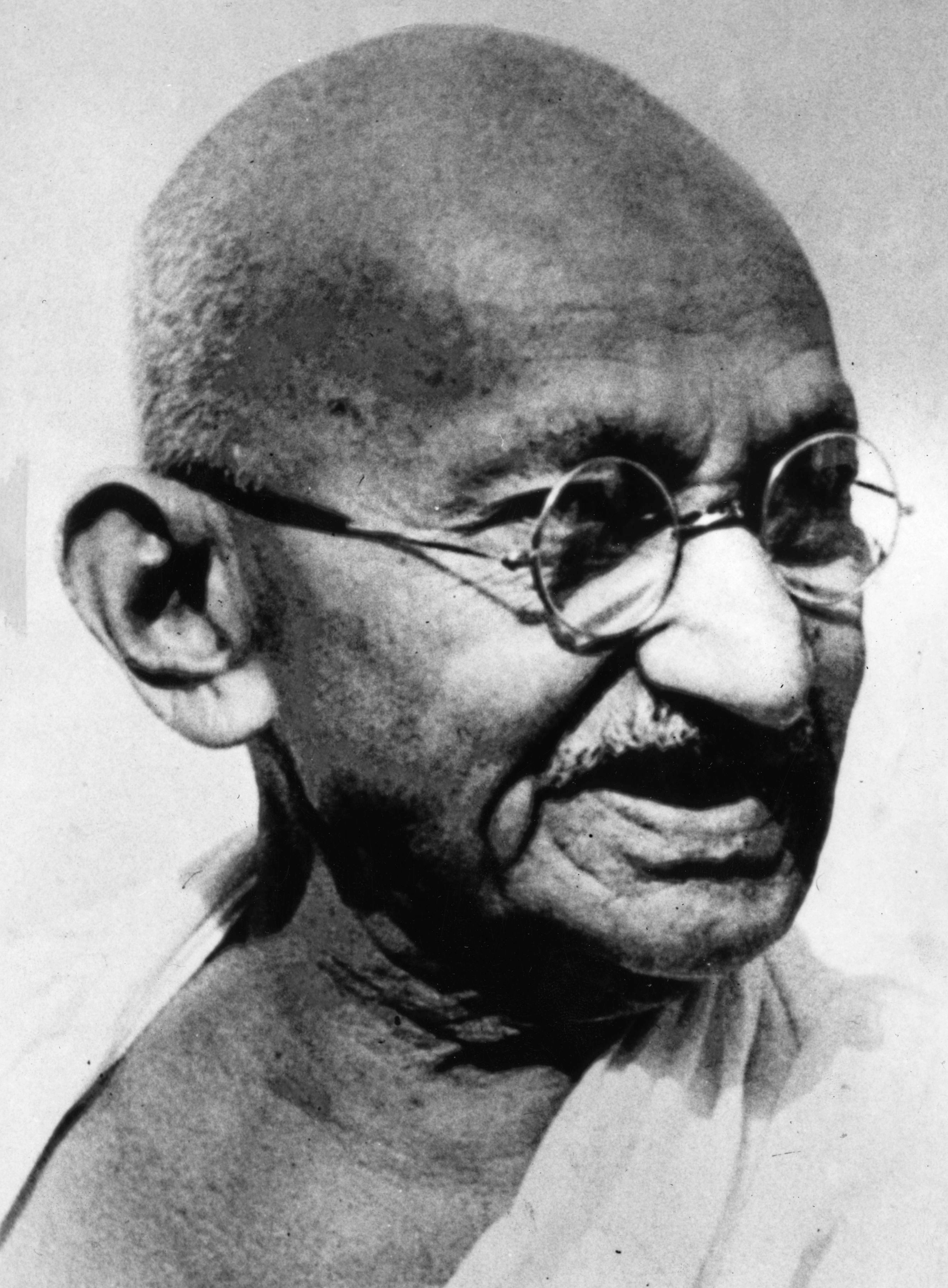
甘地
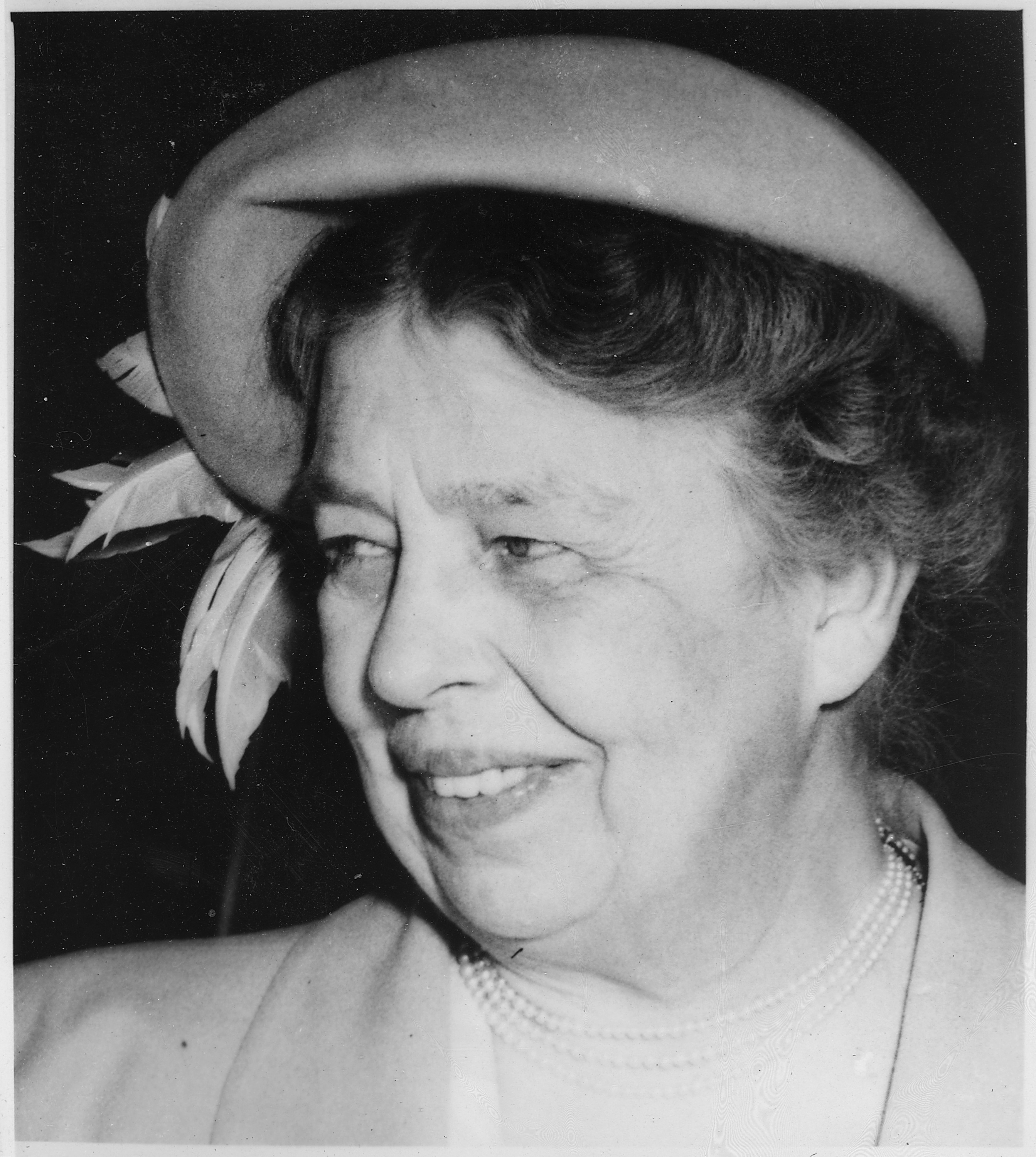
愛蓮娜·羅斯福
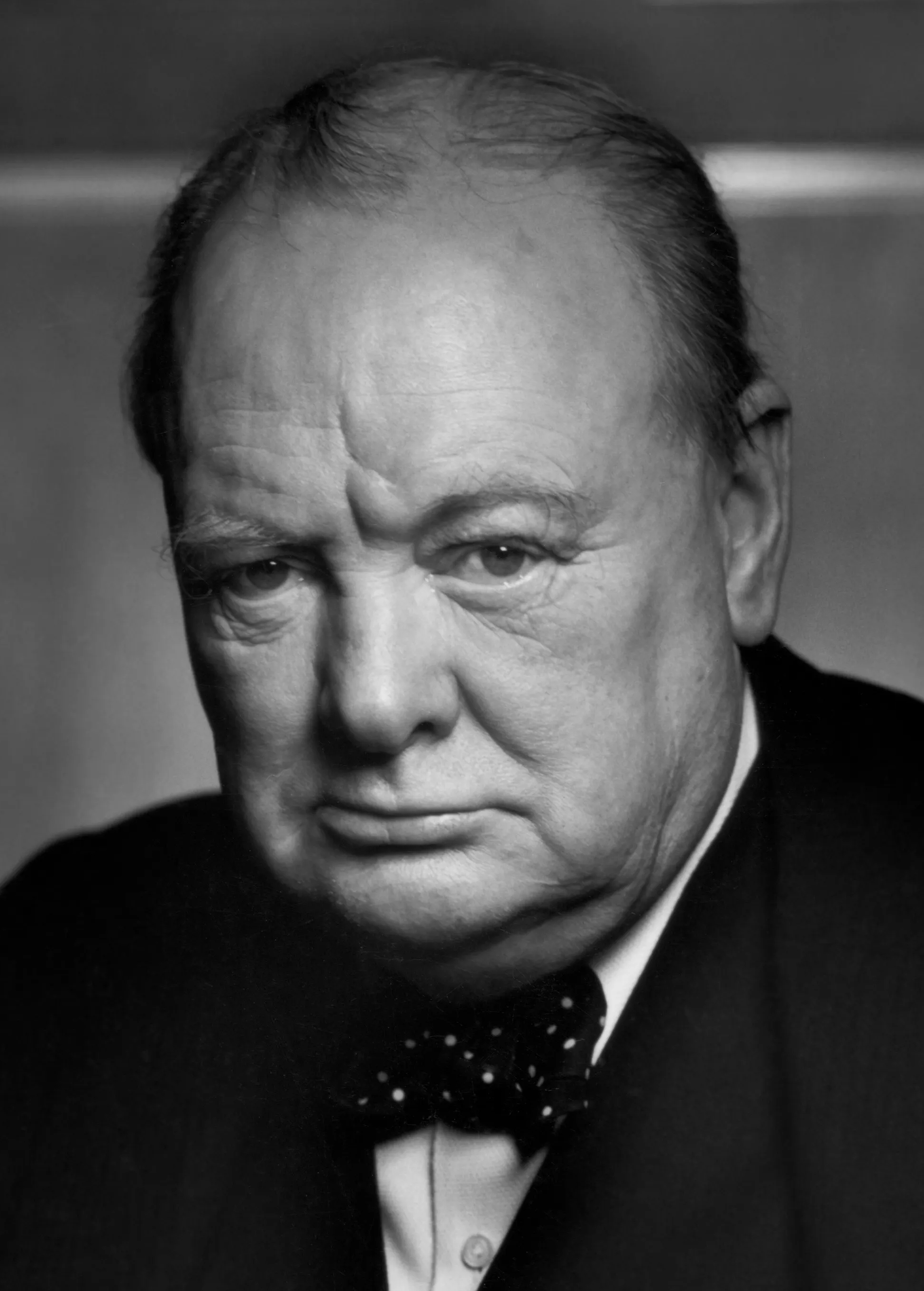
溫斯頓·邱吉爾
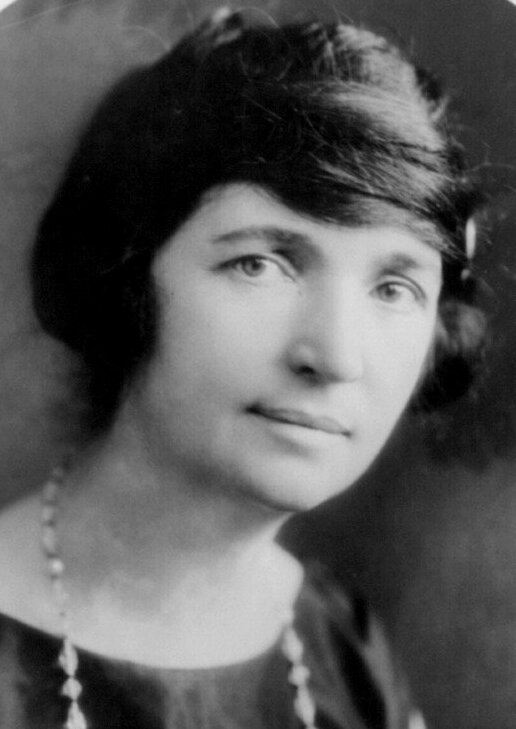
山額夫人
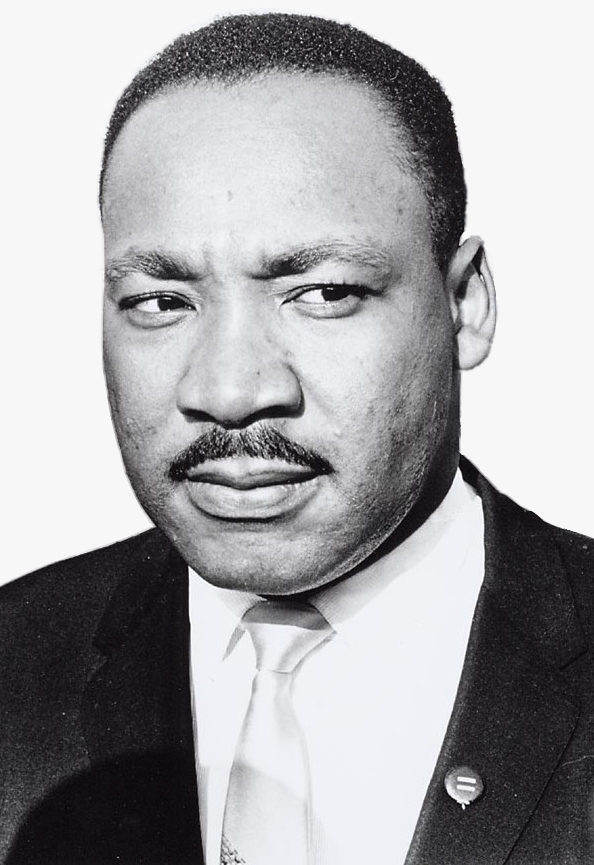
馬丁·路德·金恩
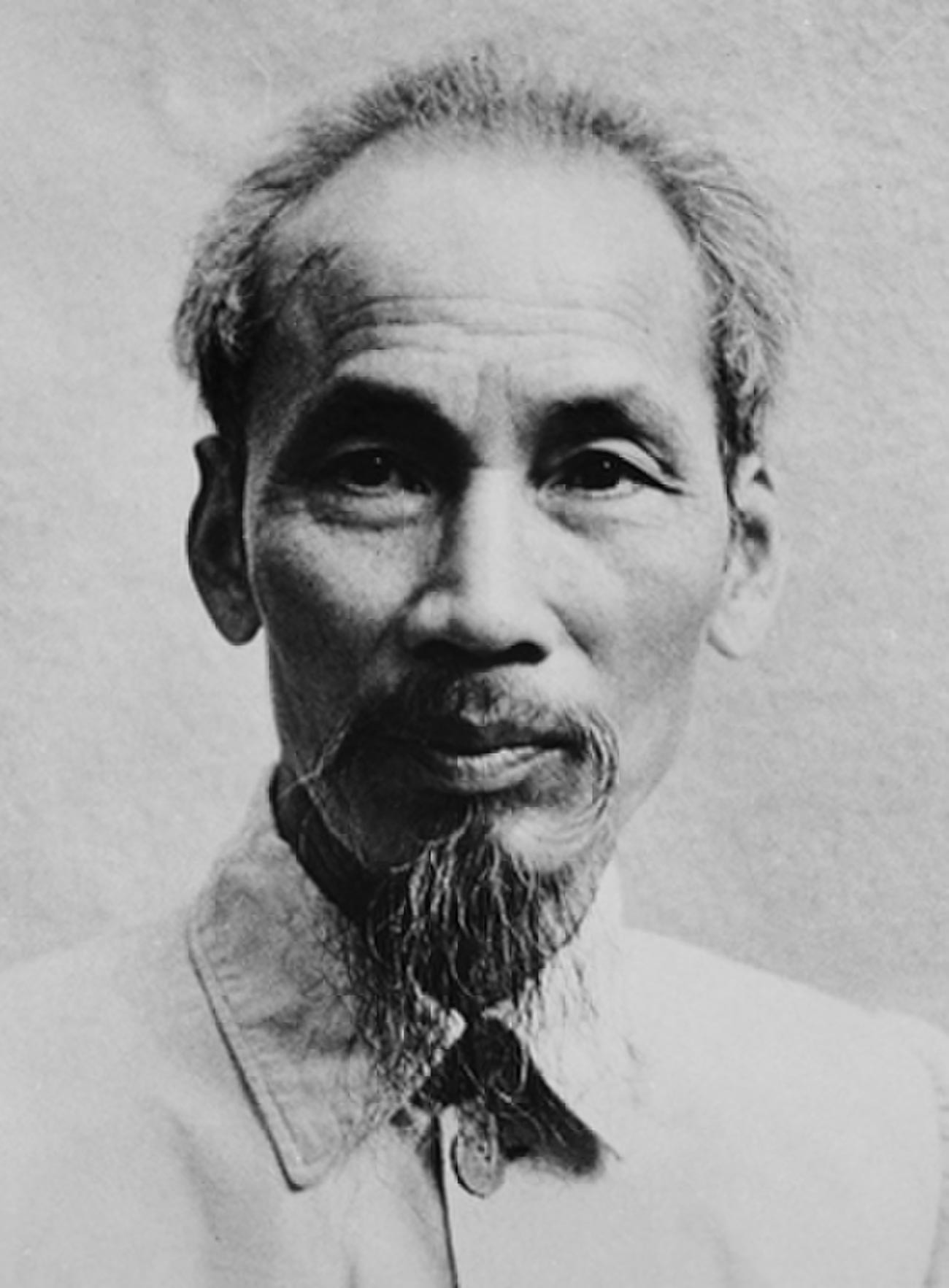
胡志明
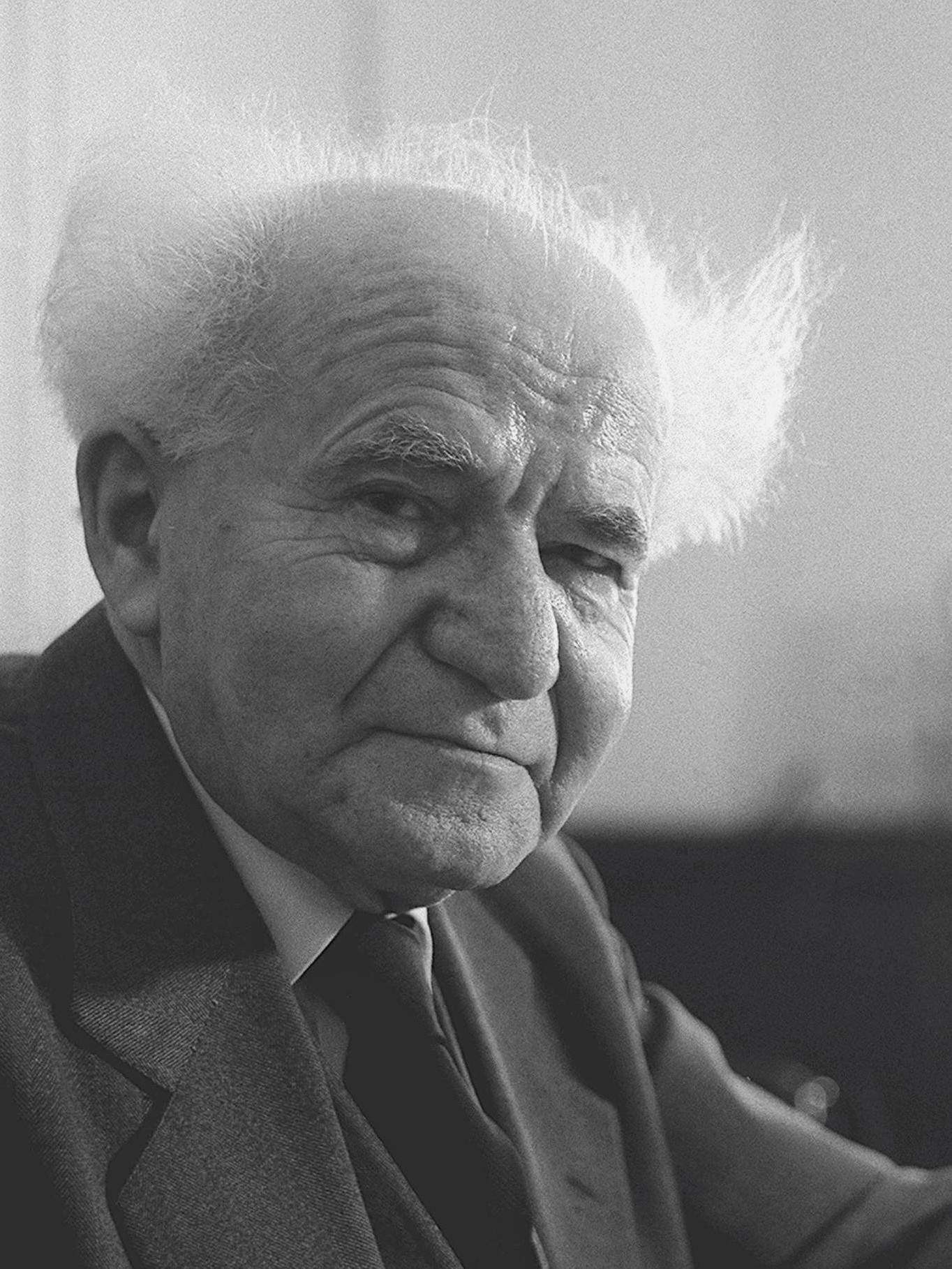
戴維·本-古里安
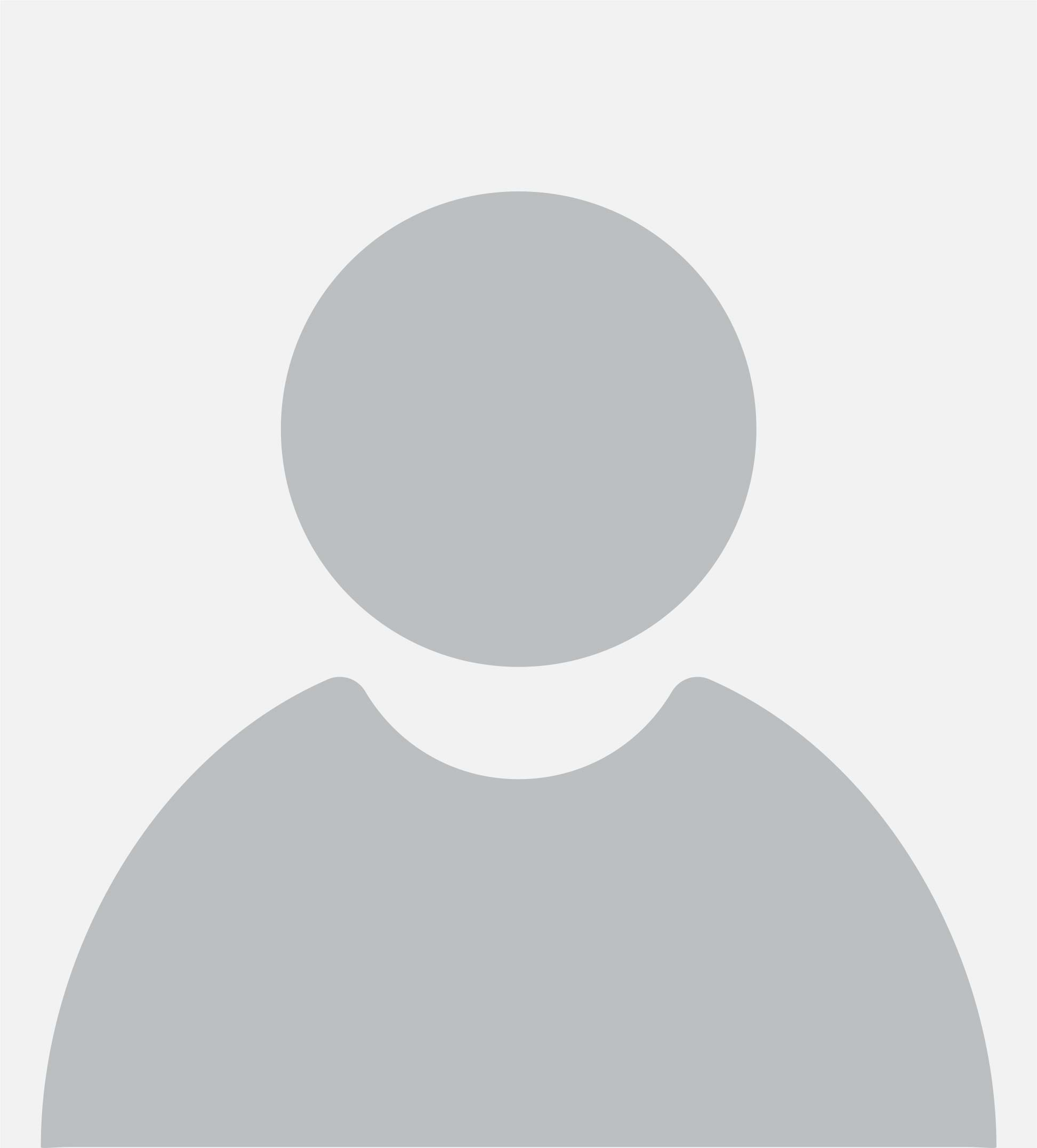
无名的天安门广场反对者（即坦克人）
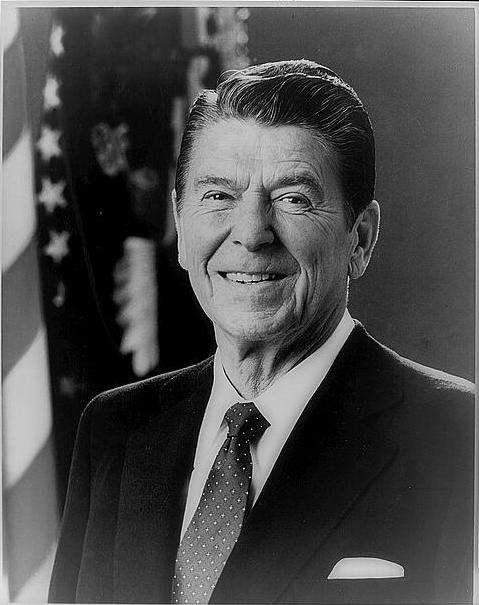
隆納·雷根
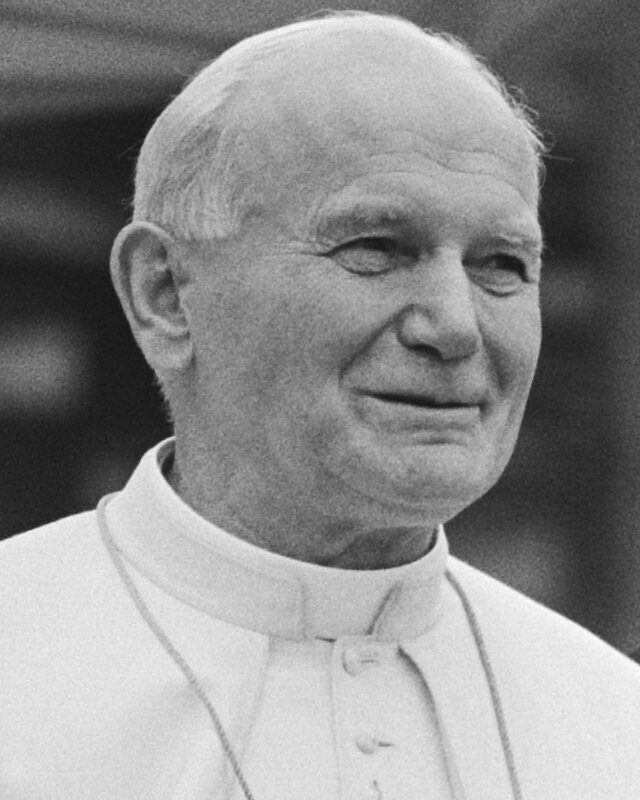
若望·保祿二世
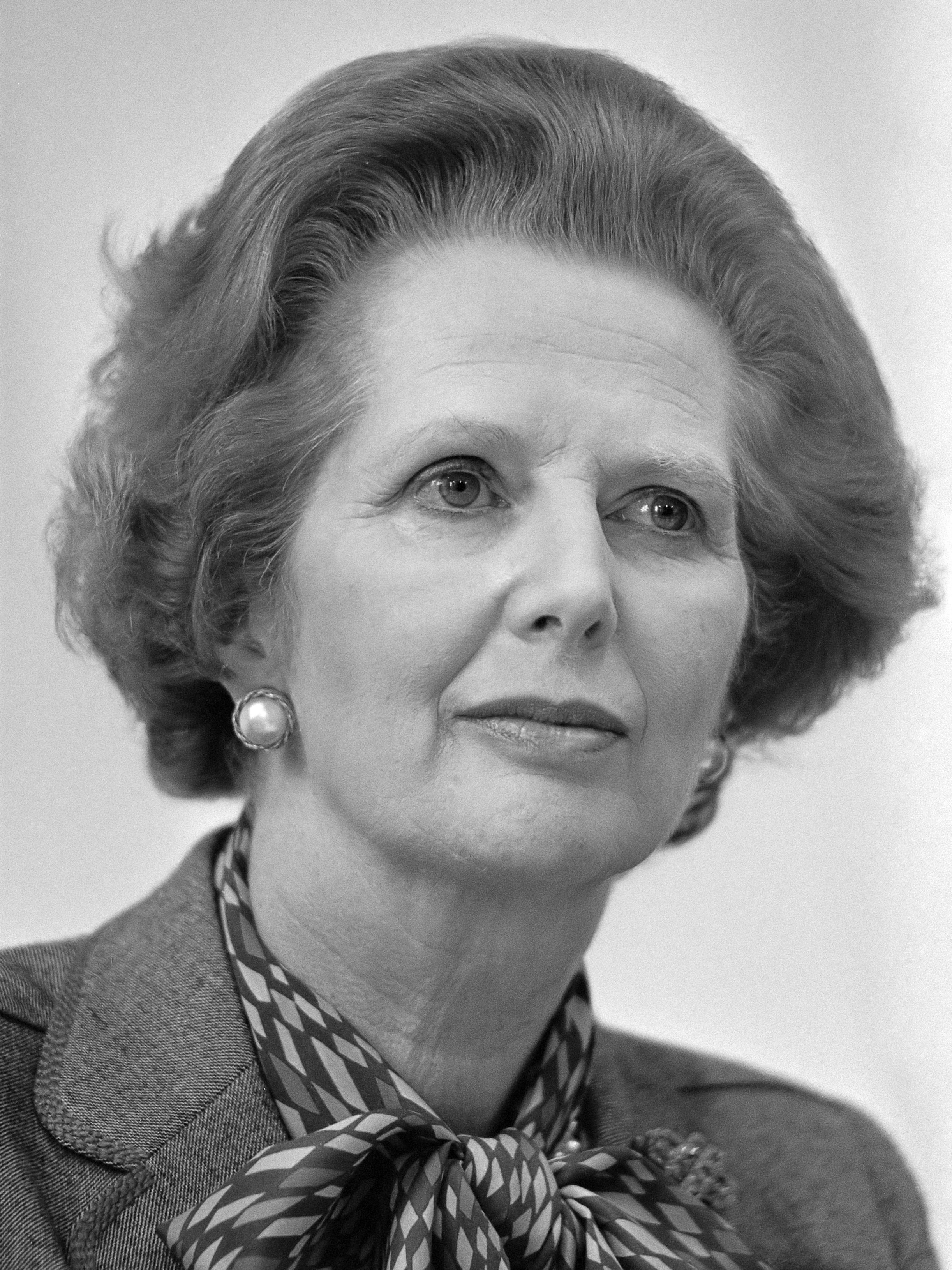
柴契爾夫人
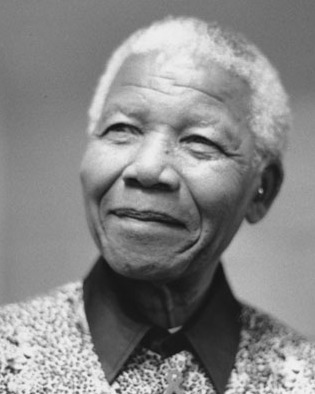
納爾遜·曼德拉
毛澤東
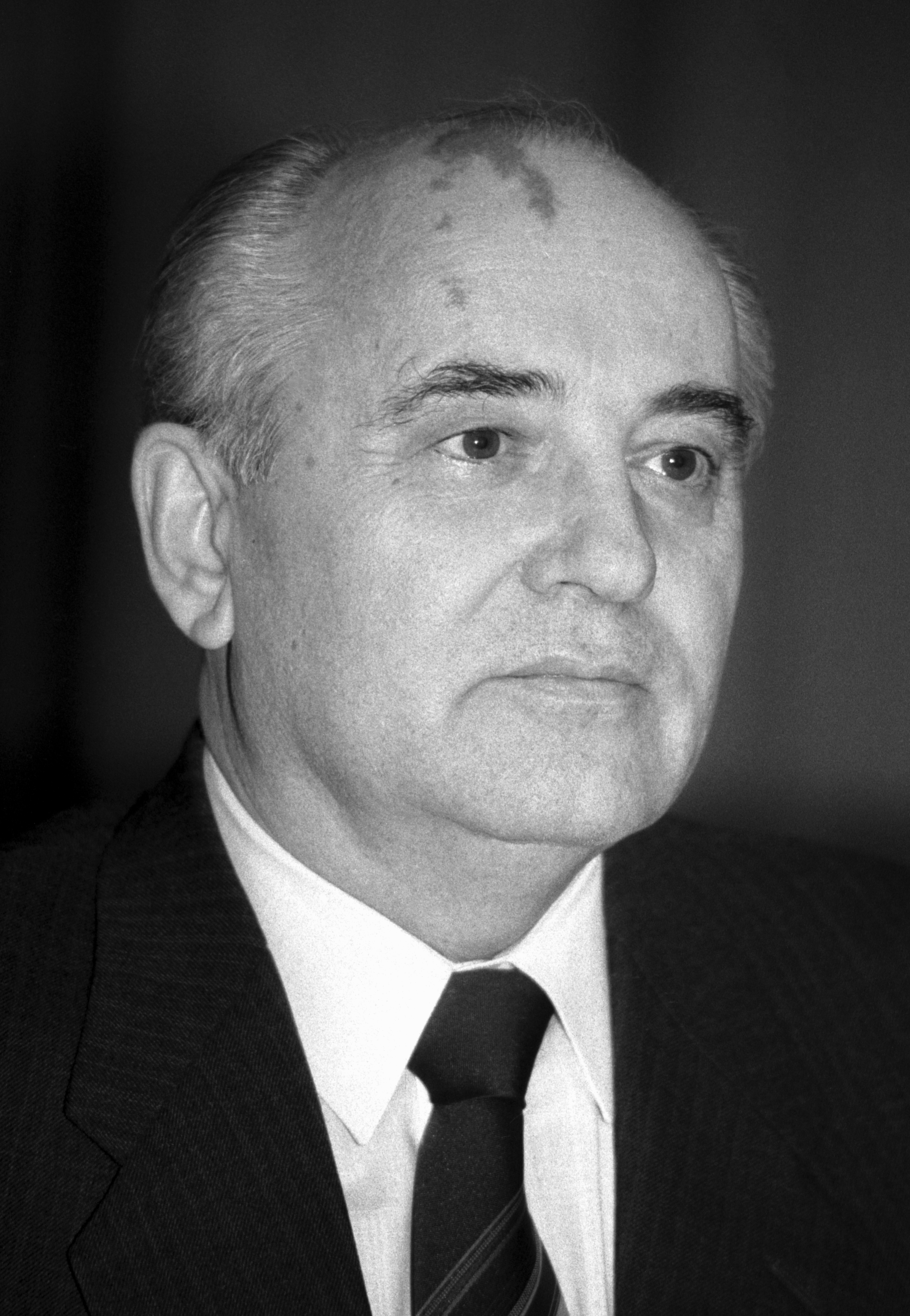
米哈伊爾·謝爾蓋耶維奇·戈巴契夫
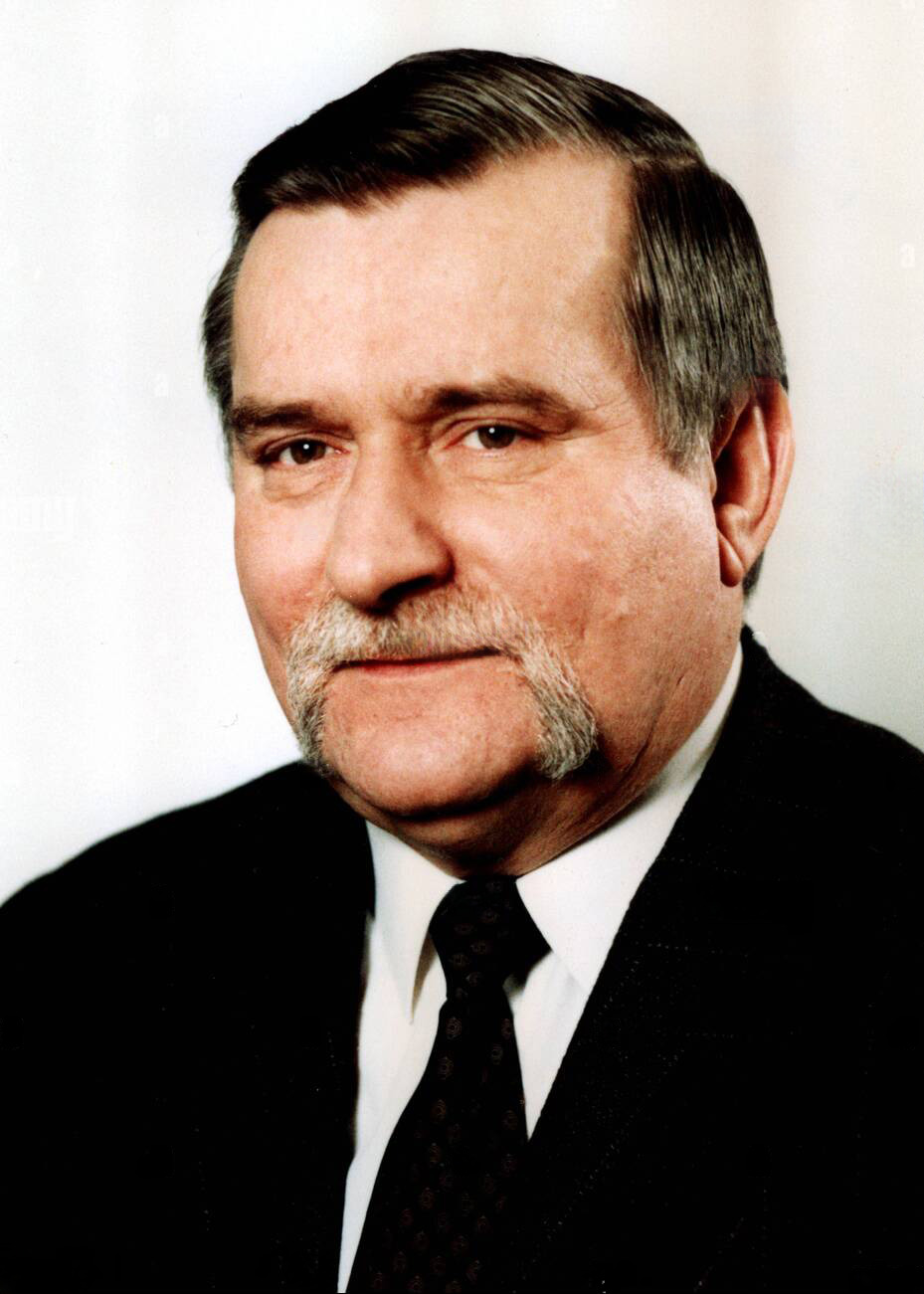
萊赫·華勒沙

### 科學家與思想家

顛覆陳舊觀念的二十位巨匠：
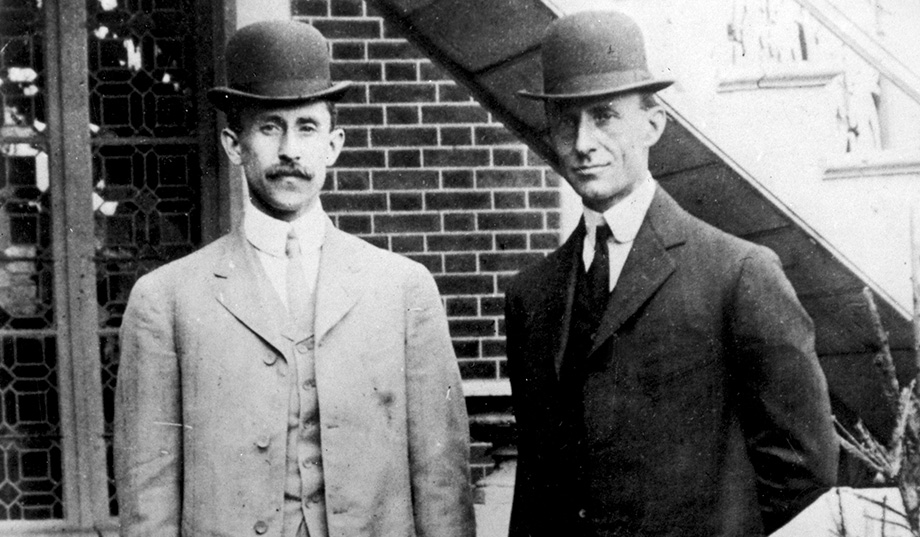
萊特兄弟[註 1]
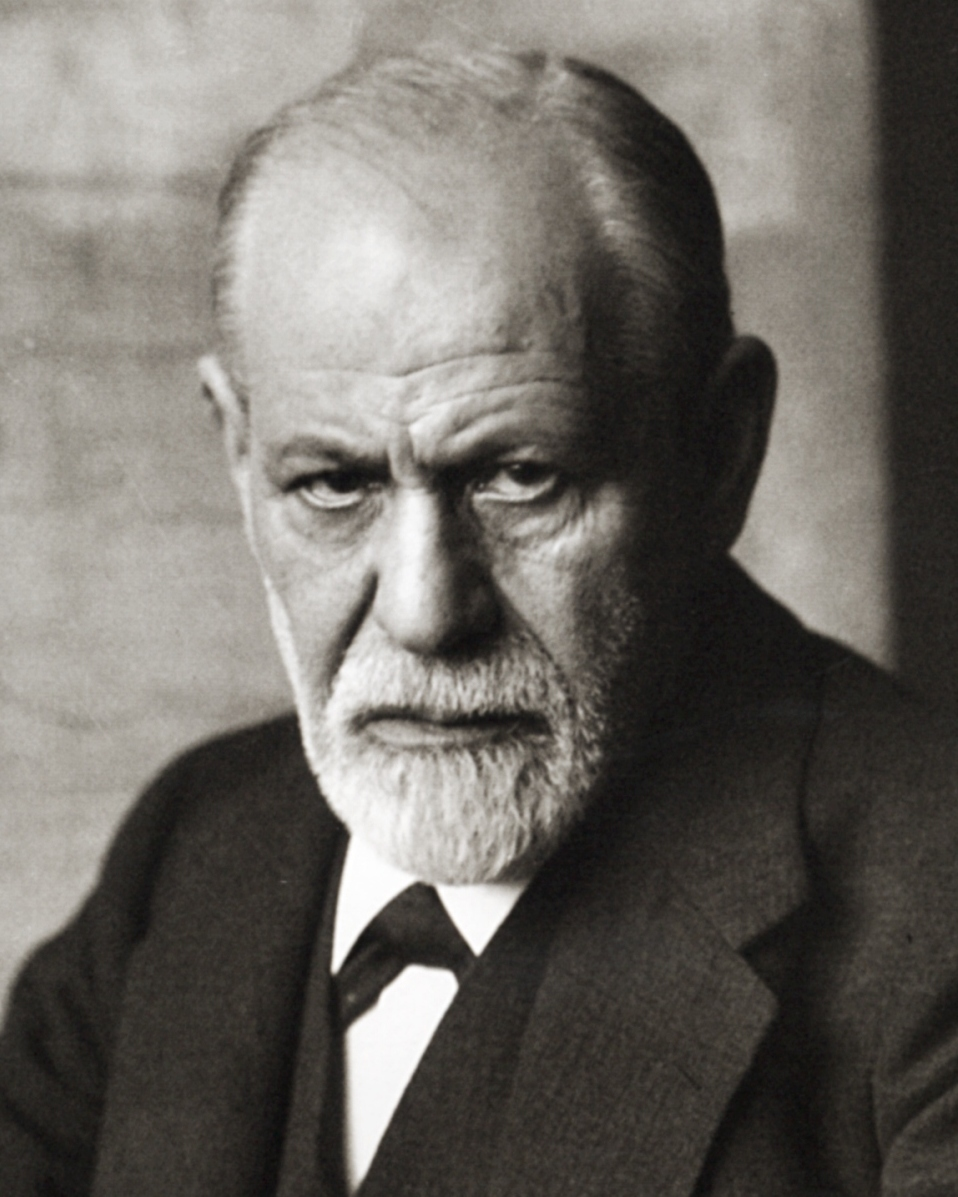
西格蒙德·佛洛伊德
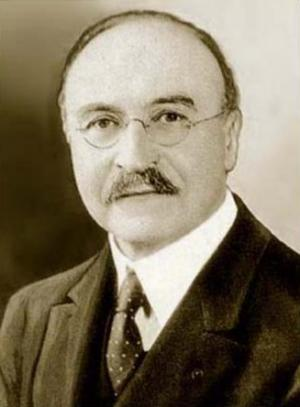
利奧·貝克蘭
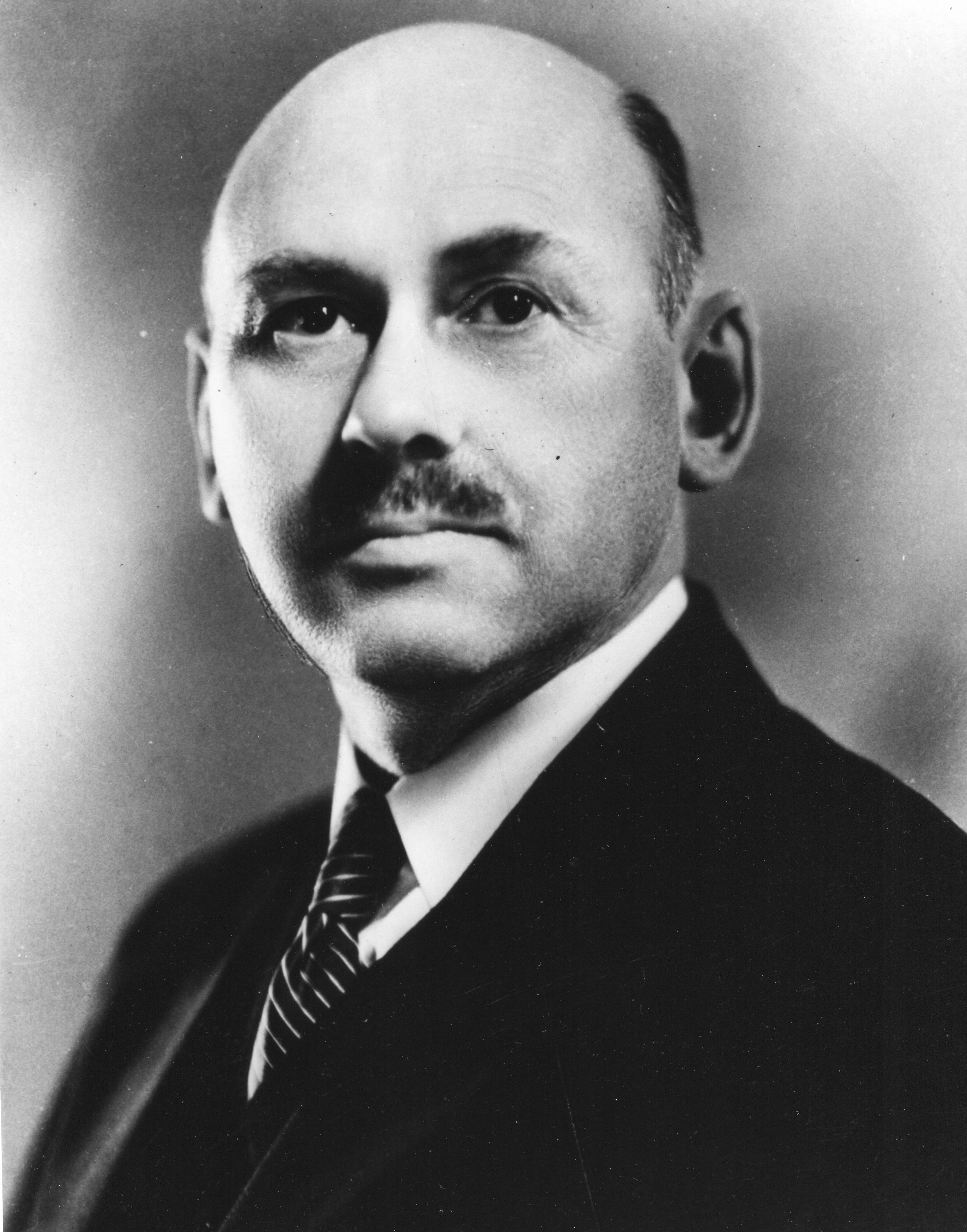
羅伯特·戈達德
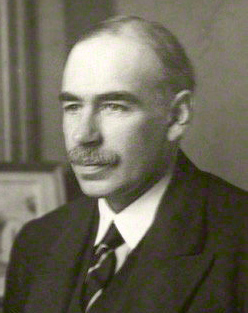
約翰·梅納德·凱因斯
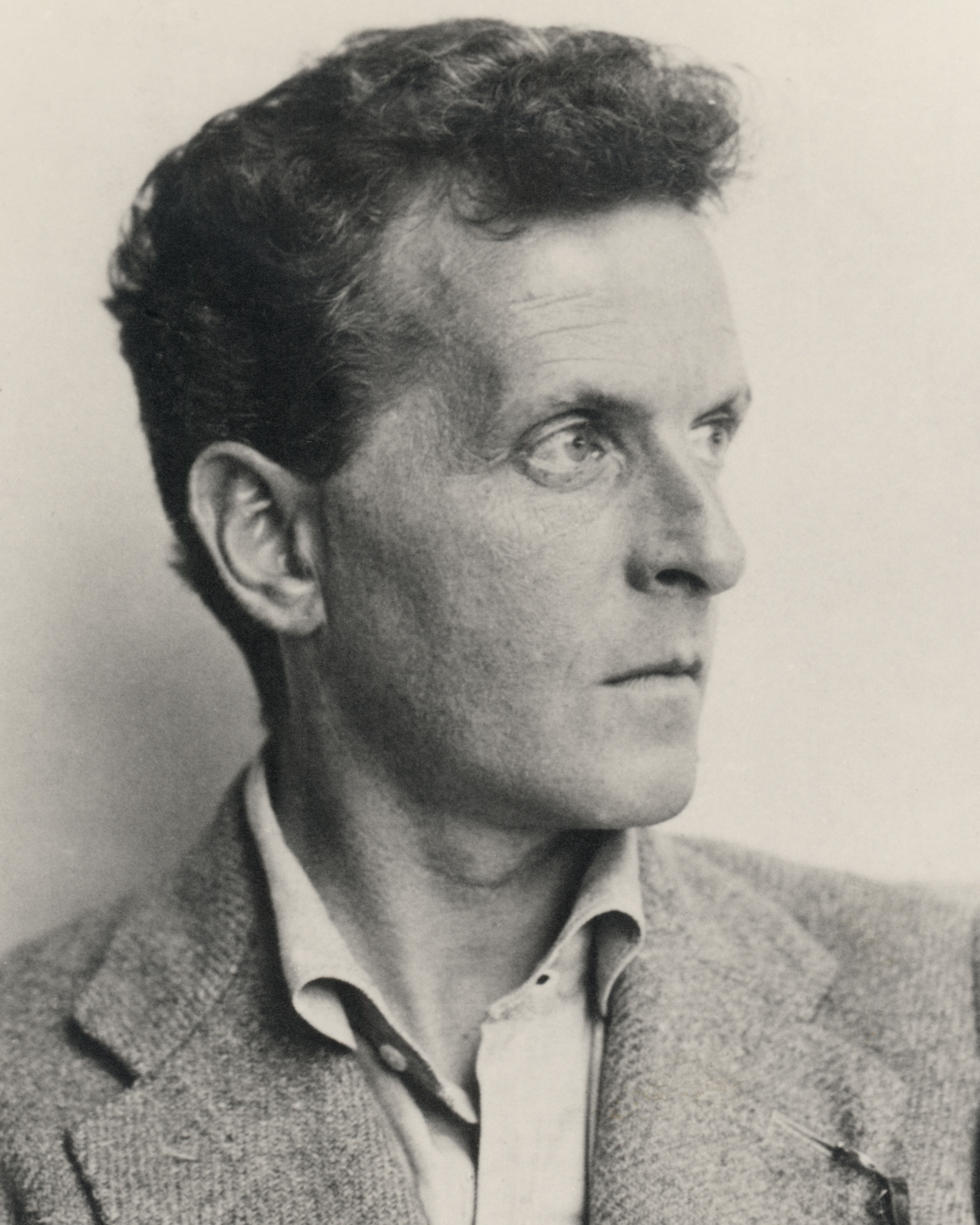
路德維希·維根斯坦
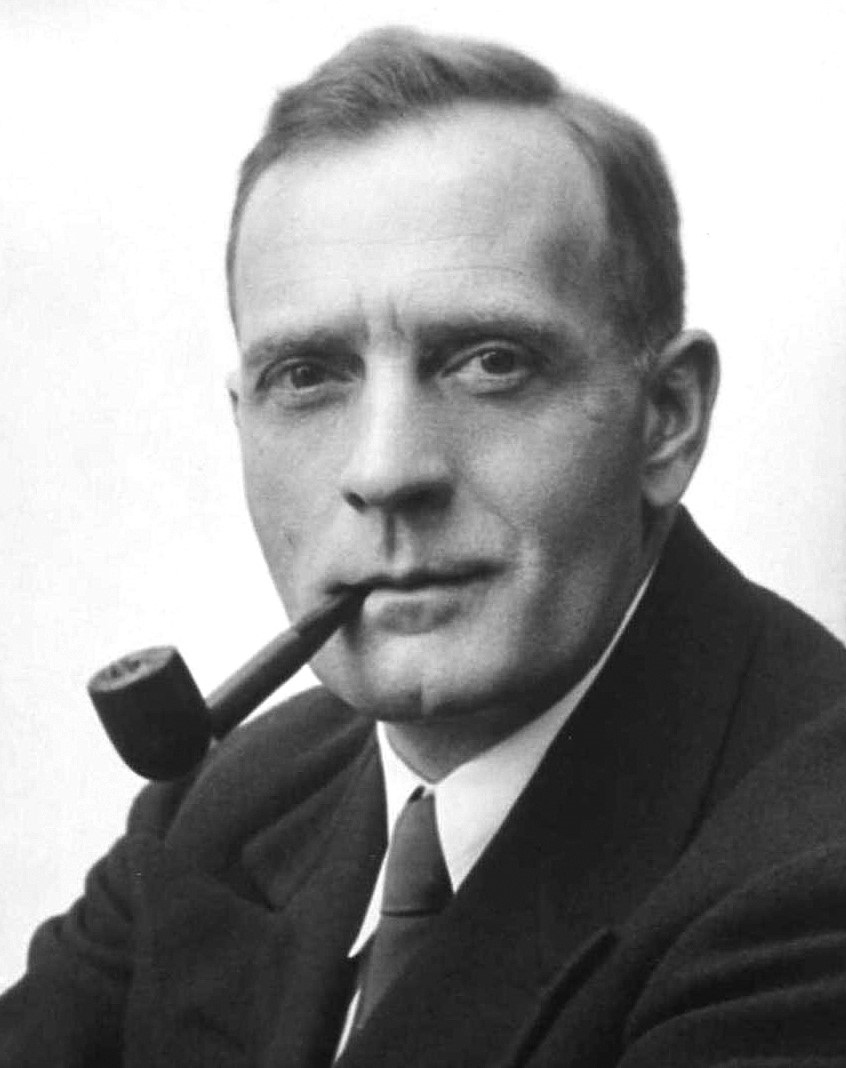
愛德溫·哈伯
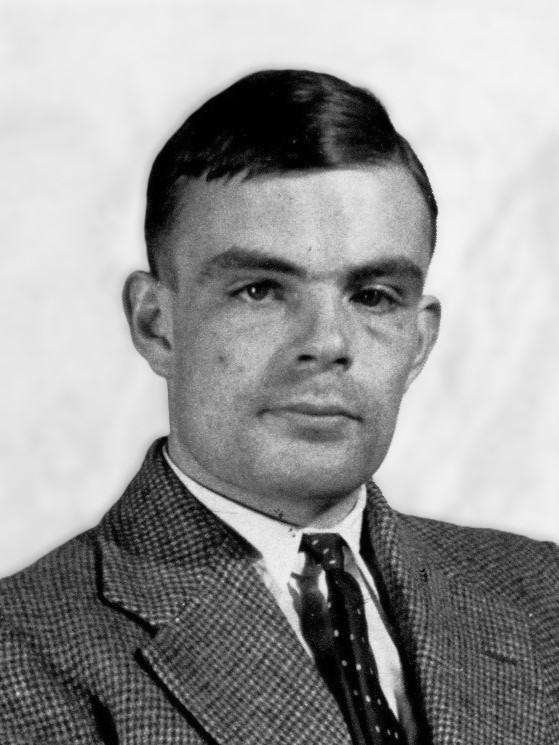
艾伦·图灵
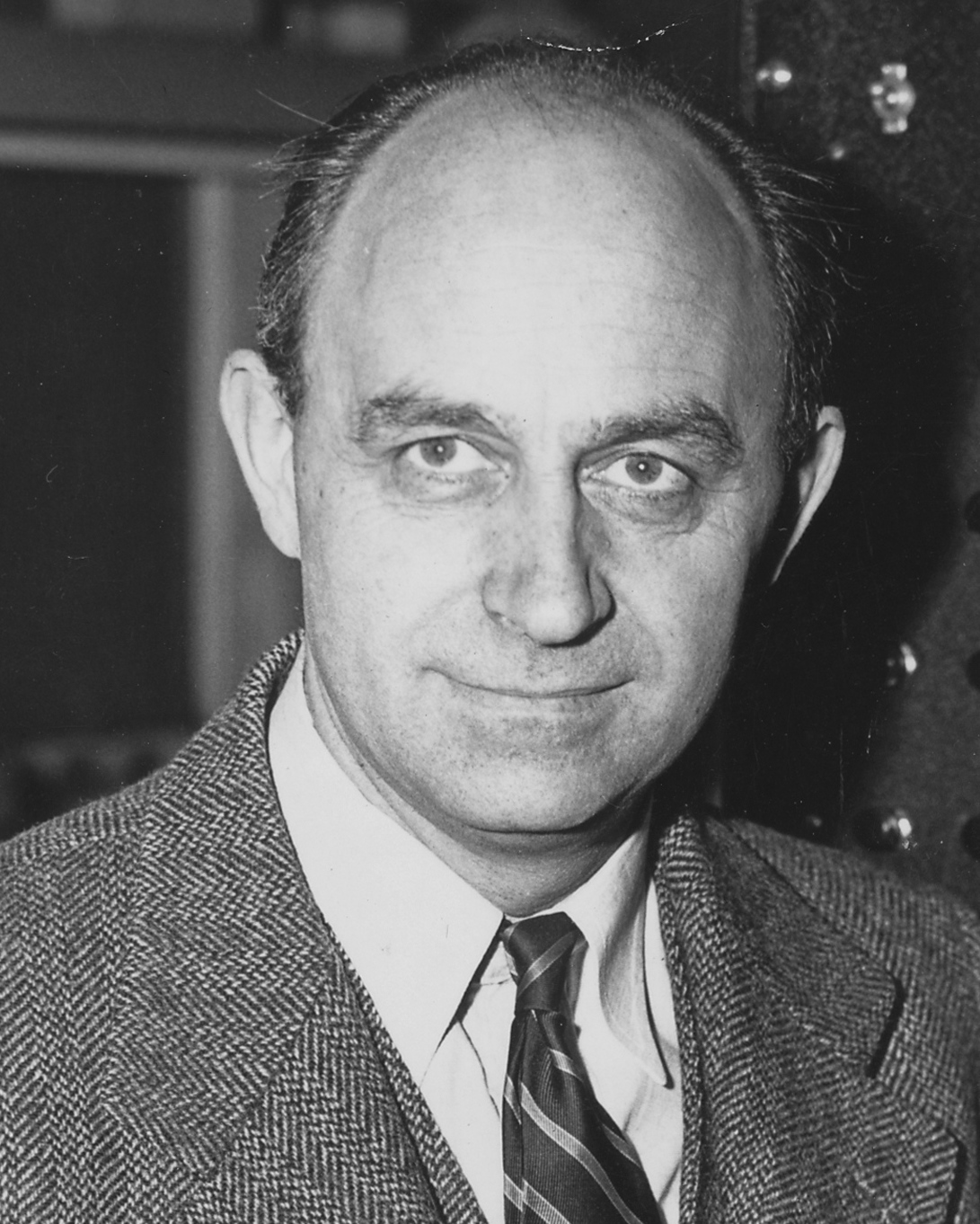
恩里科·費米
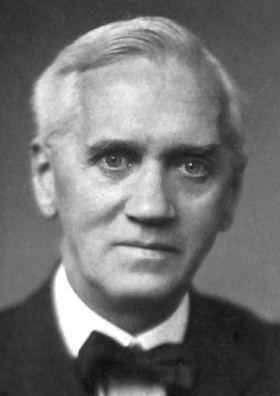
亞歷山大·弗萊明
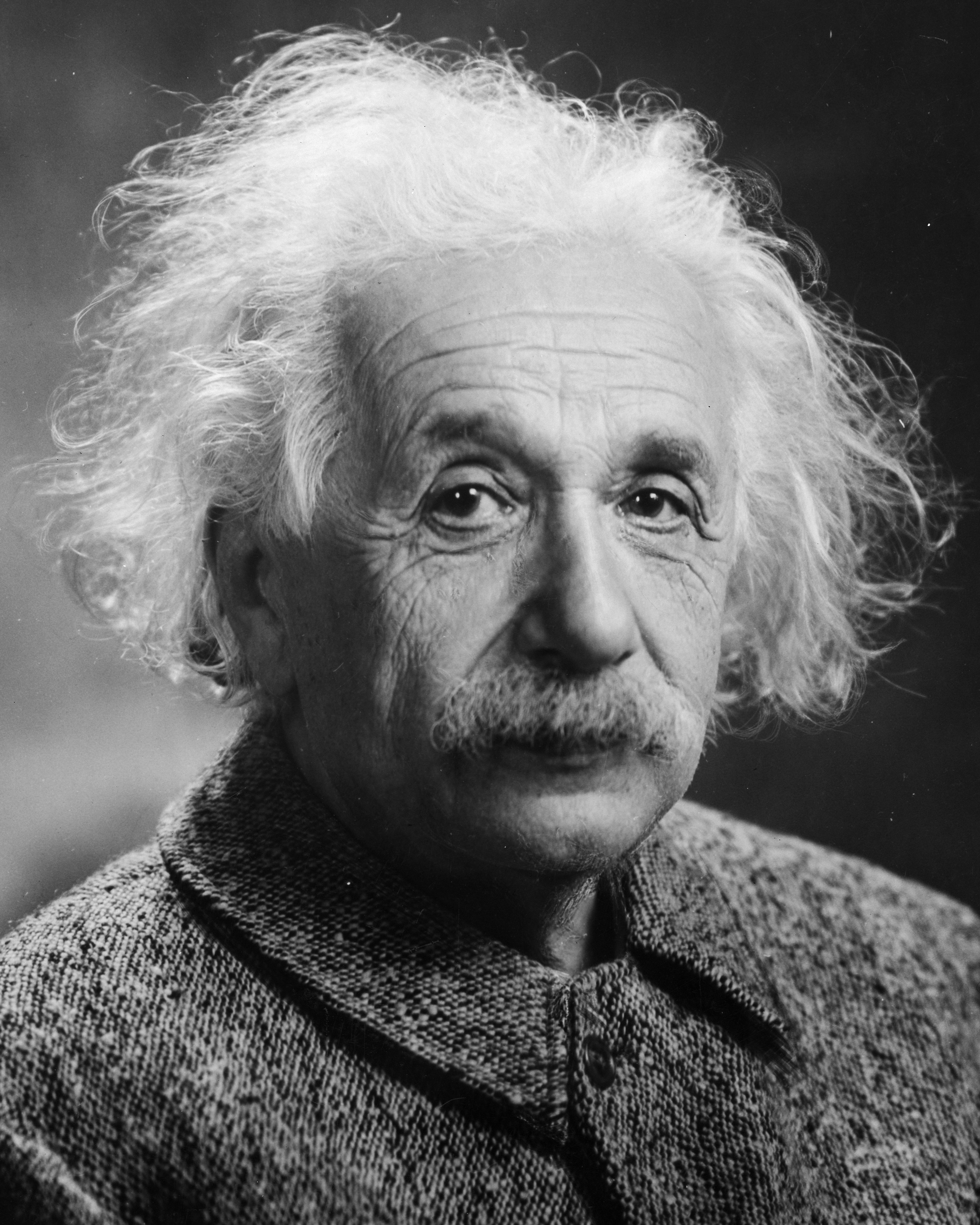
阿爾伯特·愛因斯坦
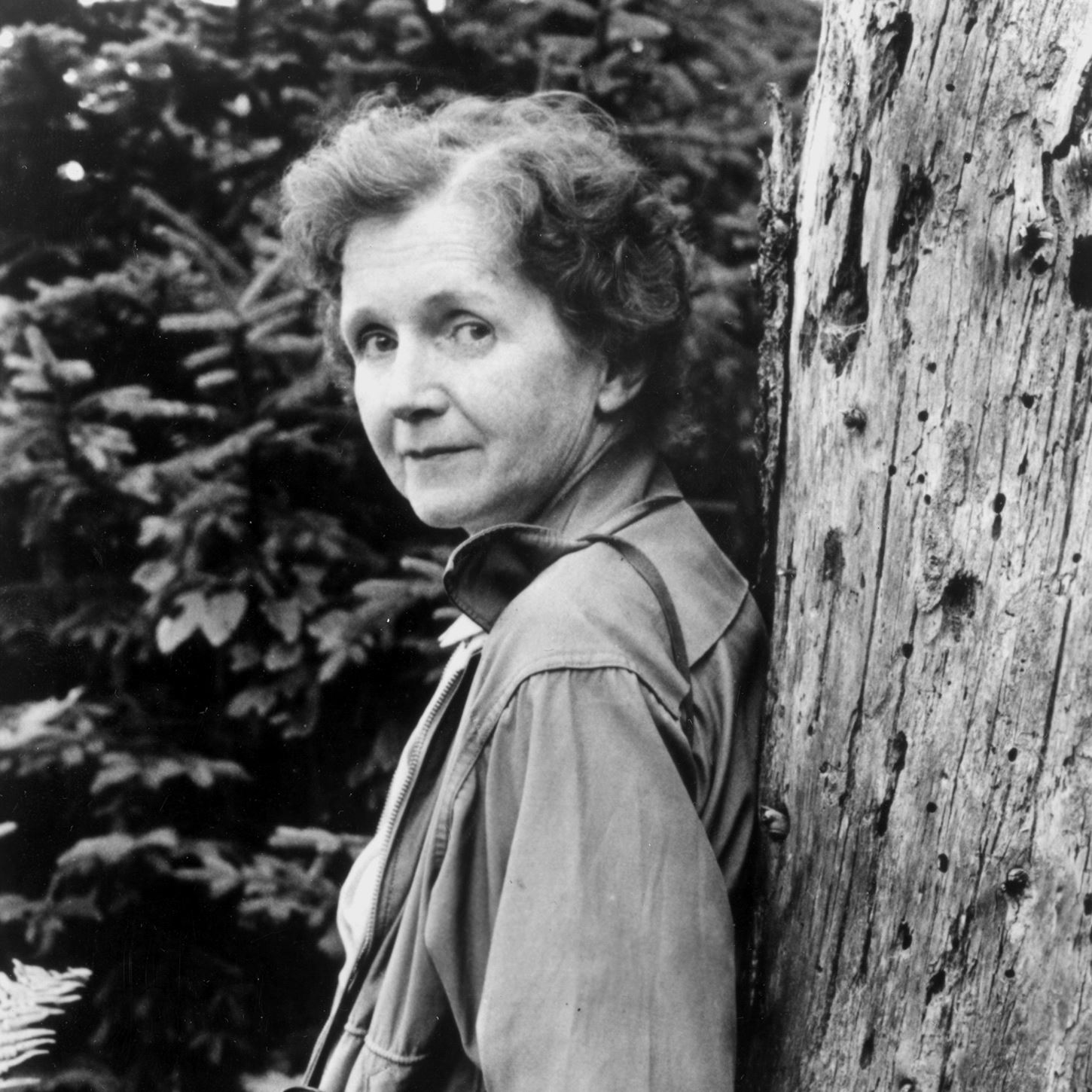
瑞秋·卡森
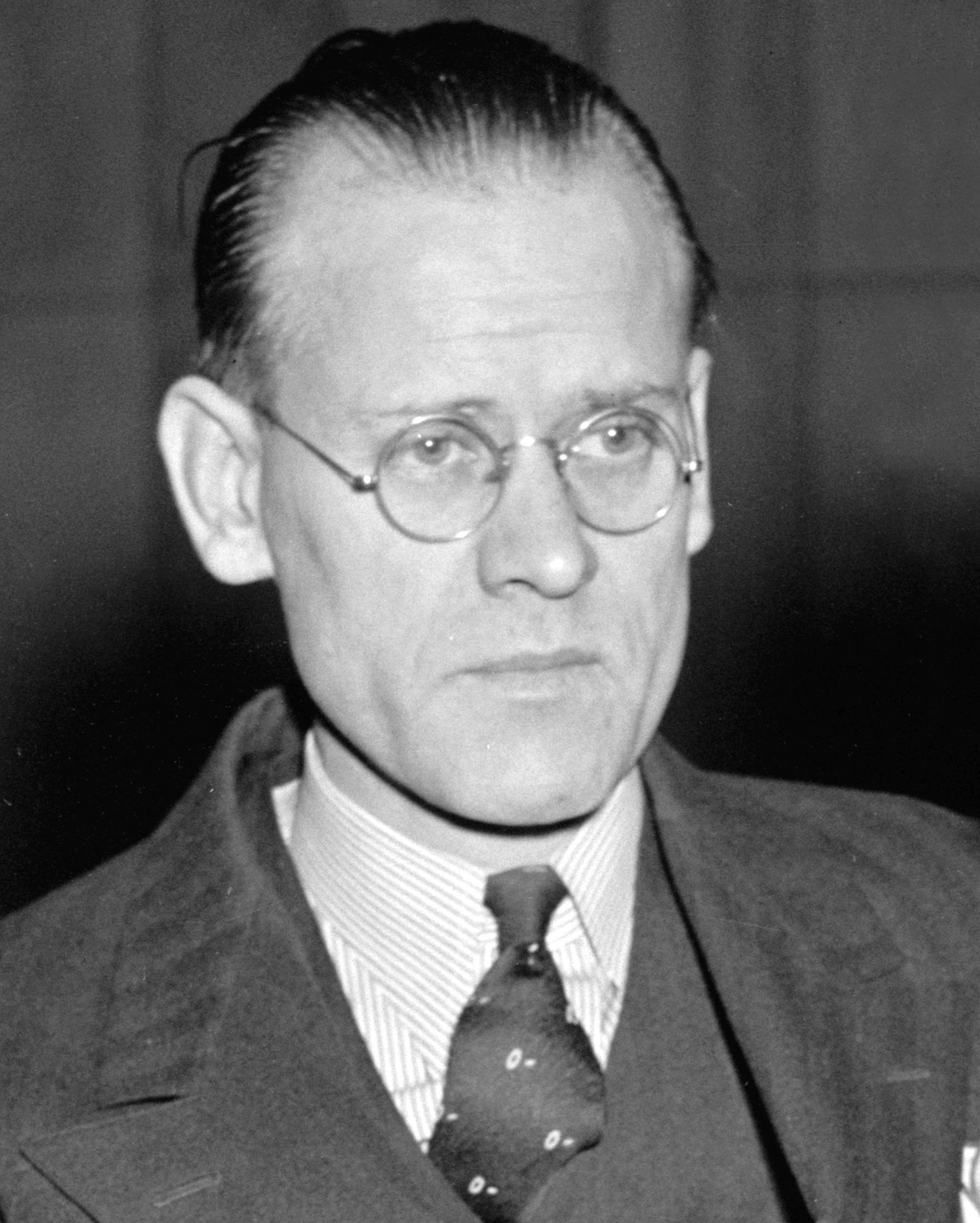
菲洛·法恩斯沃思
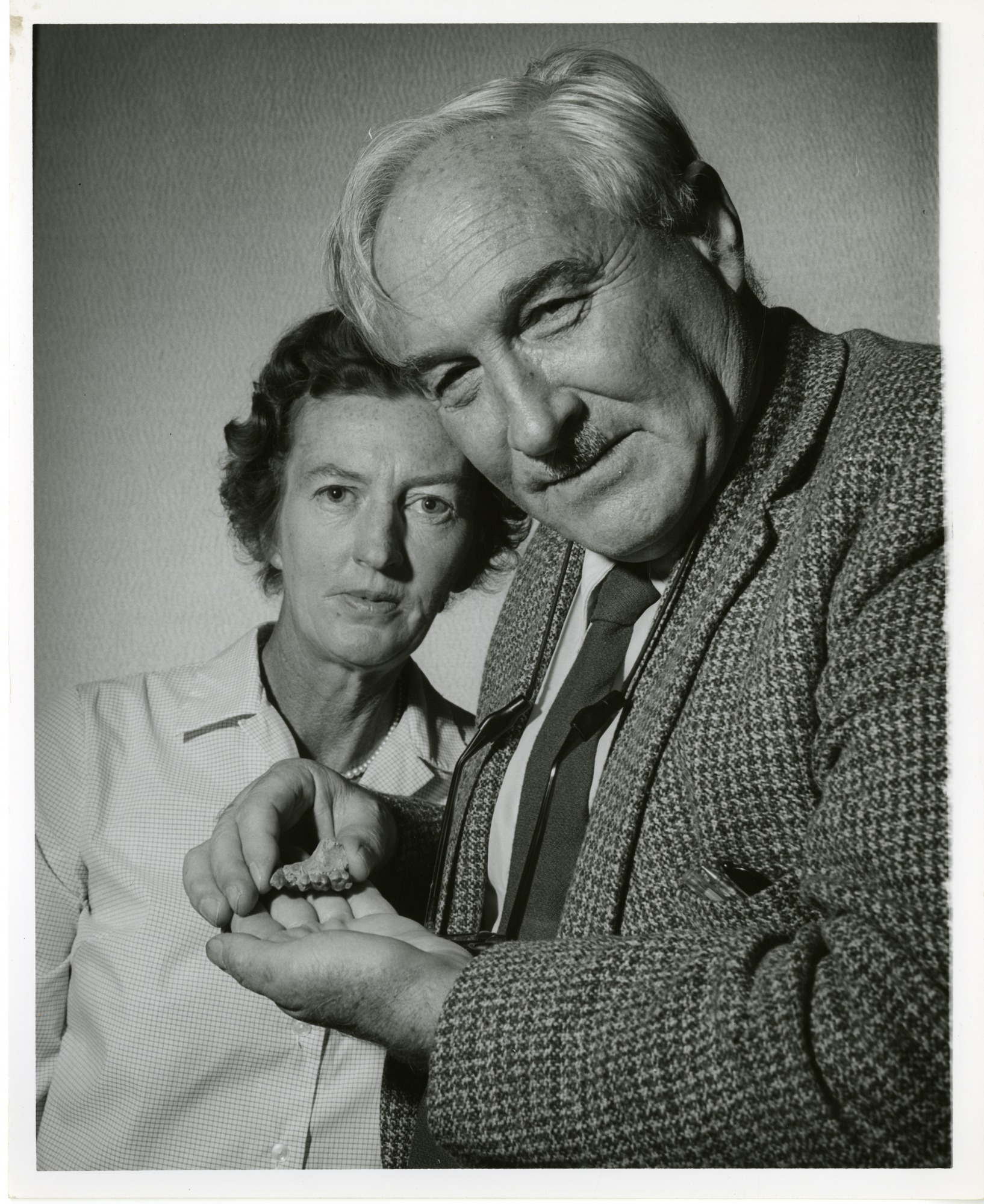
路易斯·李奇和瑪麗·李奇[註 2]
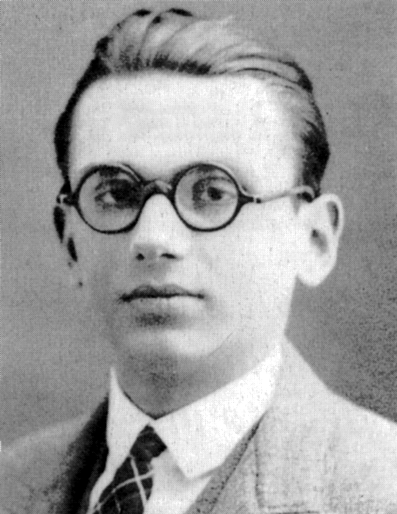
庫爾特·哥德爾
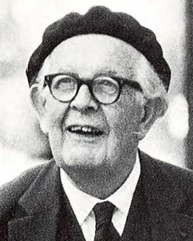
尚·皮亞傑
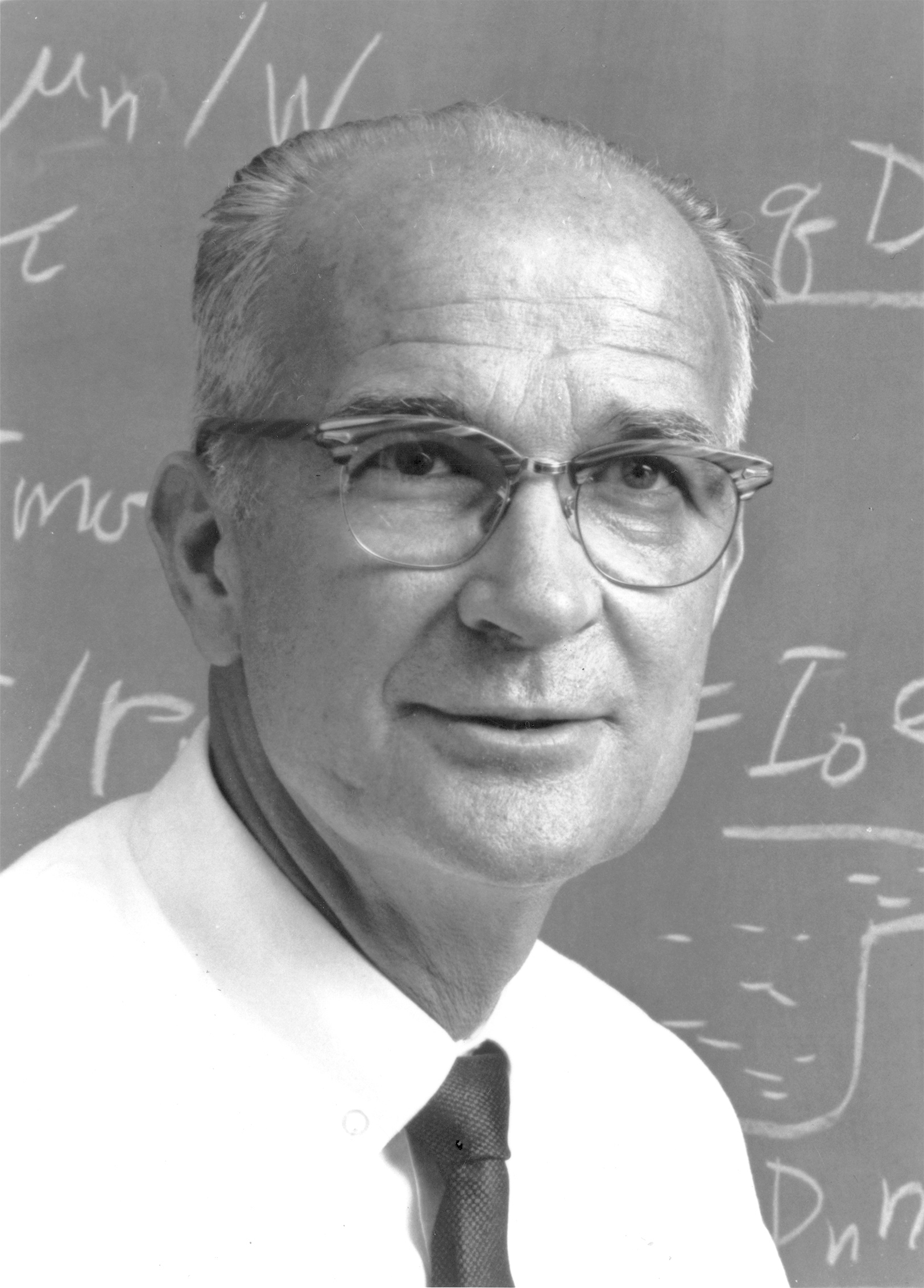
威廉·肖克利
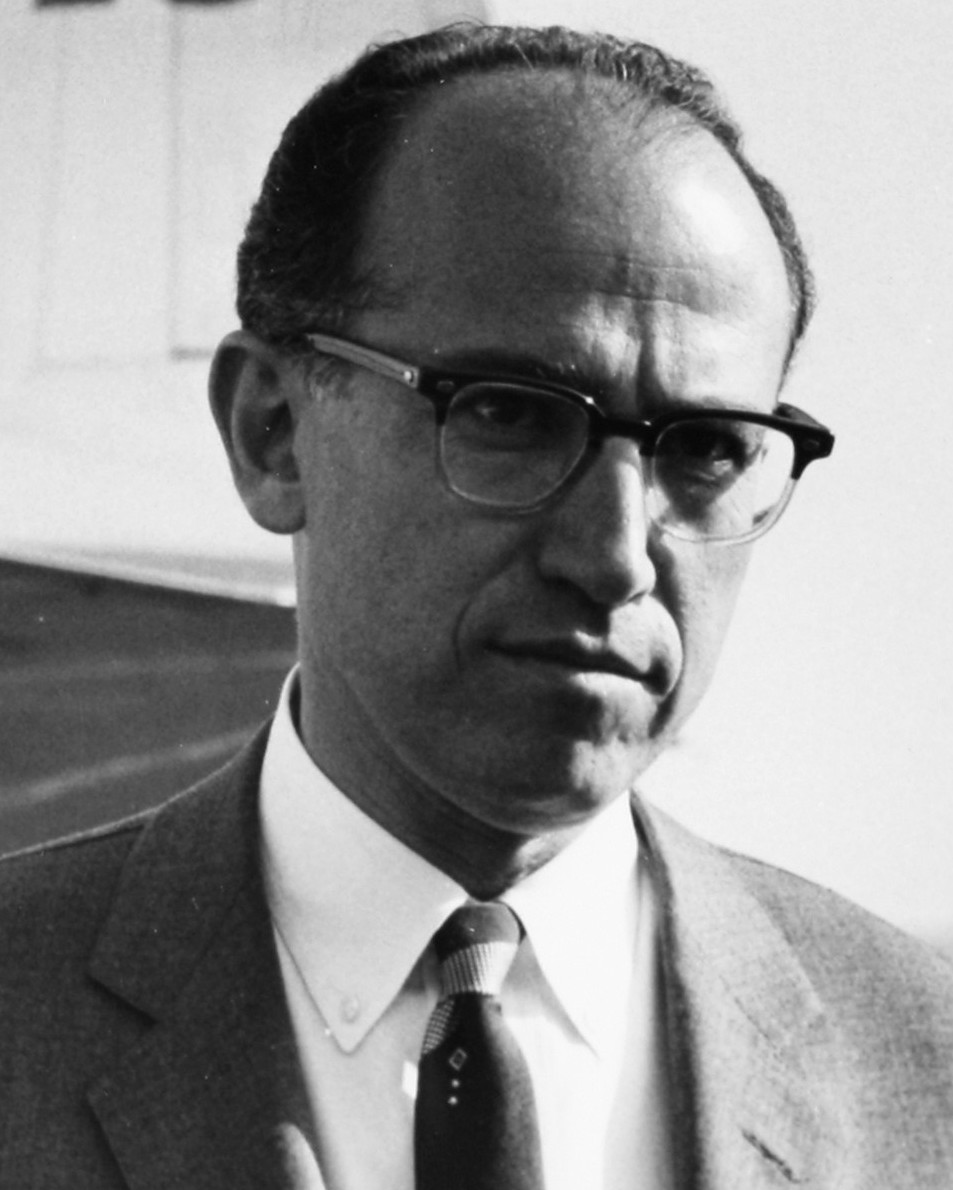
喬納斯·索爾克
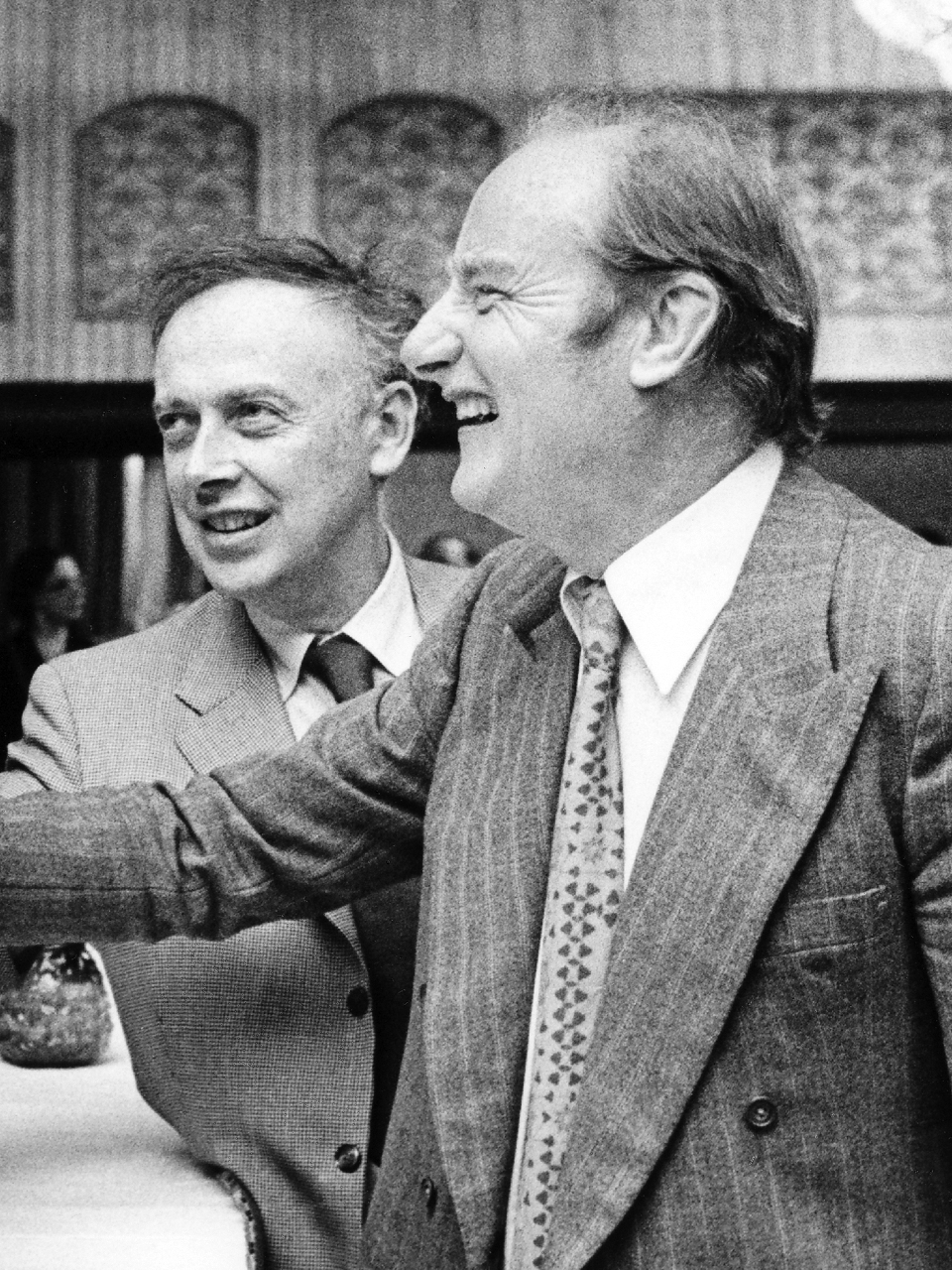
弗朗西斯·克里克和 詹姆斯·杜威·沃森[註 3]
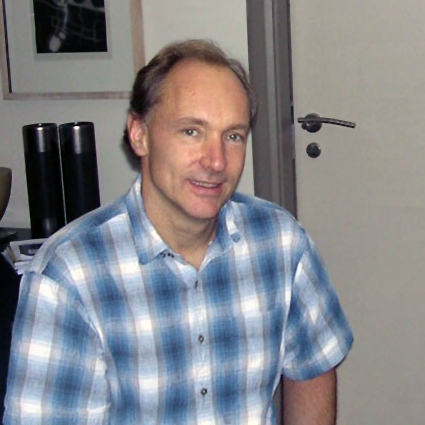
提姆·柏內茲-李

### 創業家與巨擘

改變世界的二十位創新者：
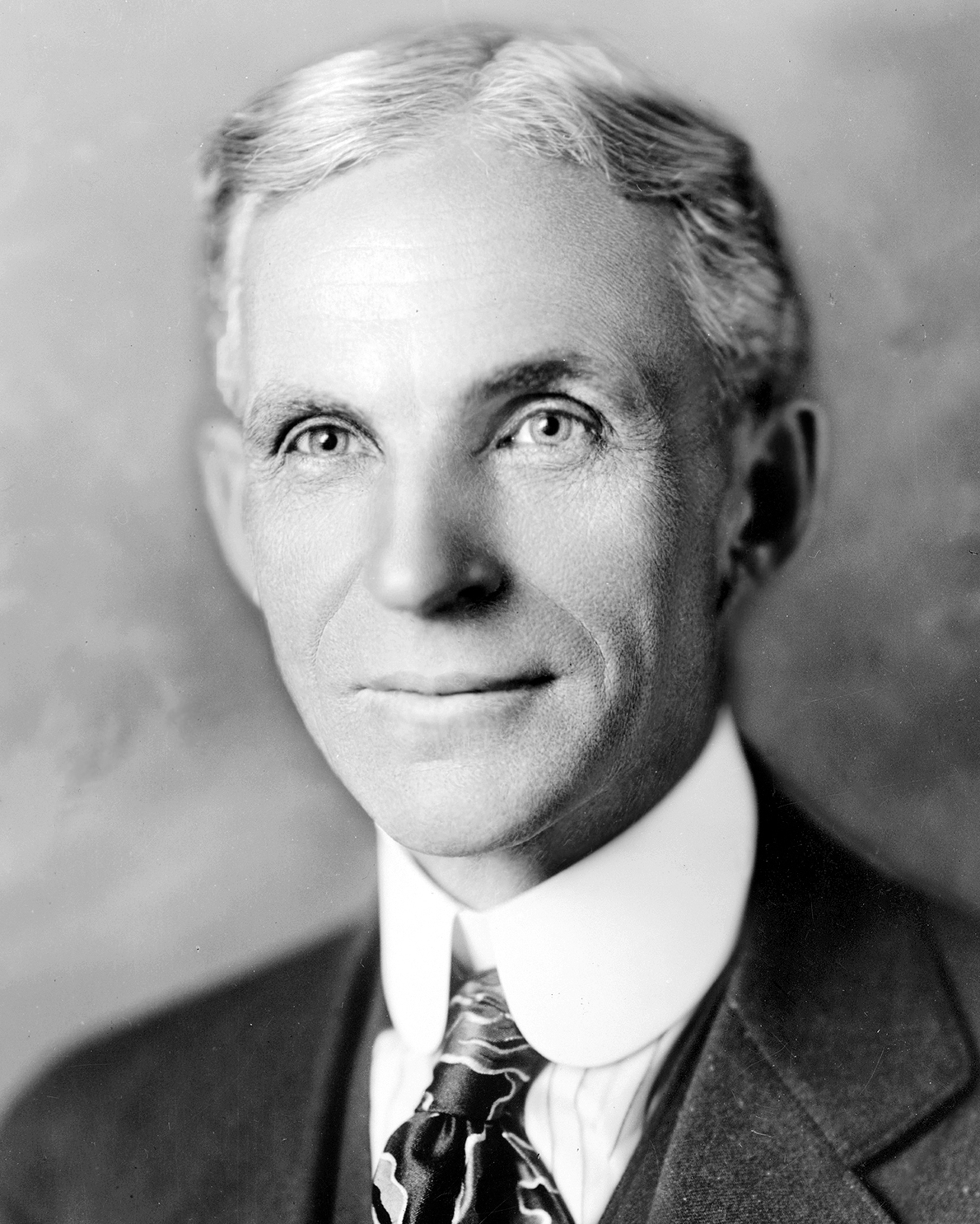
亨利·福特
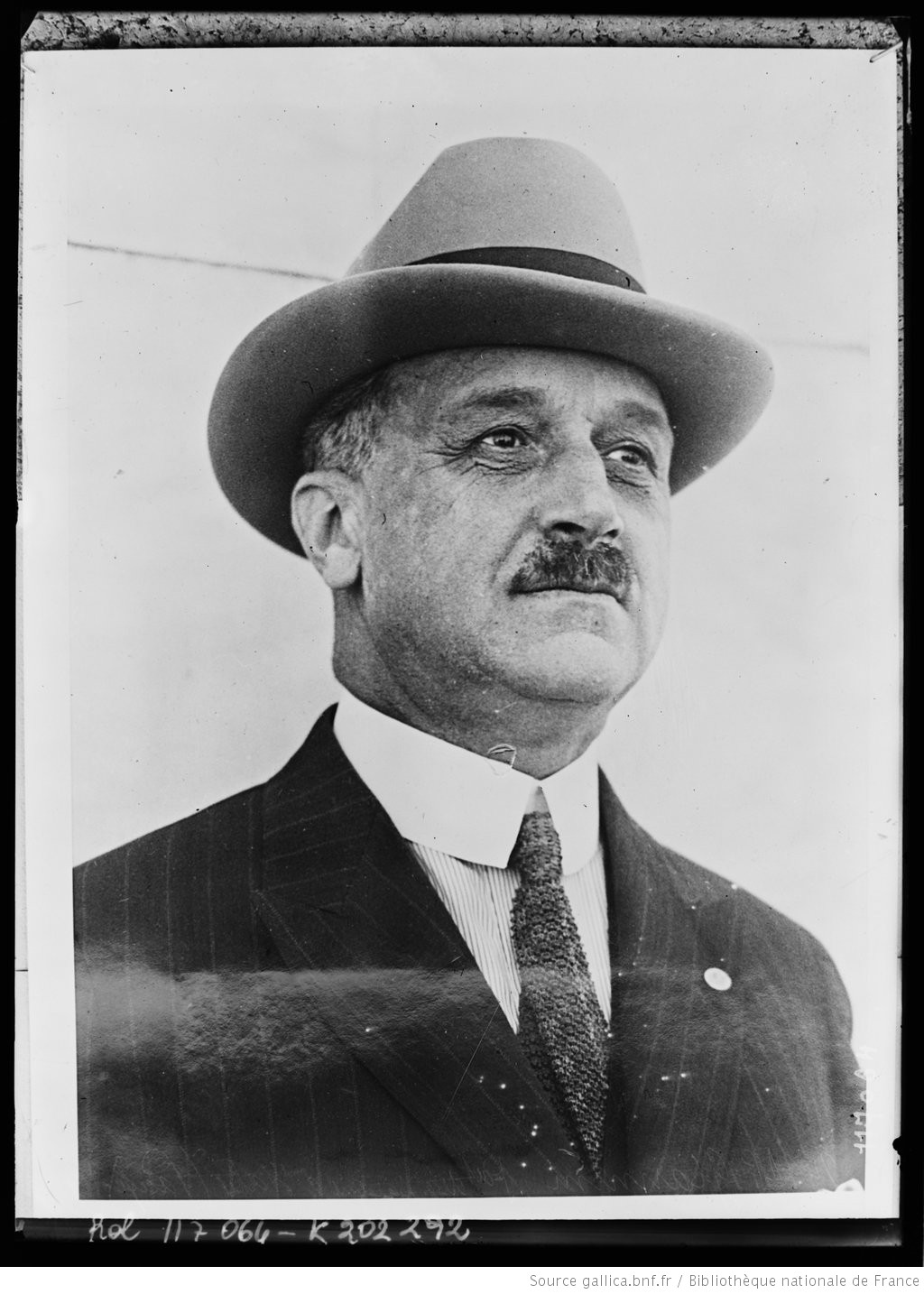
阿馬迪奧·賈尼尼
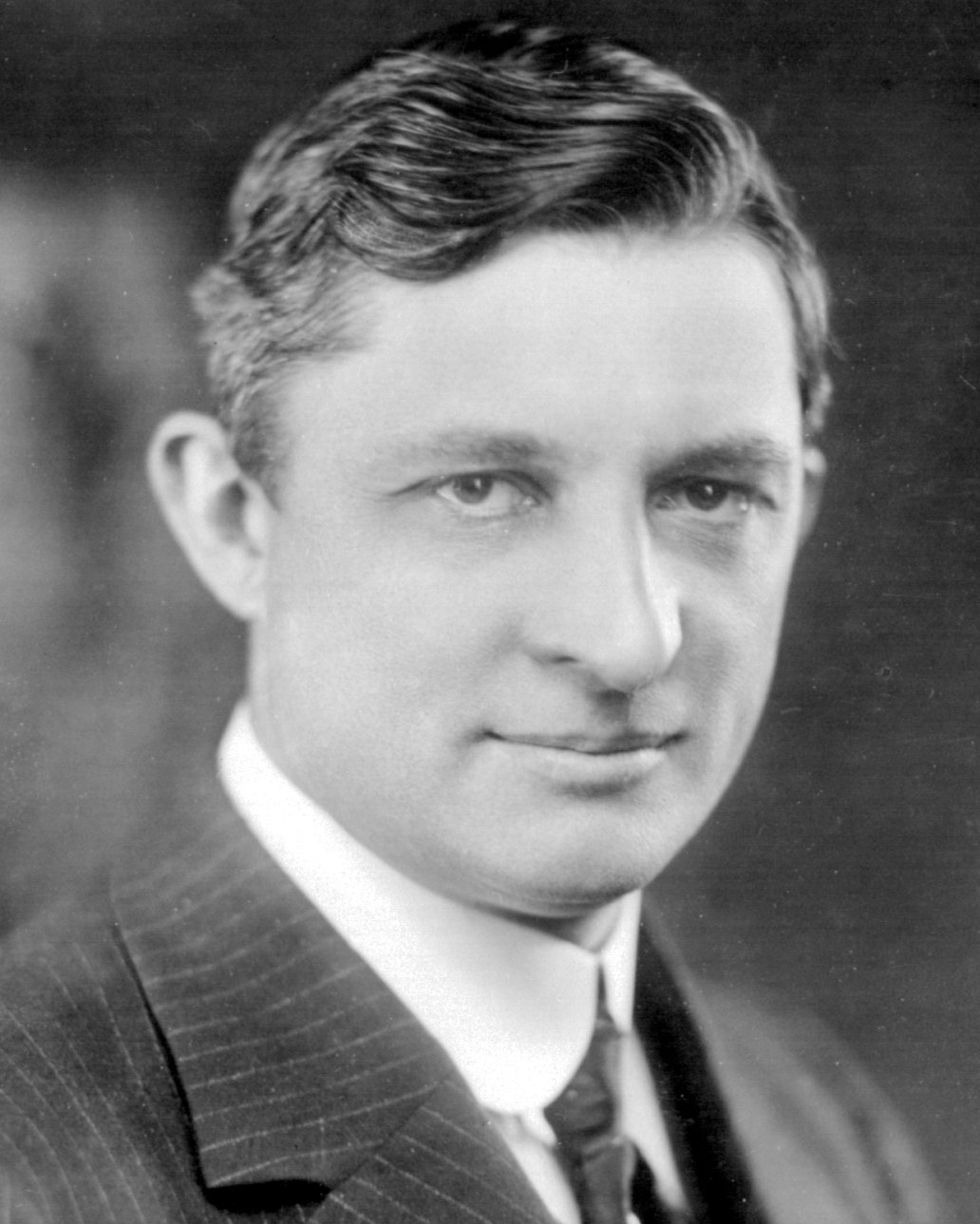
威利斯·開利
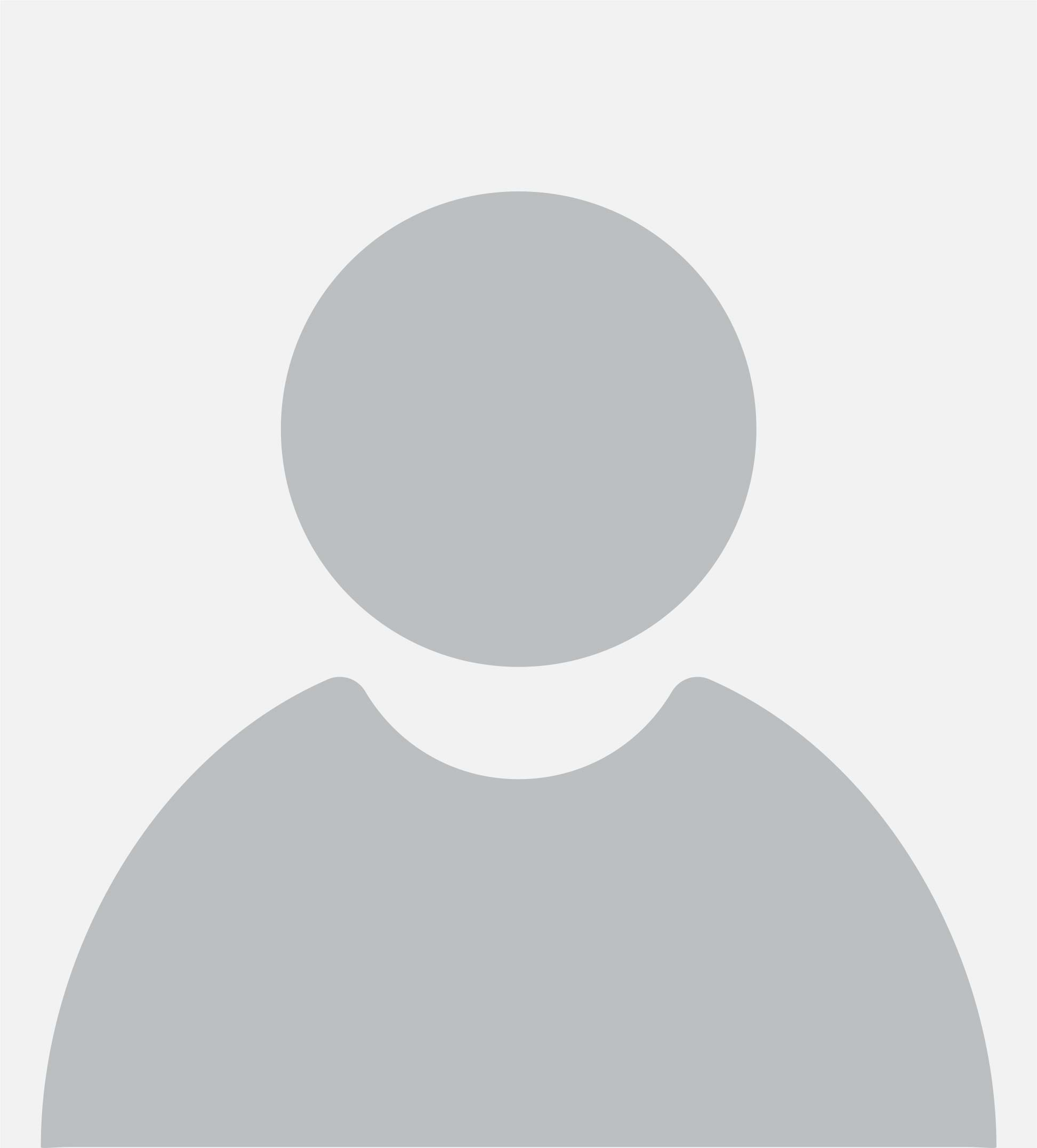
查尔斯·E·美林
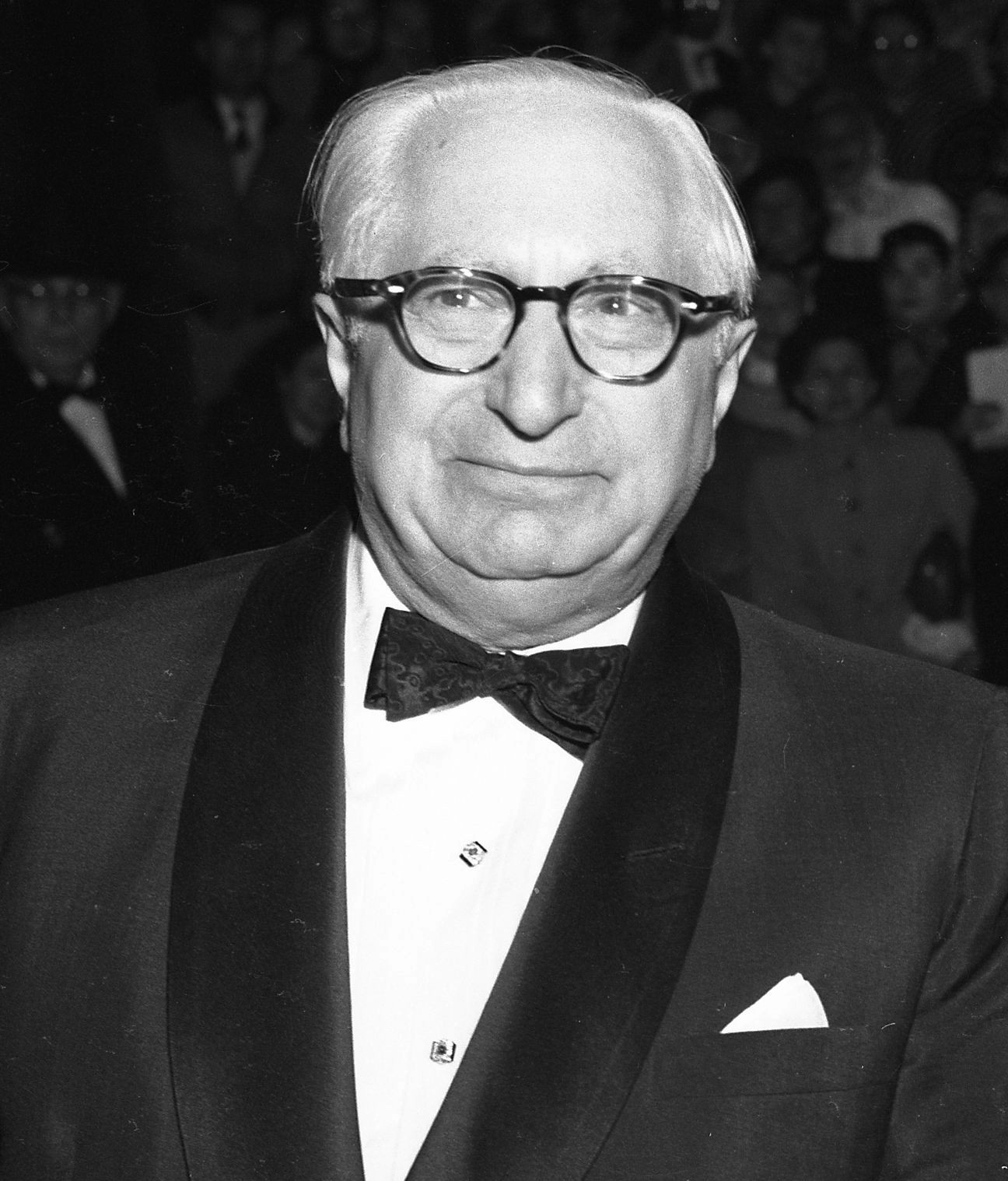
路易·B·梅耶
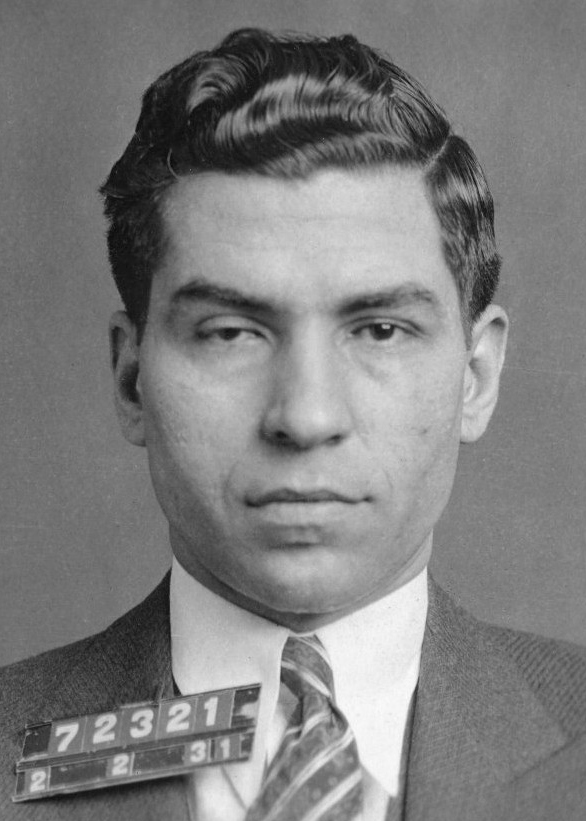
查理·盧西安諾
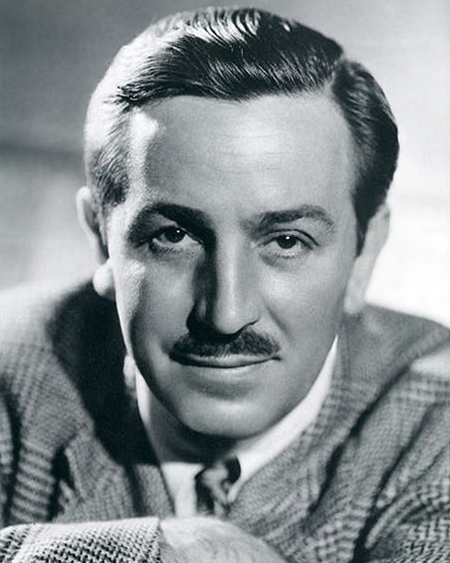
華特·迪士尼
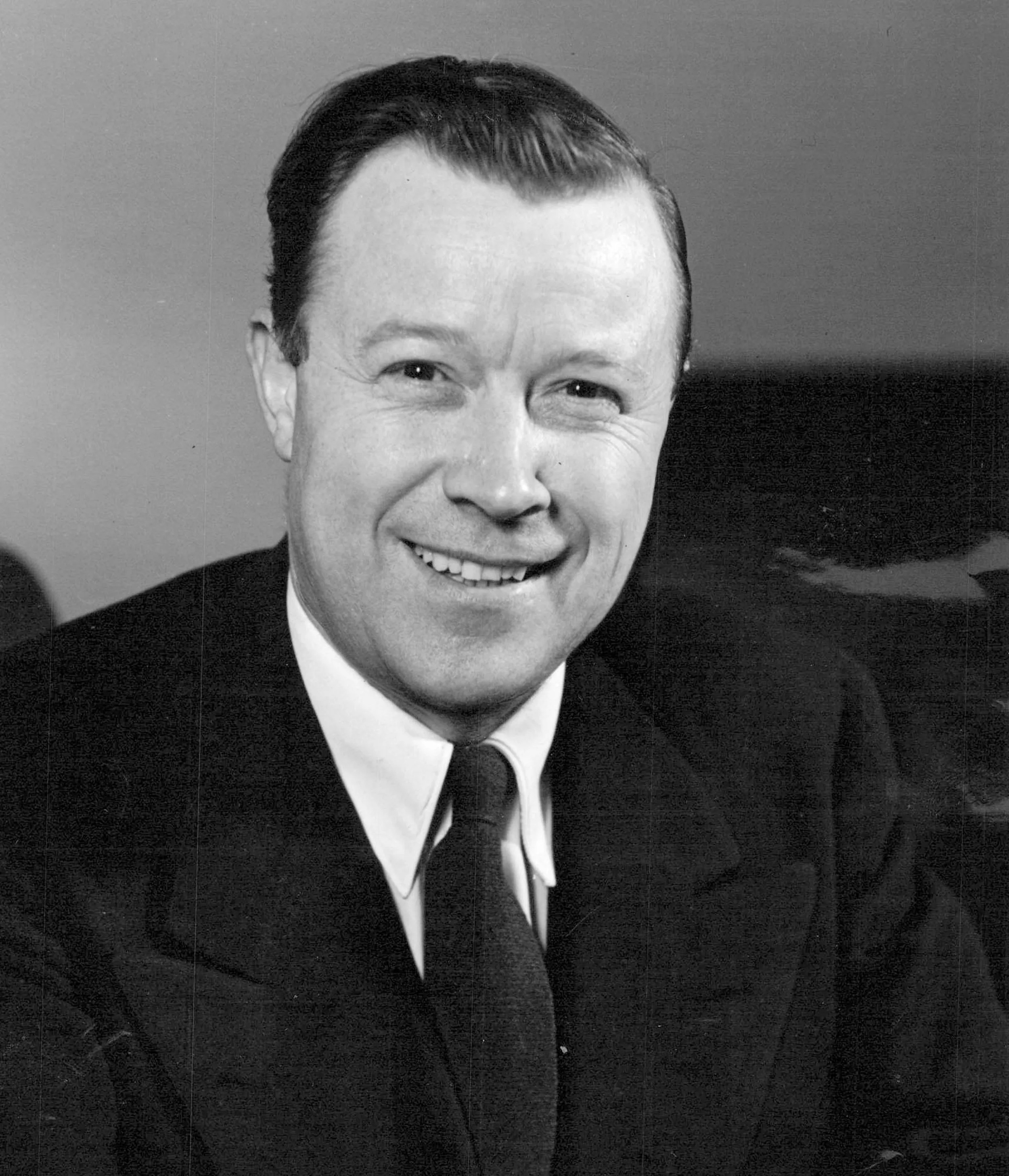
沃爾特·路則
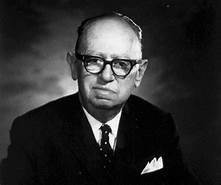
李奥·贝纳
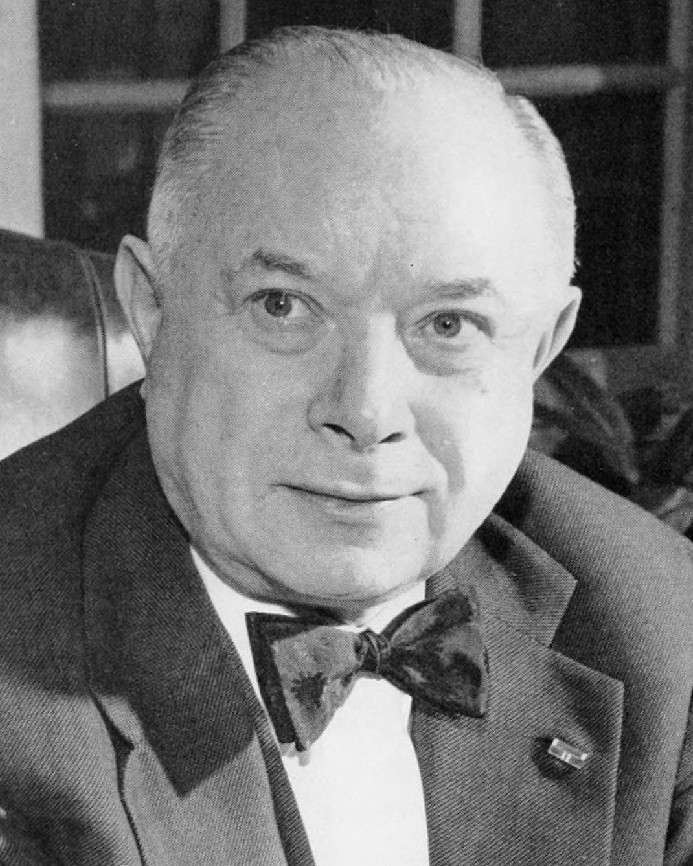
大衛·沙諾夫
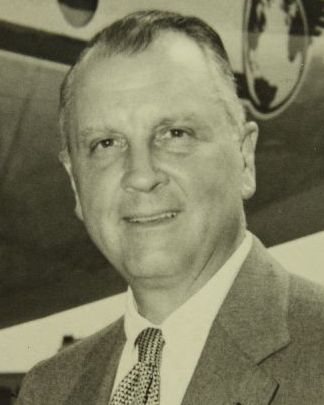
胡安·特里普
雷·克羅克
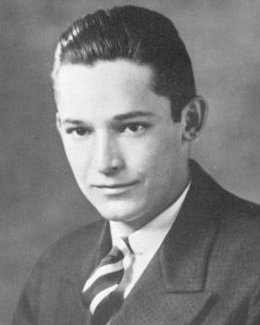
山姆·沃爾頓
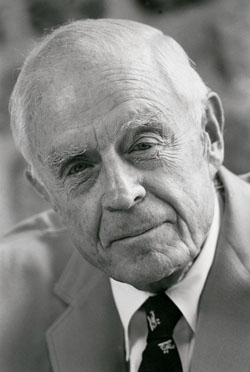
小托馬斯·J·沃森
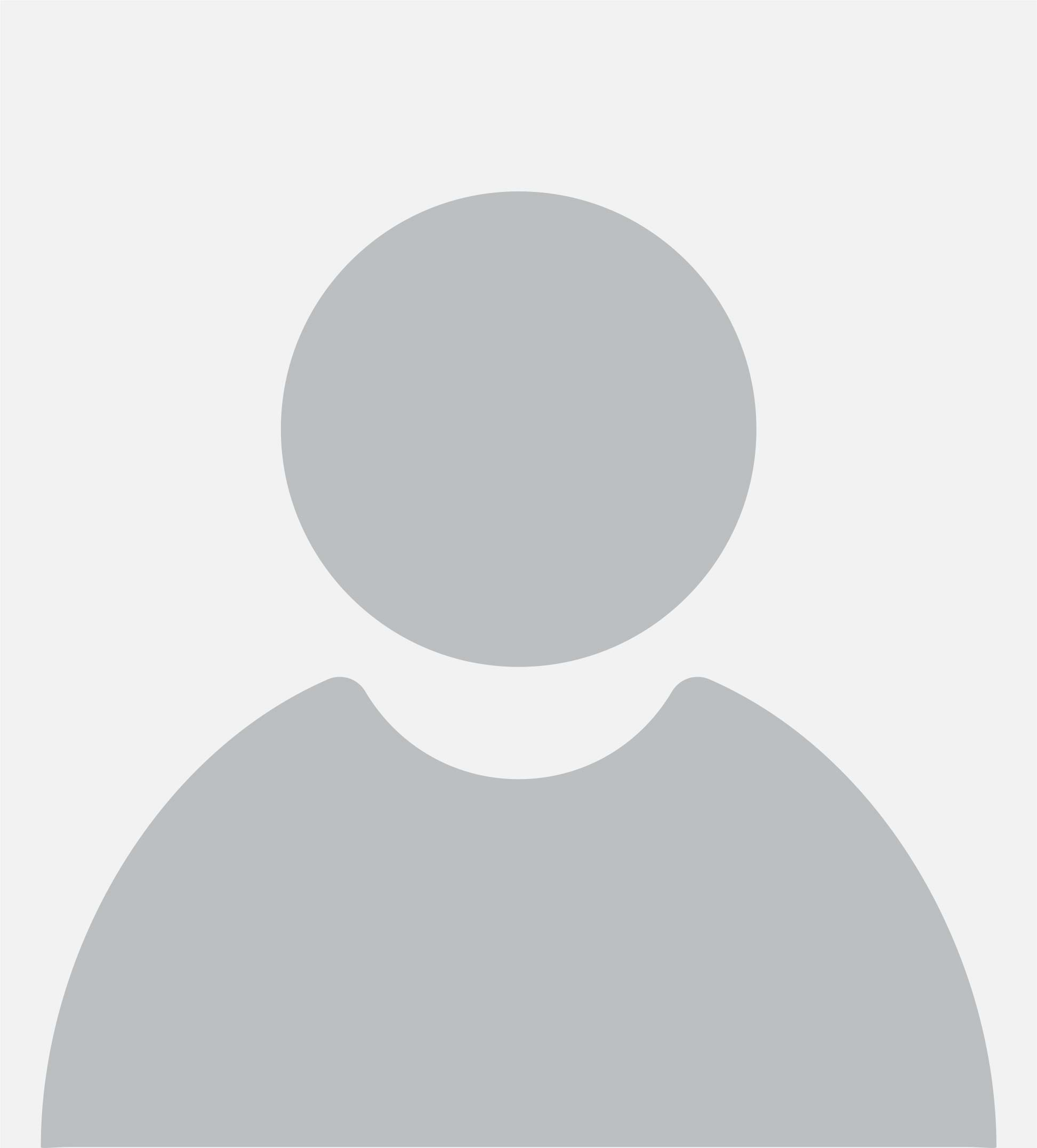
威廉·李维特
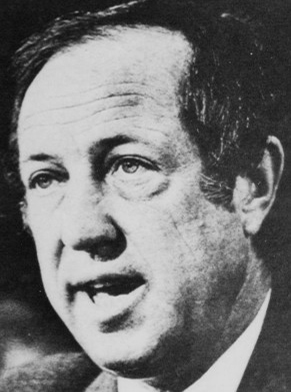
彼得·罗兹尔
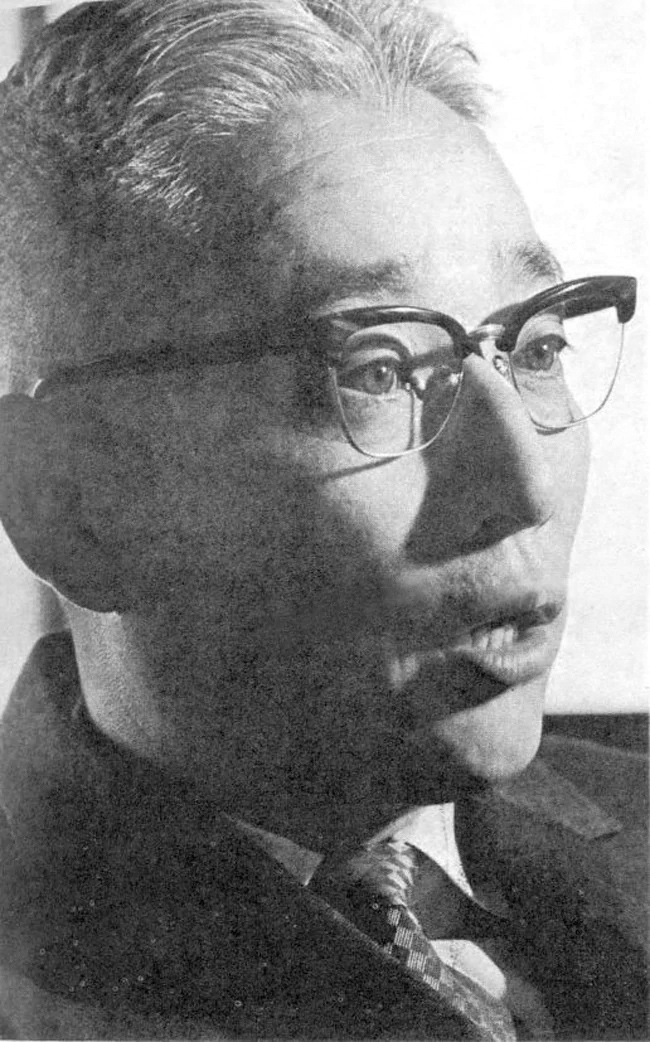
盛田昭夫
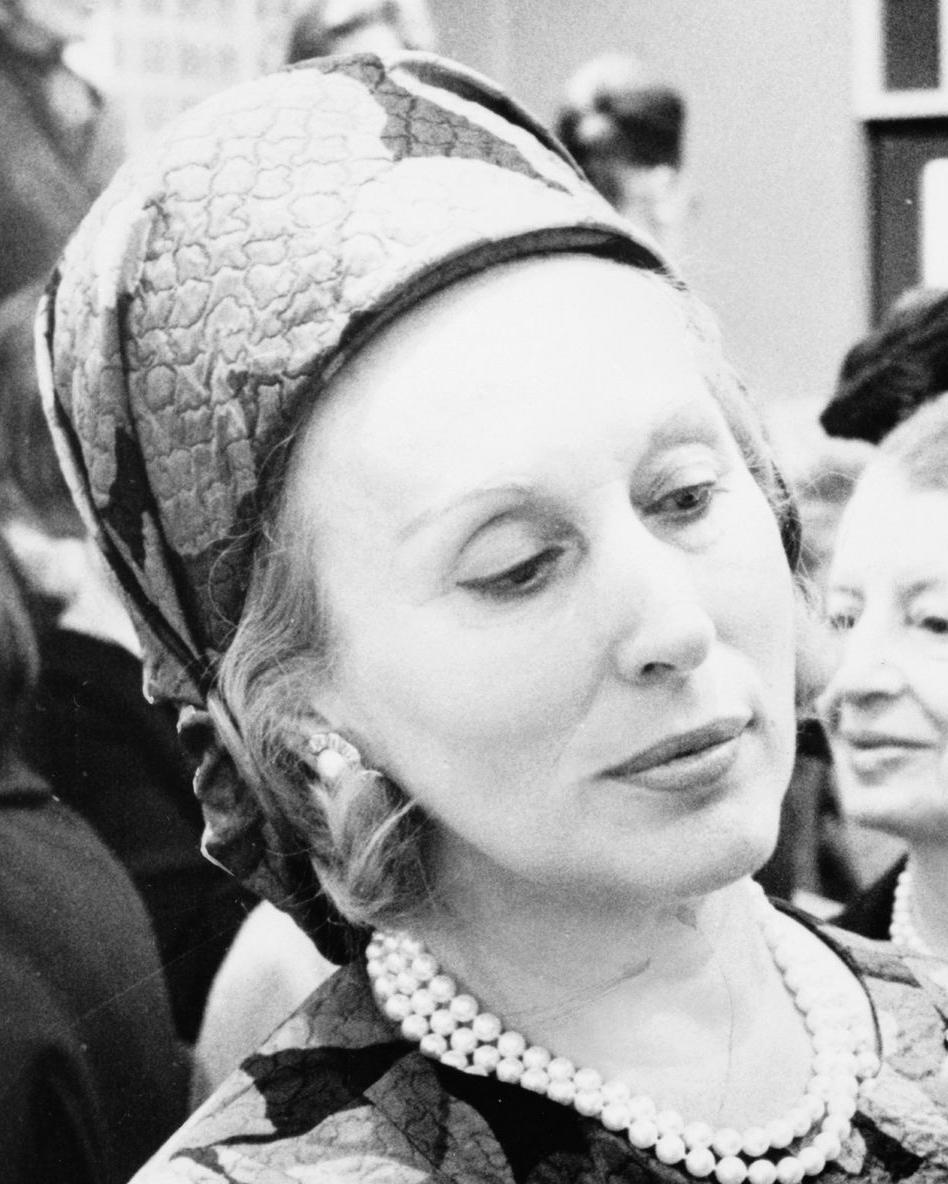
雅詩·蘭黛
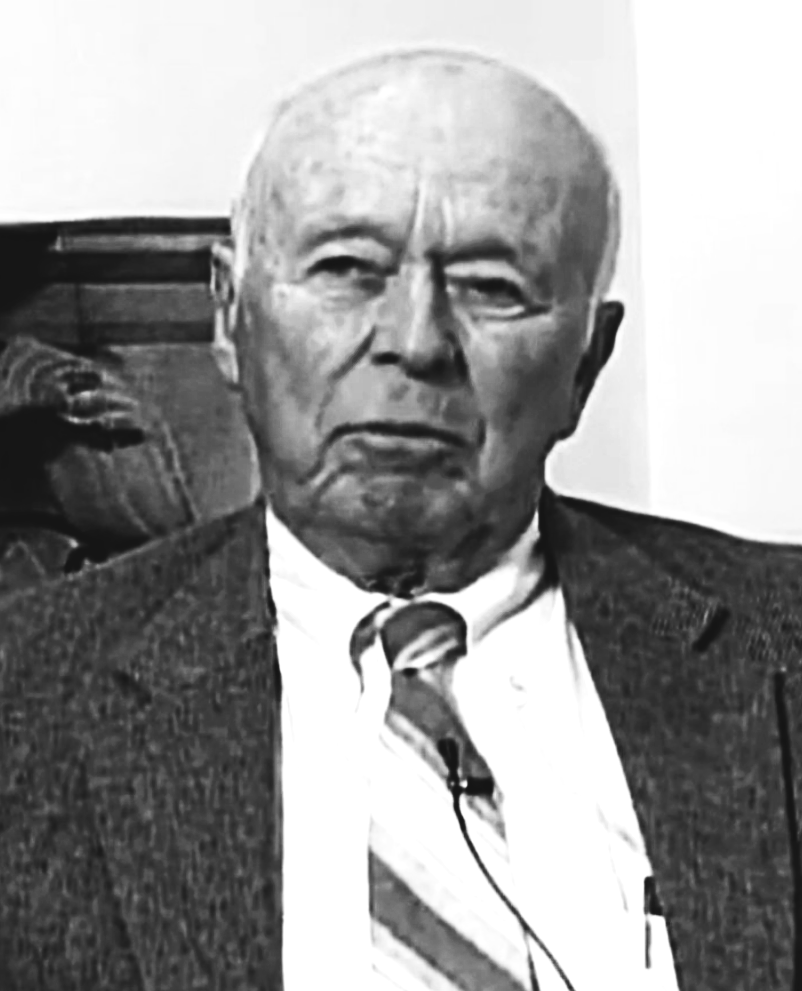
小斯蒂芬·比奇特尔
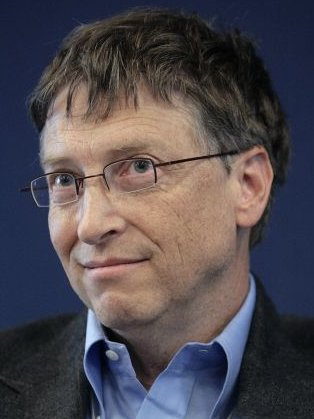
比爾·蓋茲

### 藝術家與演藝人

豐富我們生活的二十位藝術先驅：
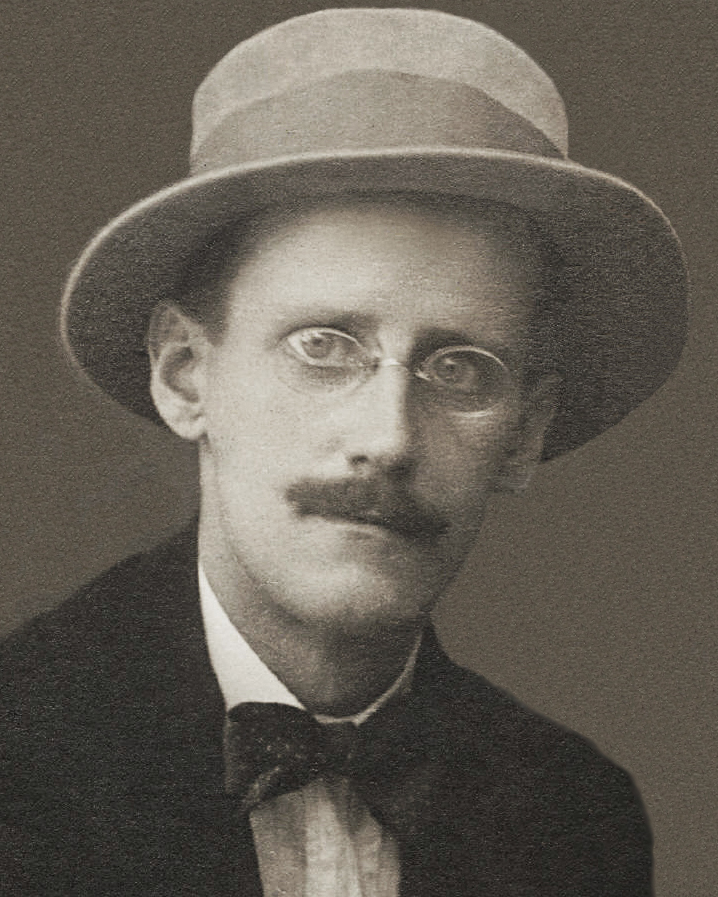
詹姆斯·喬伊斯
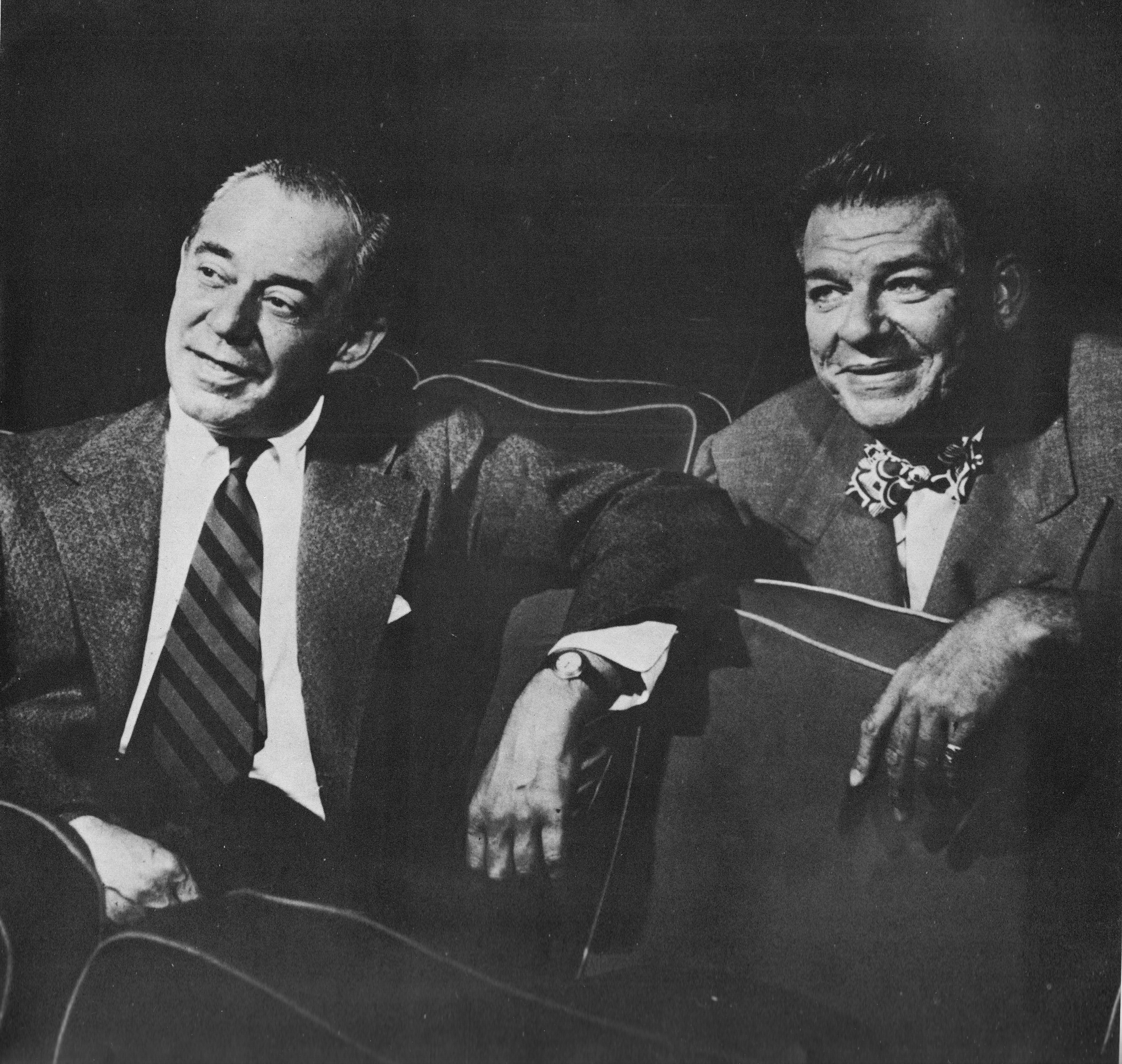
羅傑斯與漢默斯坦[註 4]
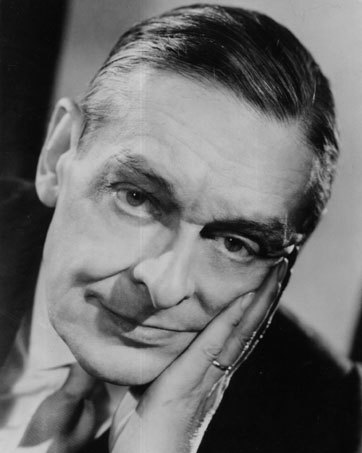
T·S·艾略特
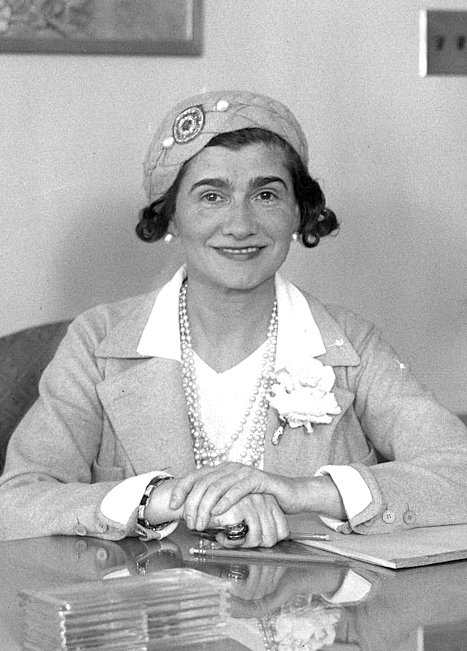
可可·香奈儿
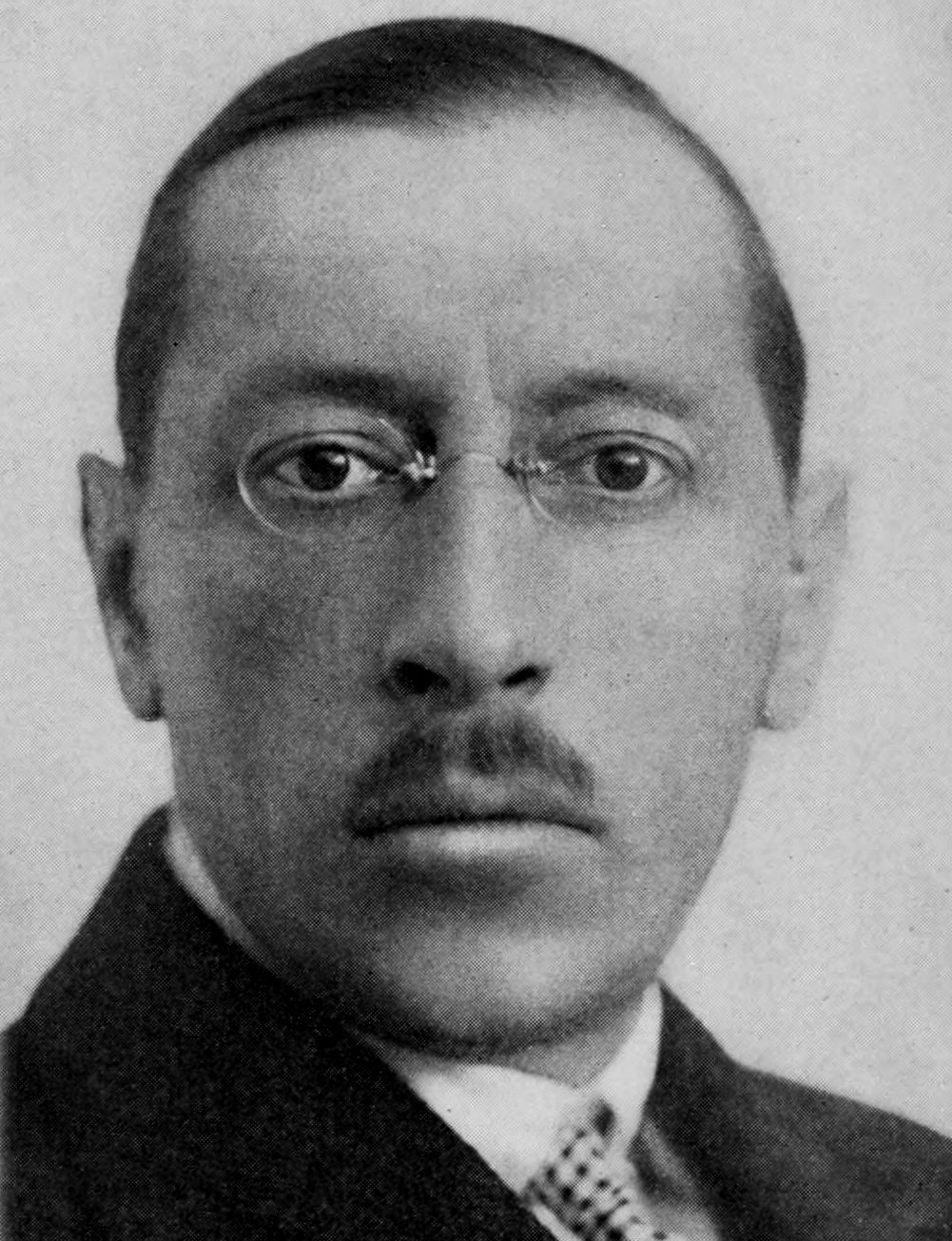
伊果·費奧多羅維奇·史特拉汶斯基
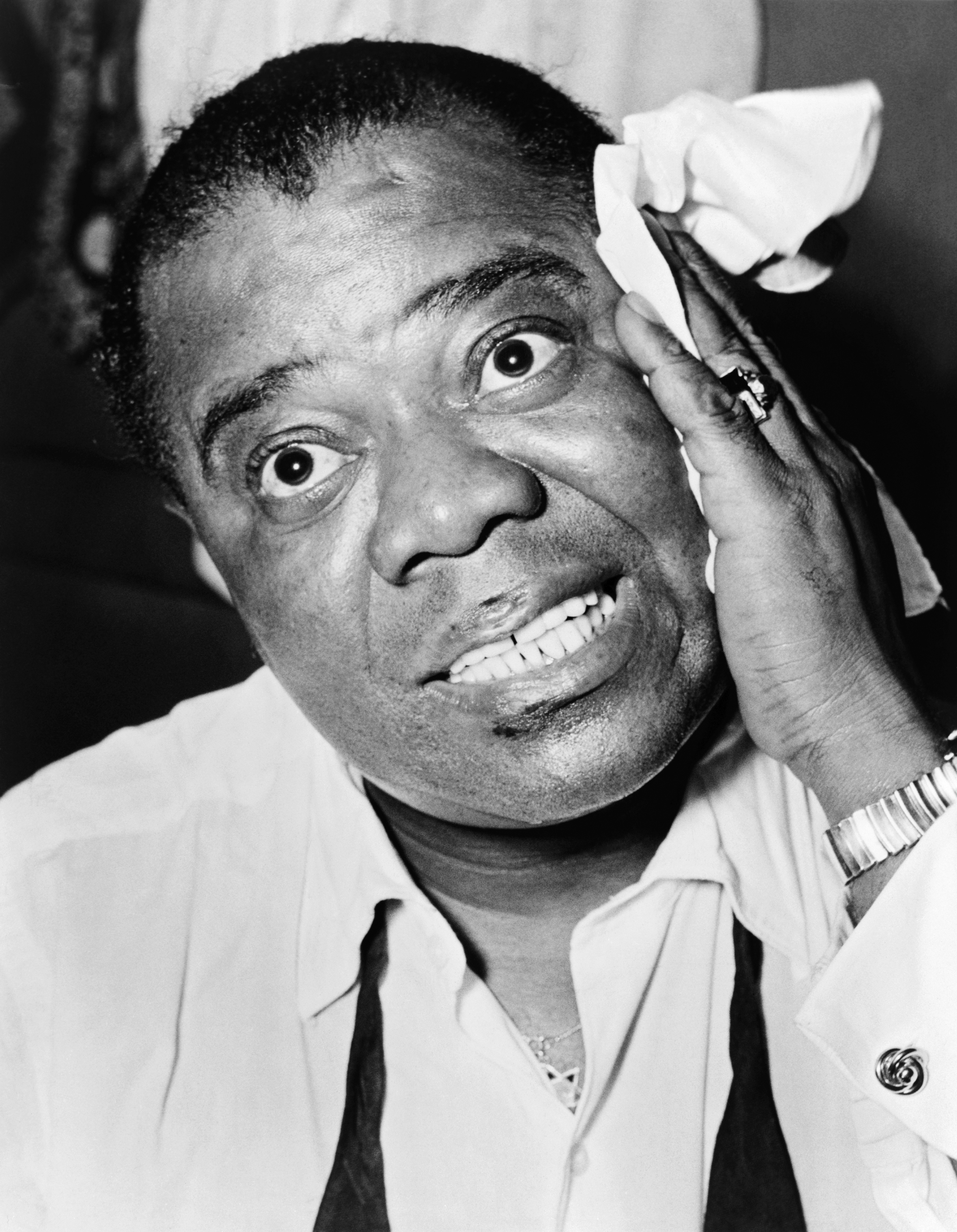
路易斯·阿姆斯壯
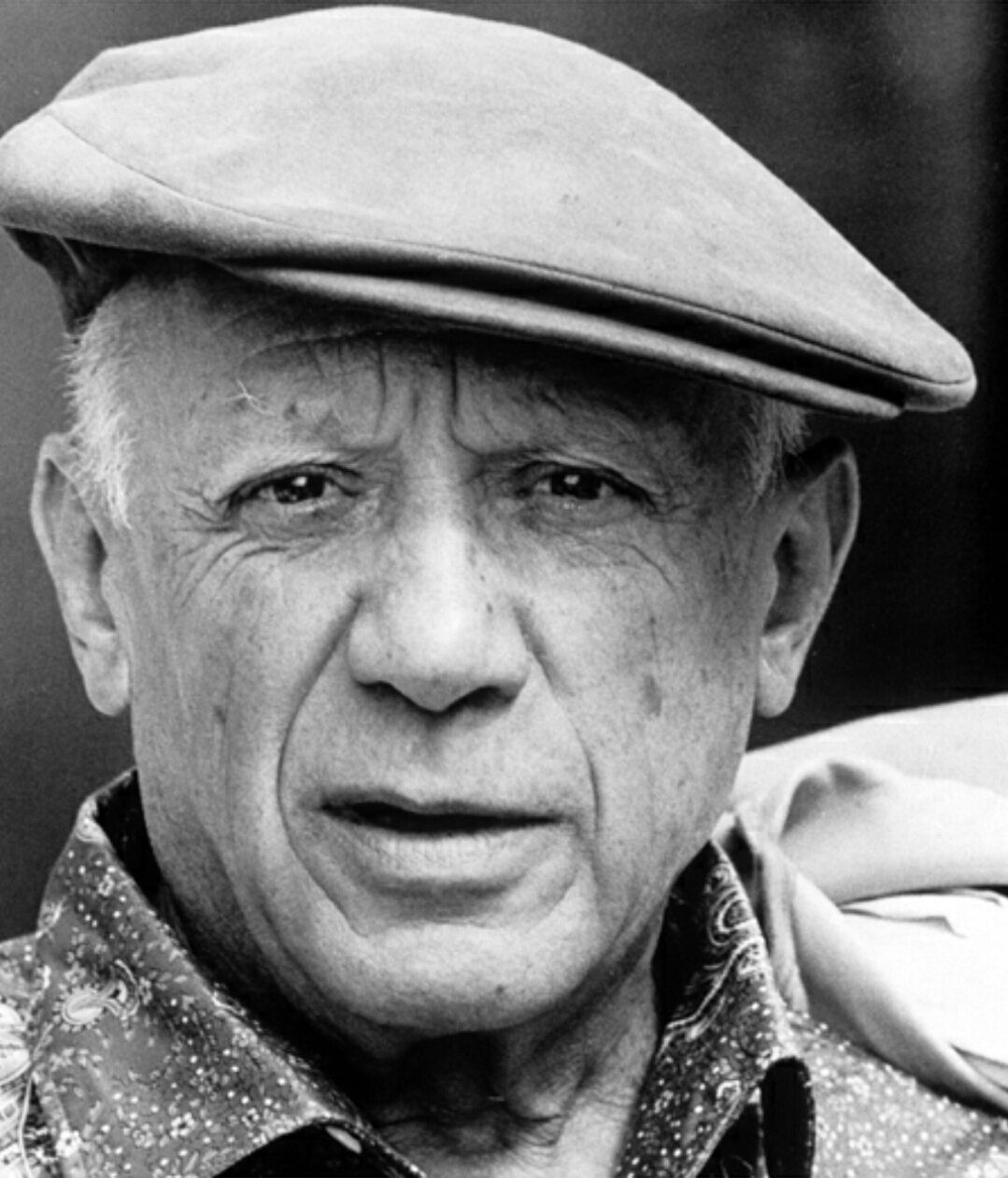
巴勃羅·畢卡索
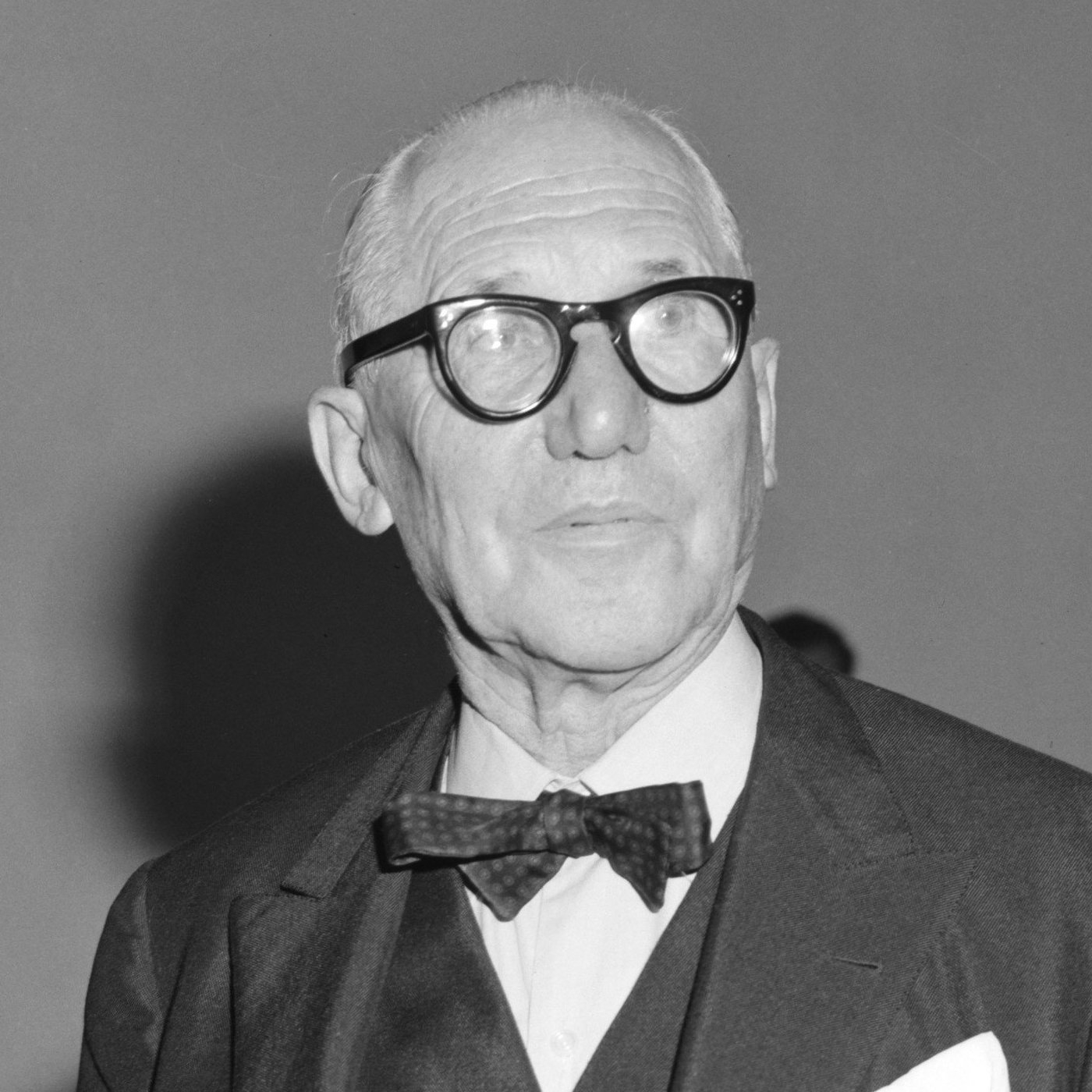
勒·柯比意
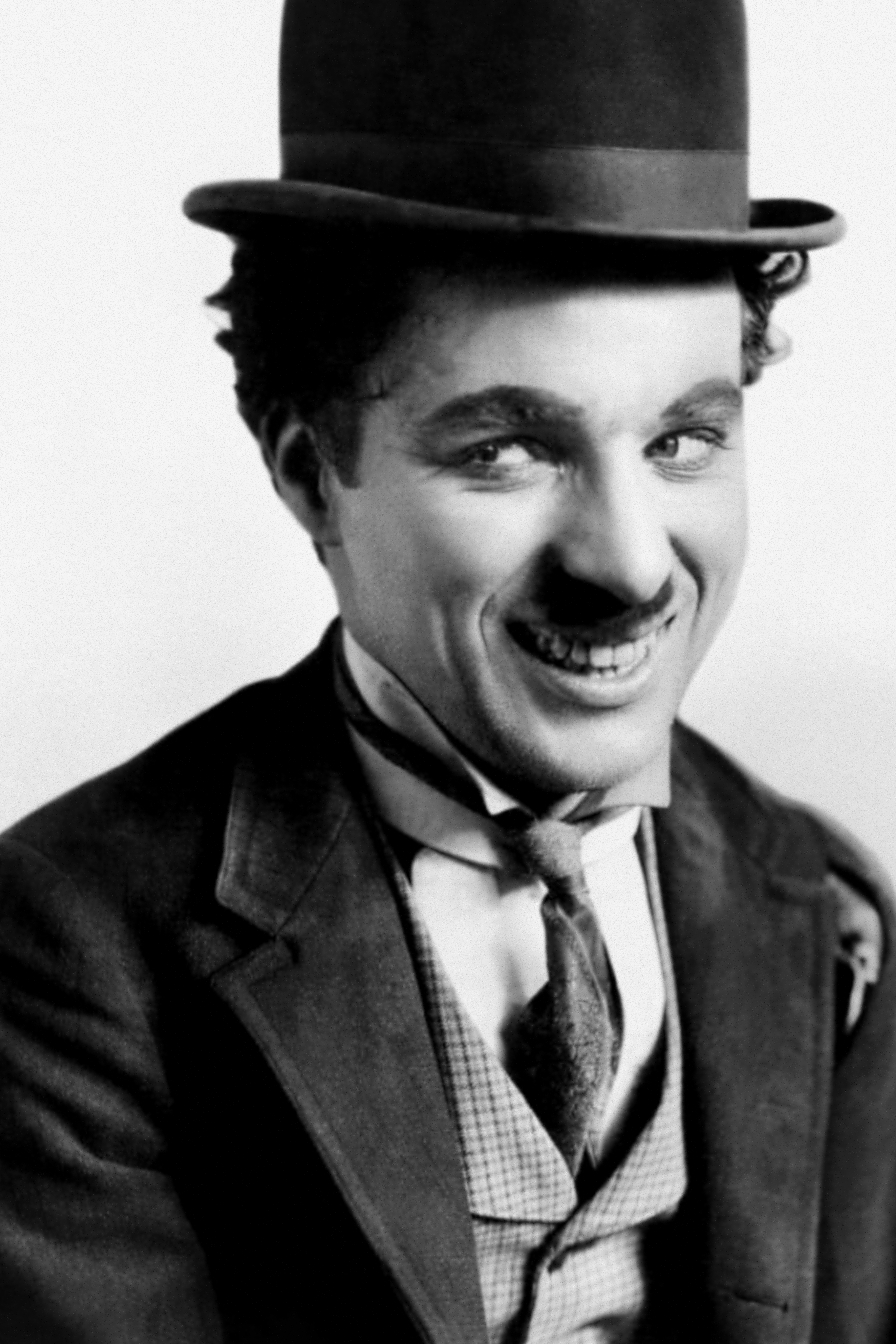
查理·卓別林
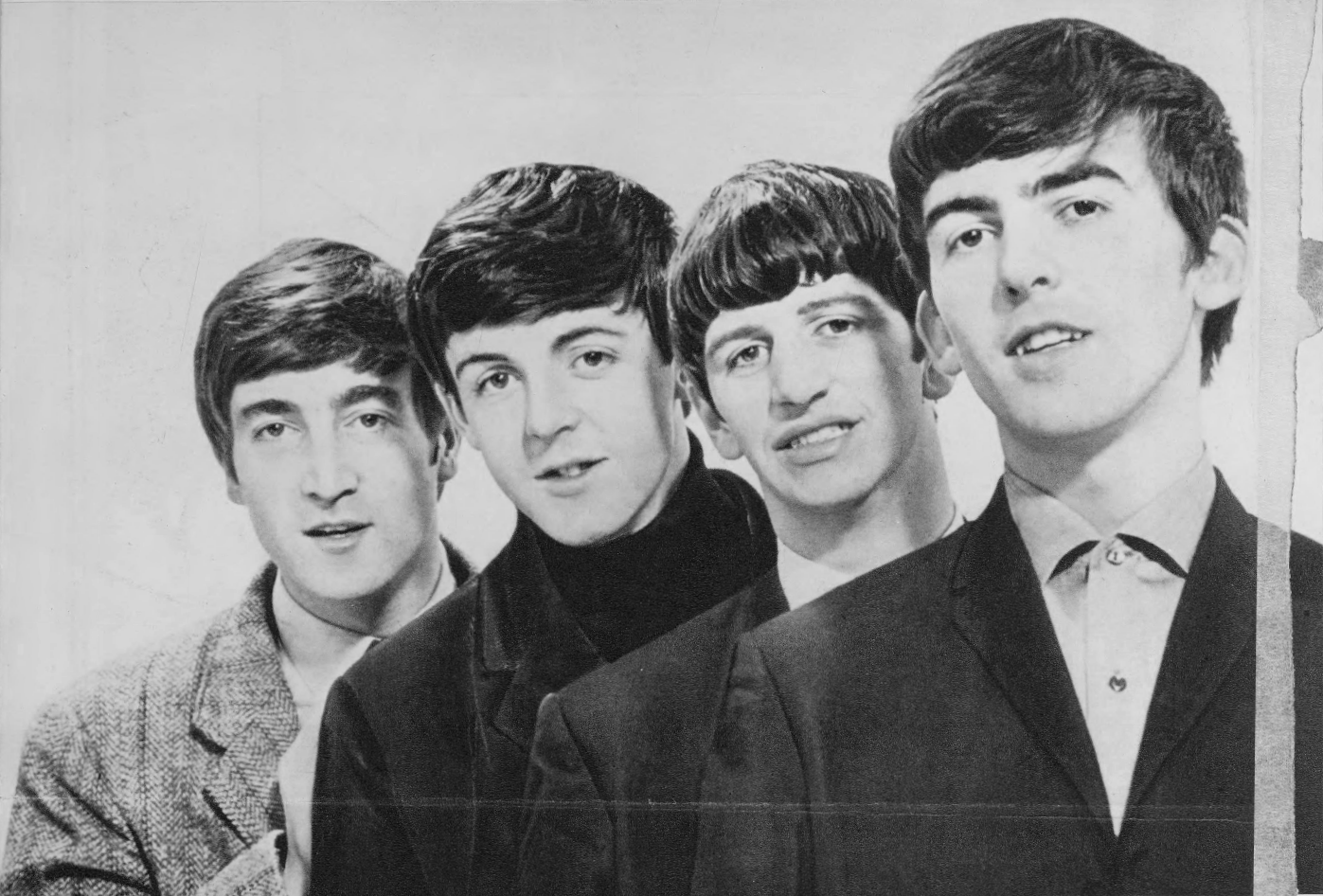
披頭四樂團[註 5]
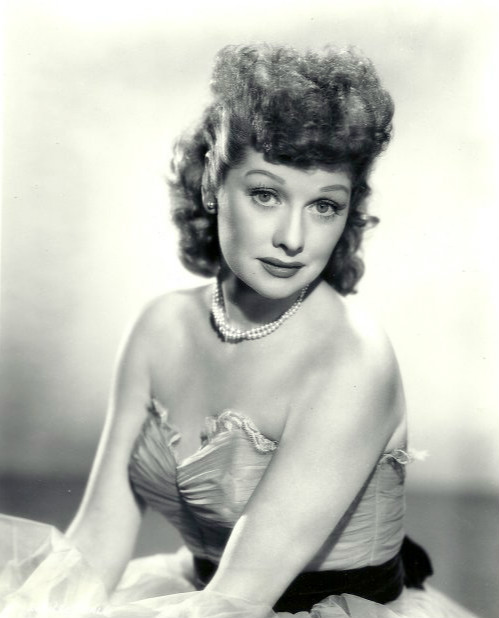
露西兒·鮑爾
霸子·辛普森
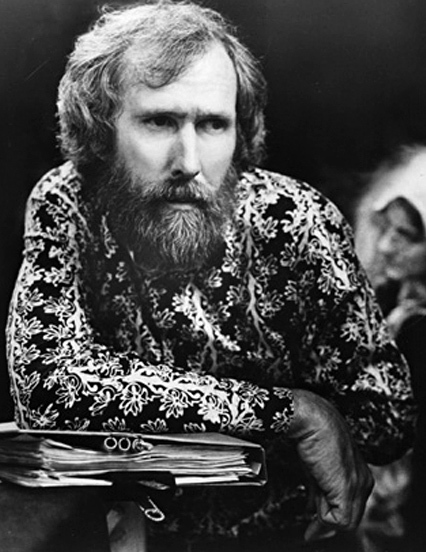
吉姆·亨森
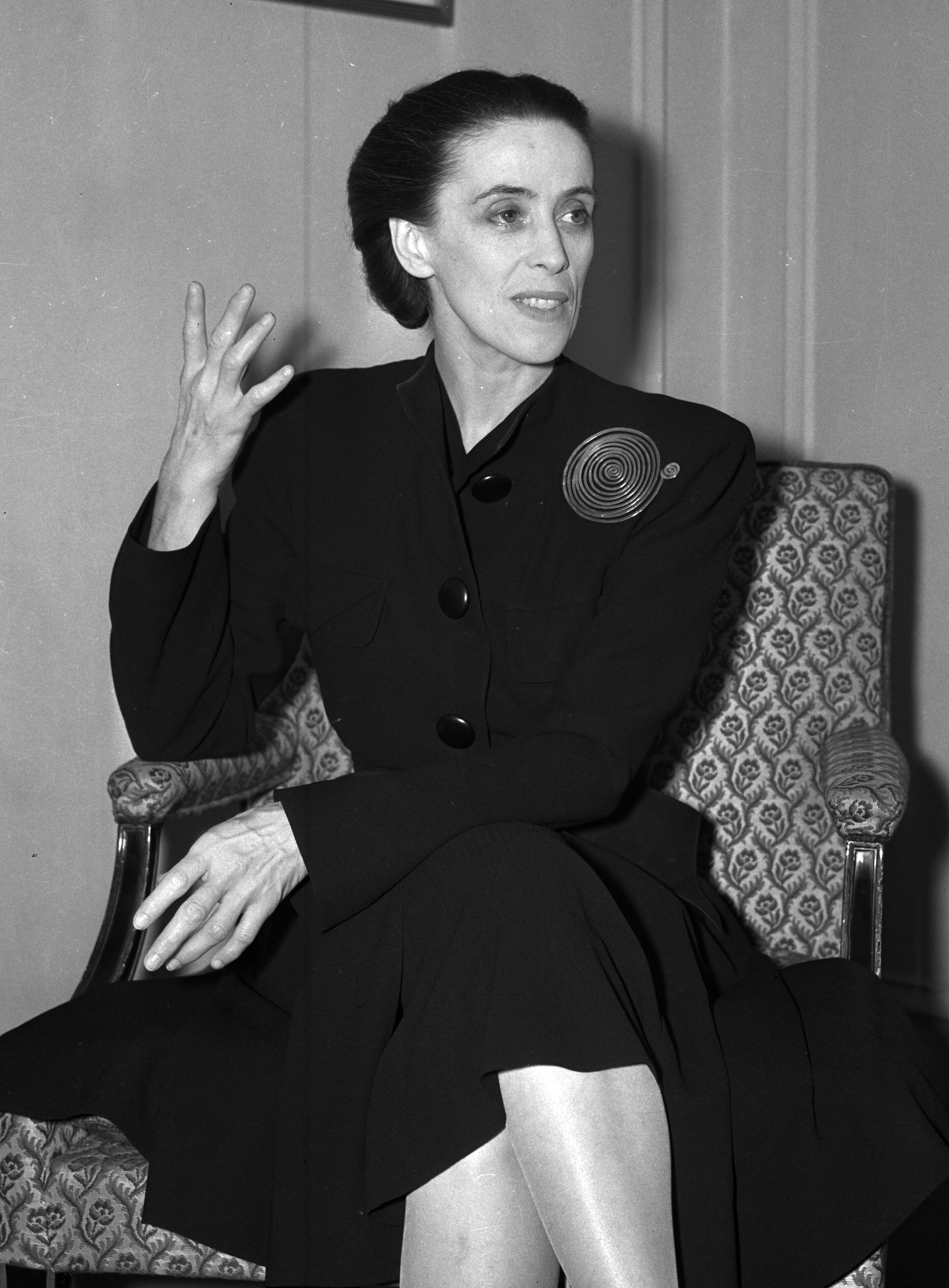
瑪莎·葛蘭姆
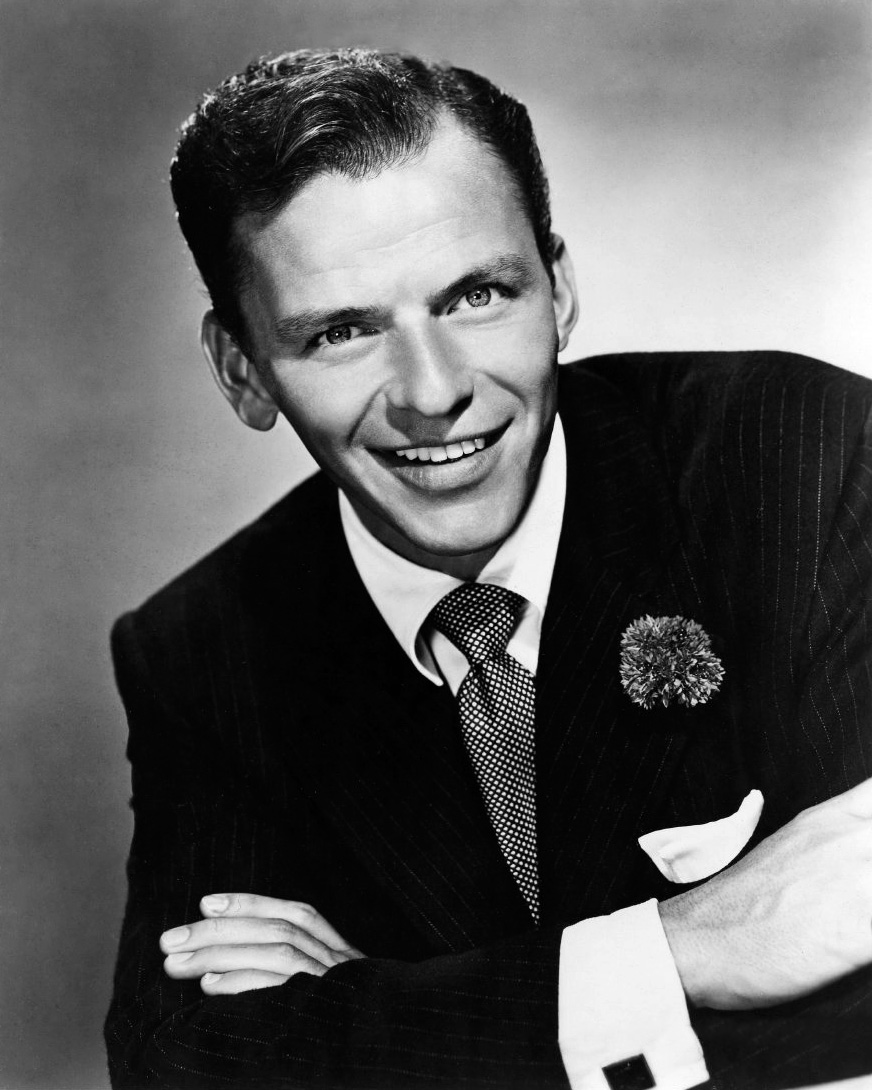
法蘭克·辛納屈
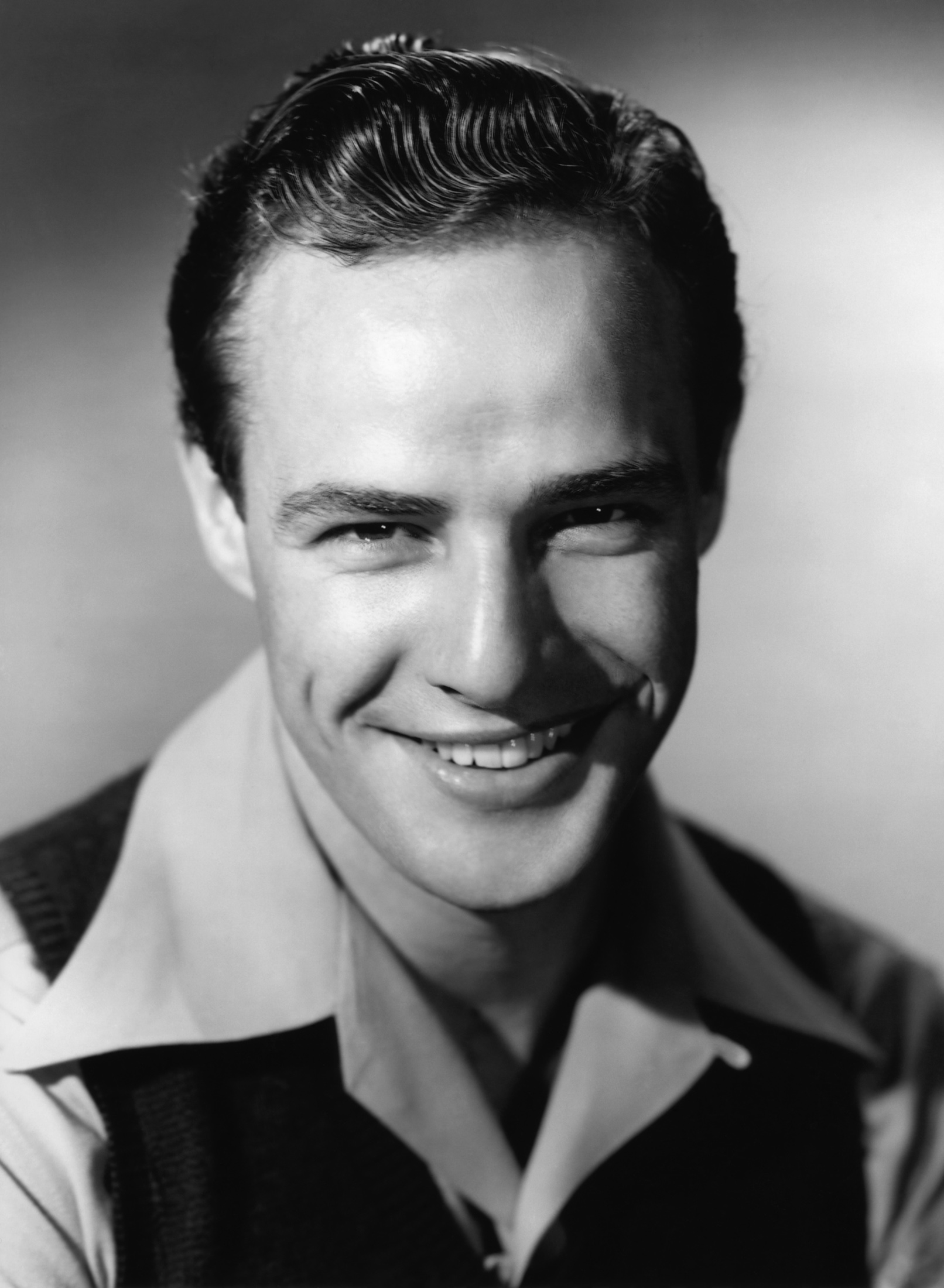
马龙·白兰度
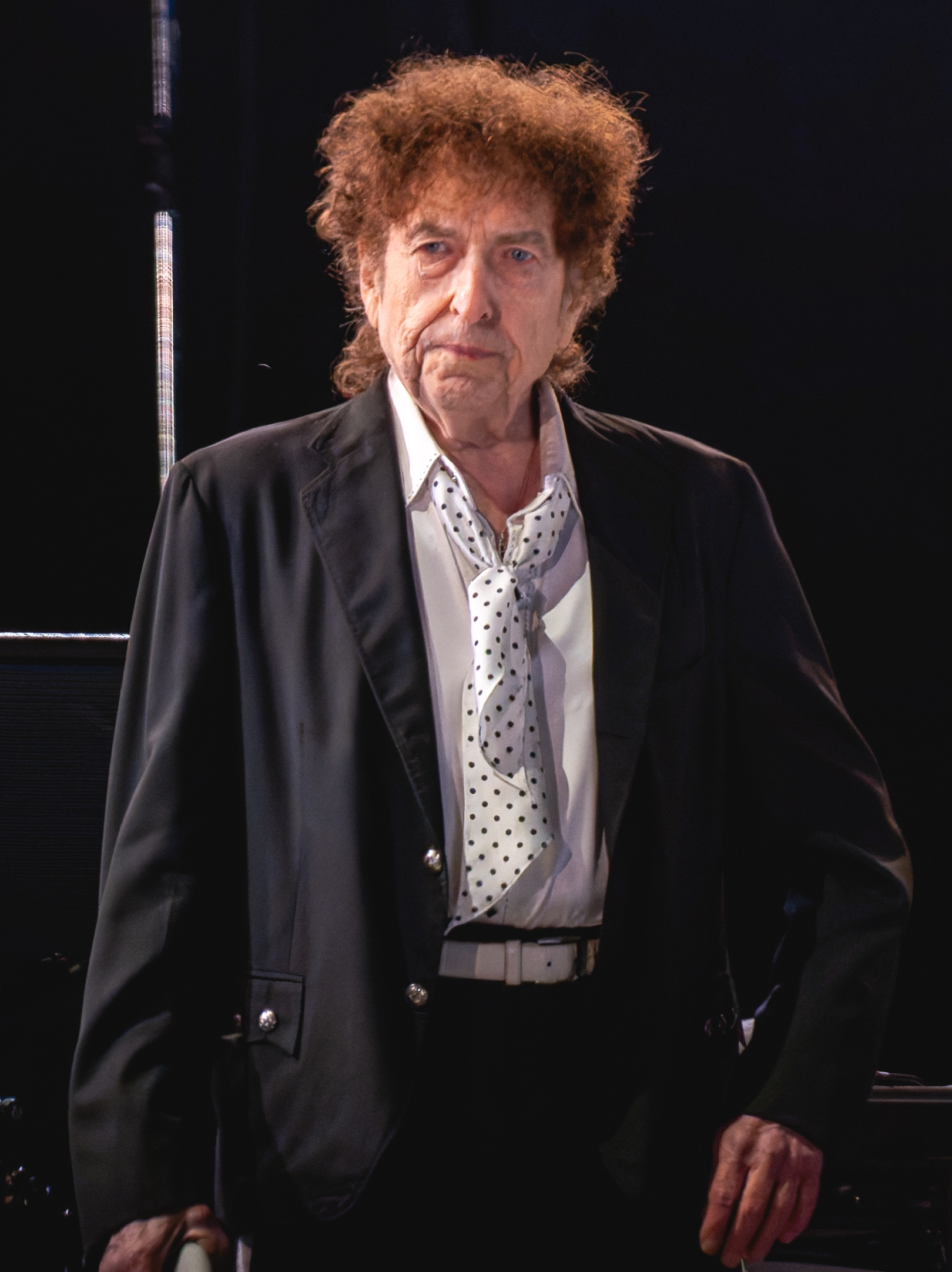
巴布·狄倫
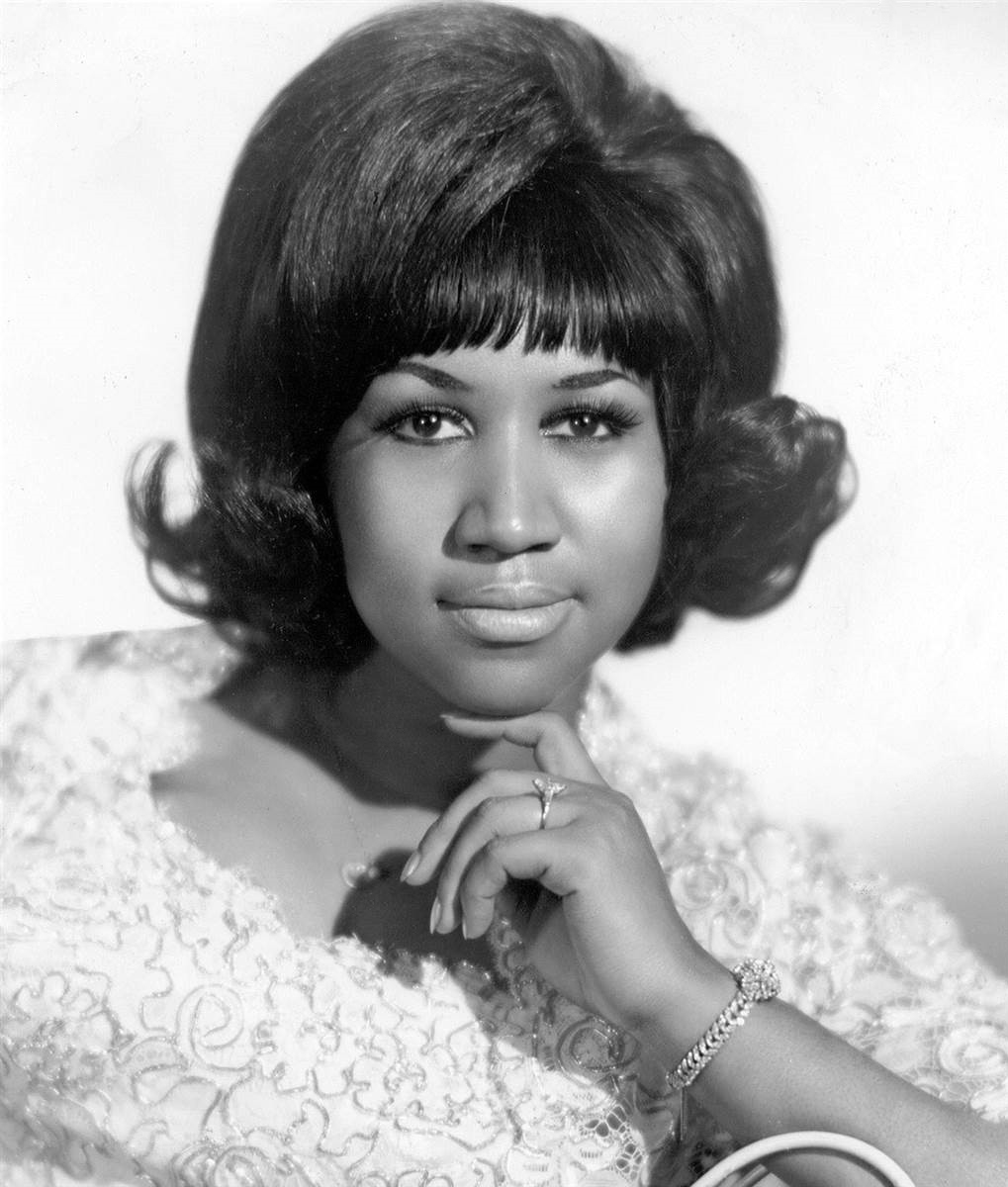
艾瑞莎·弗蘭克林
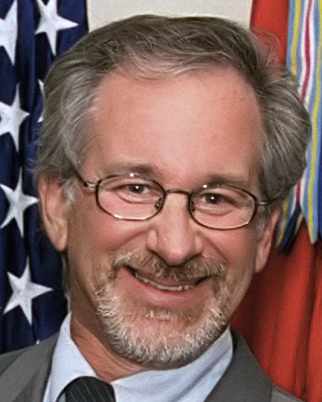
史蒂芬·史匹柏
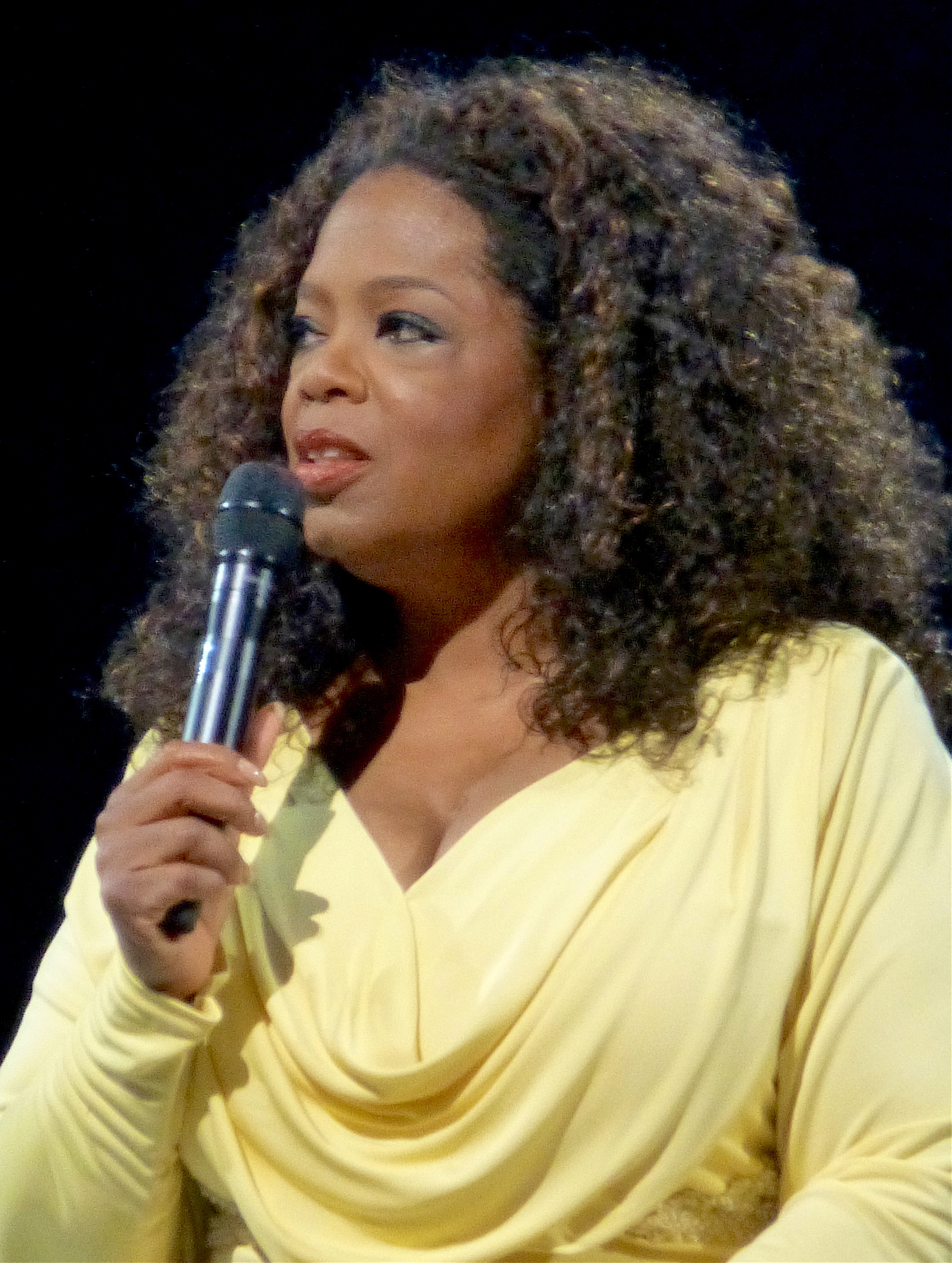
歐普拉·溫芙蕾

### 英雄與時代象徵

顯示出無與倫比的勇氣、無私、熱情、風度或超越凡人能力的二十人：
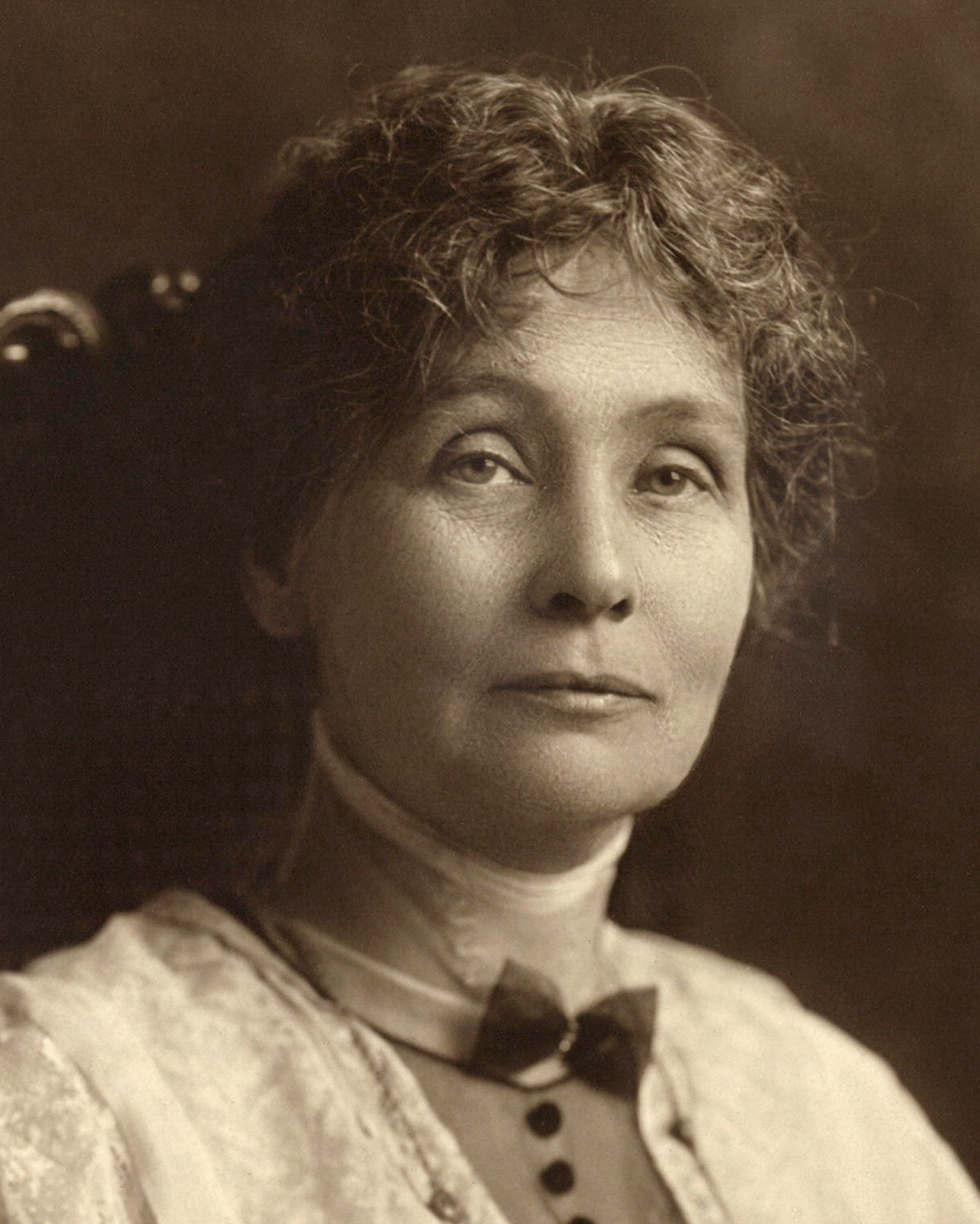
艾米琳·潘克斯特
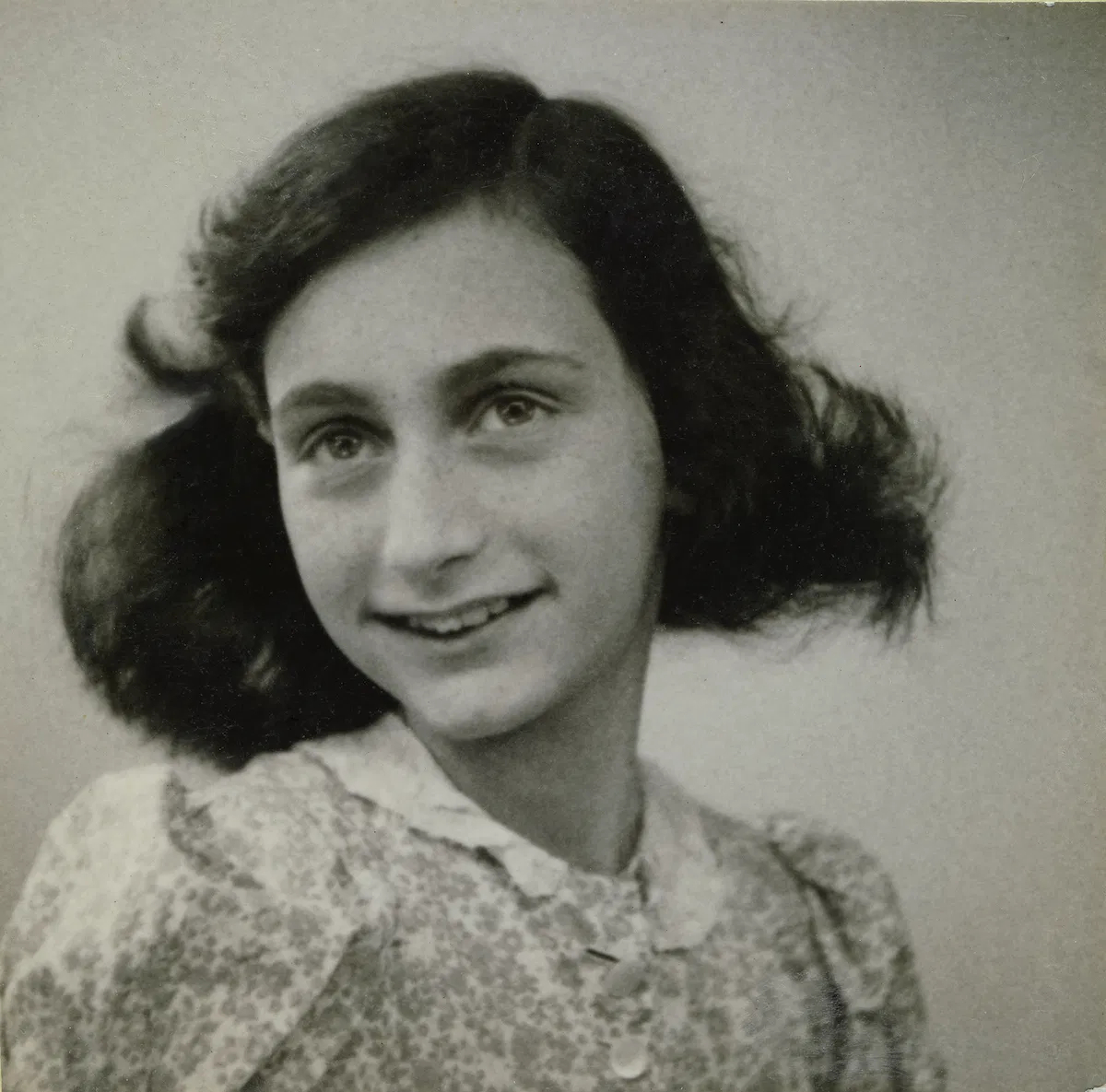
安妮·法蘭克
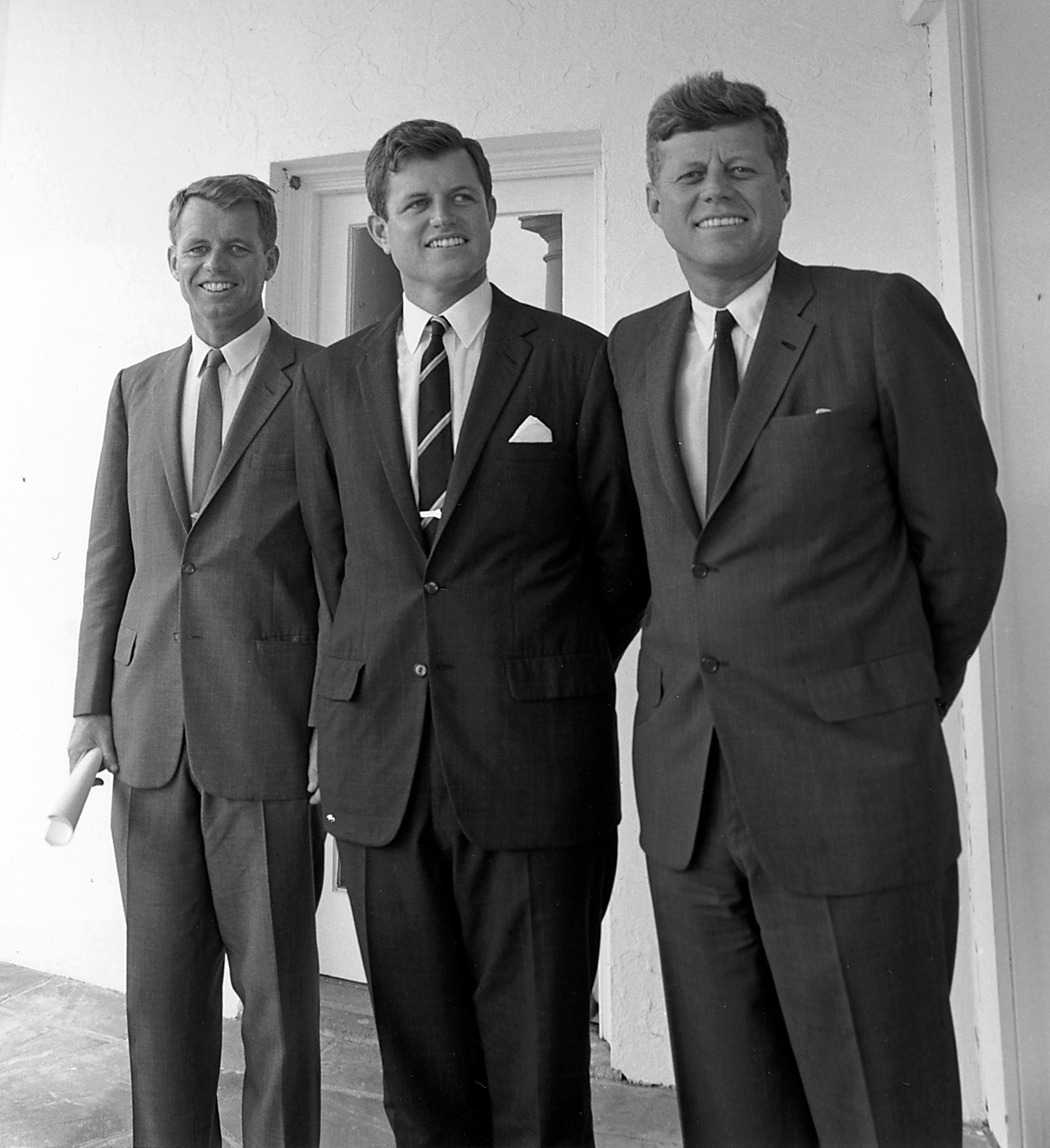
甘迺迪家族[註 6]
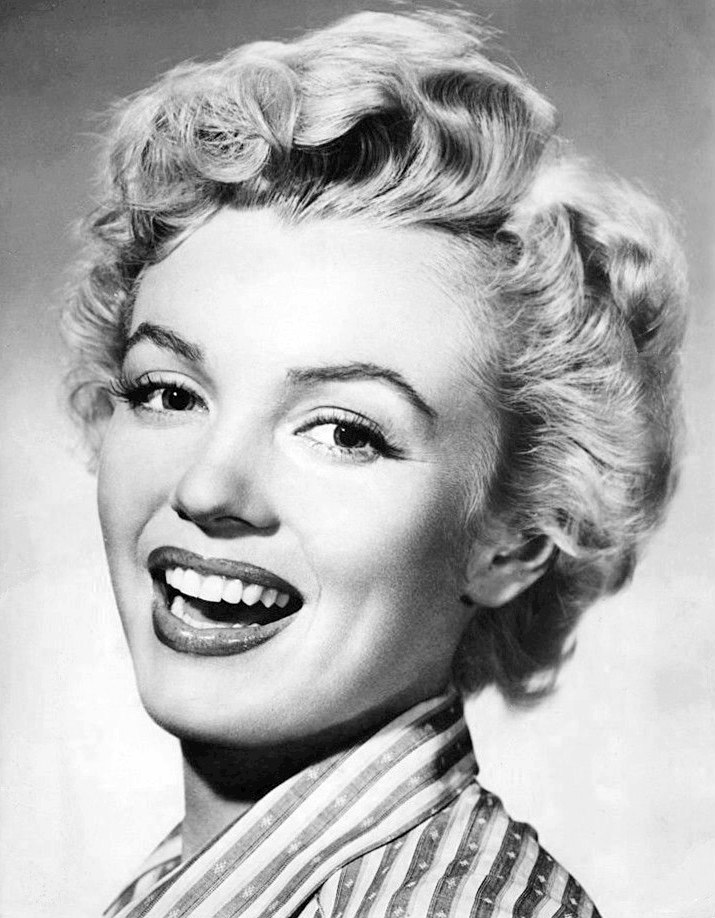
瑪麗蓮·夢露
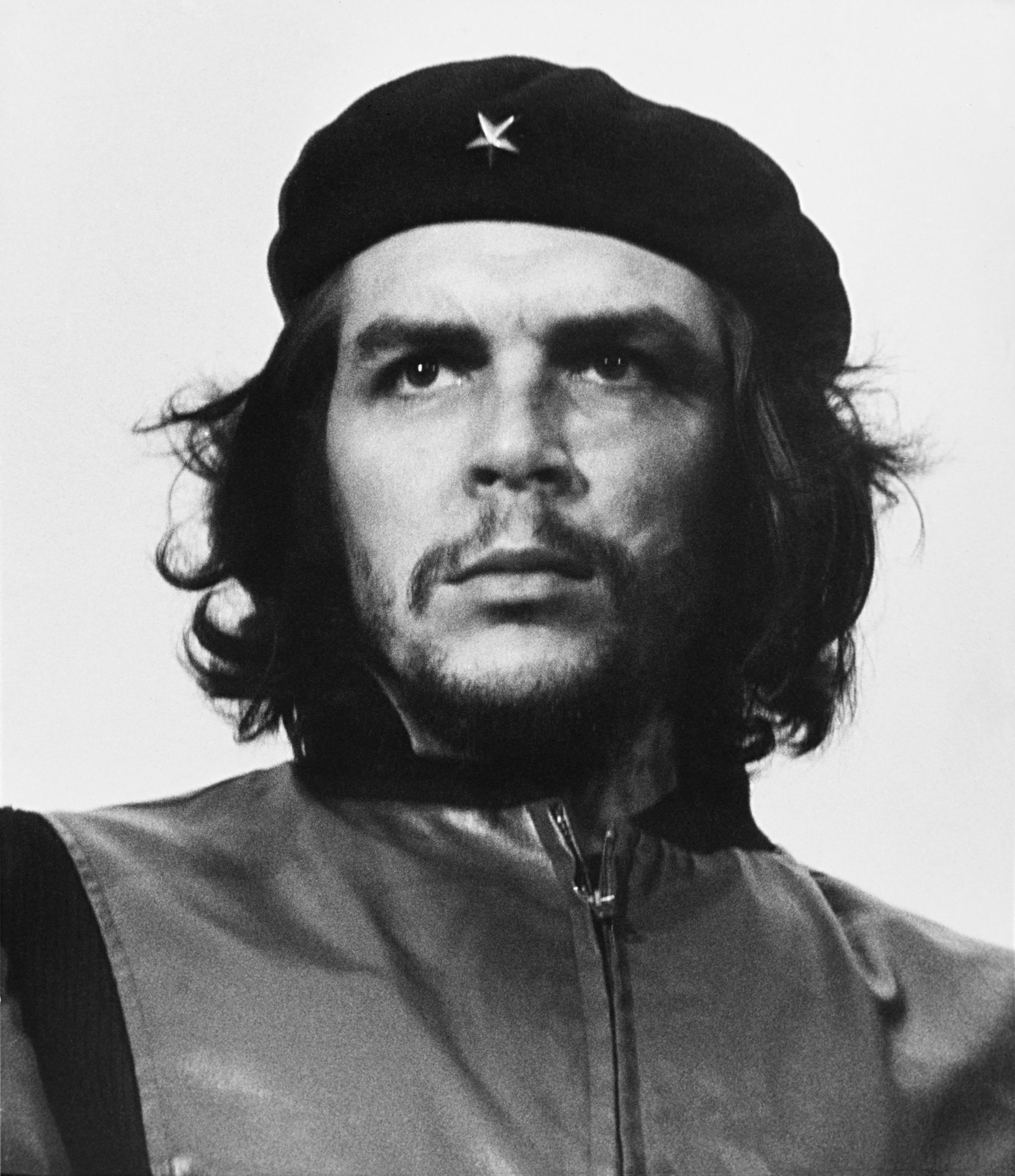
切·格瓦拉
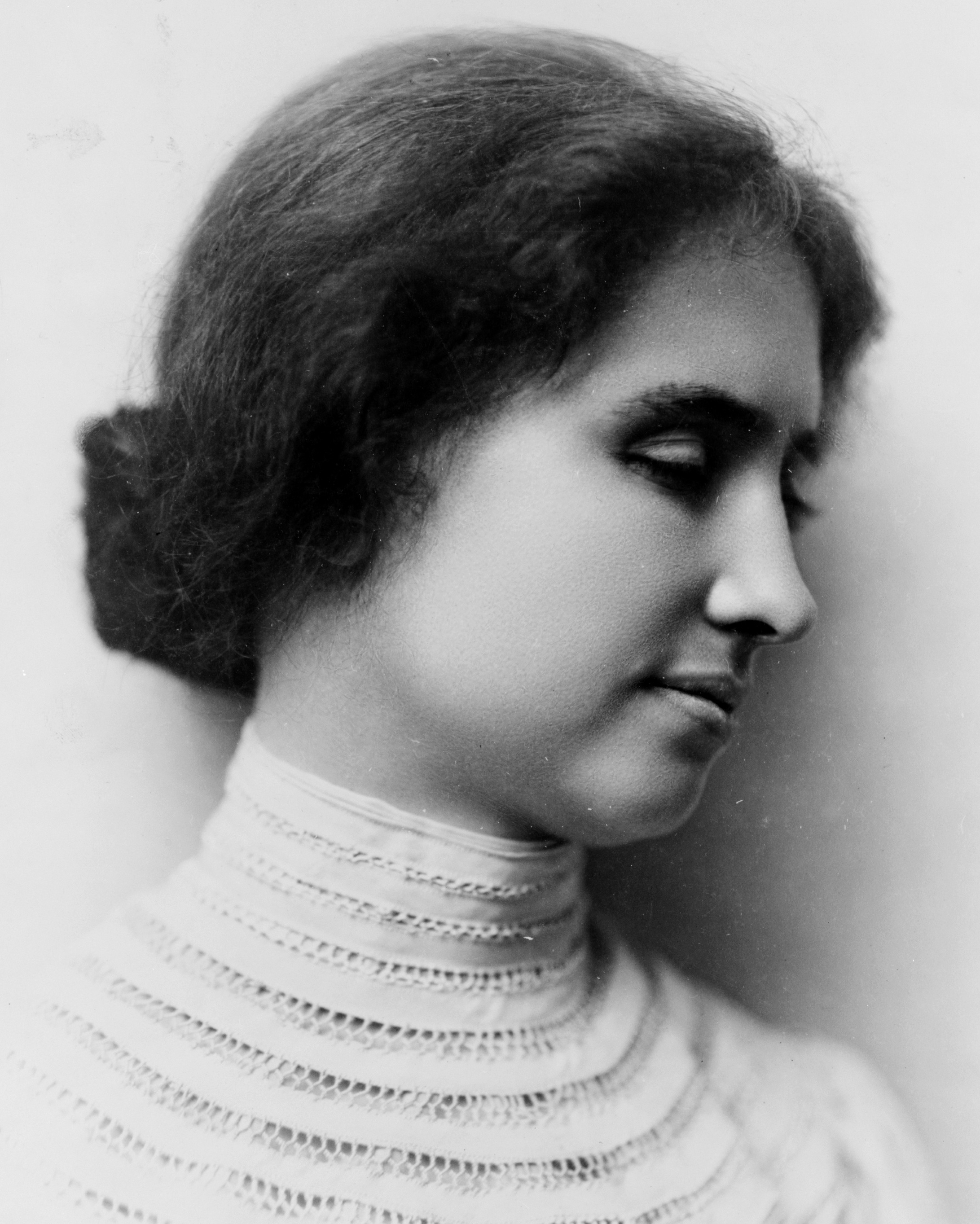
海伦·凯勒
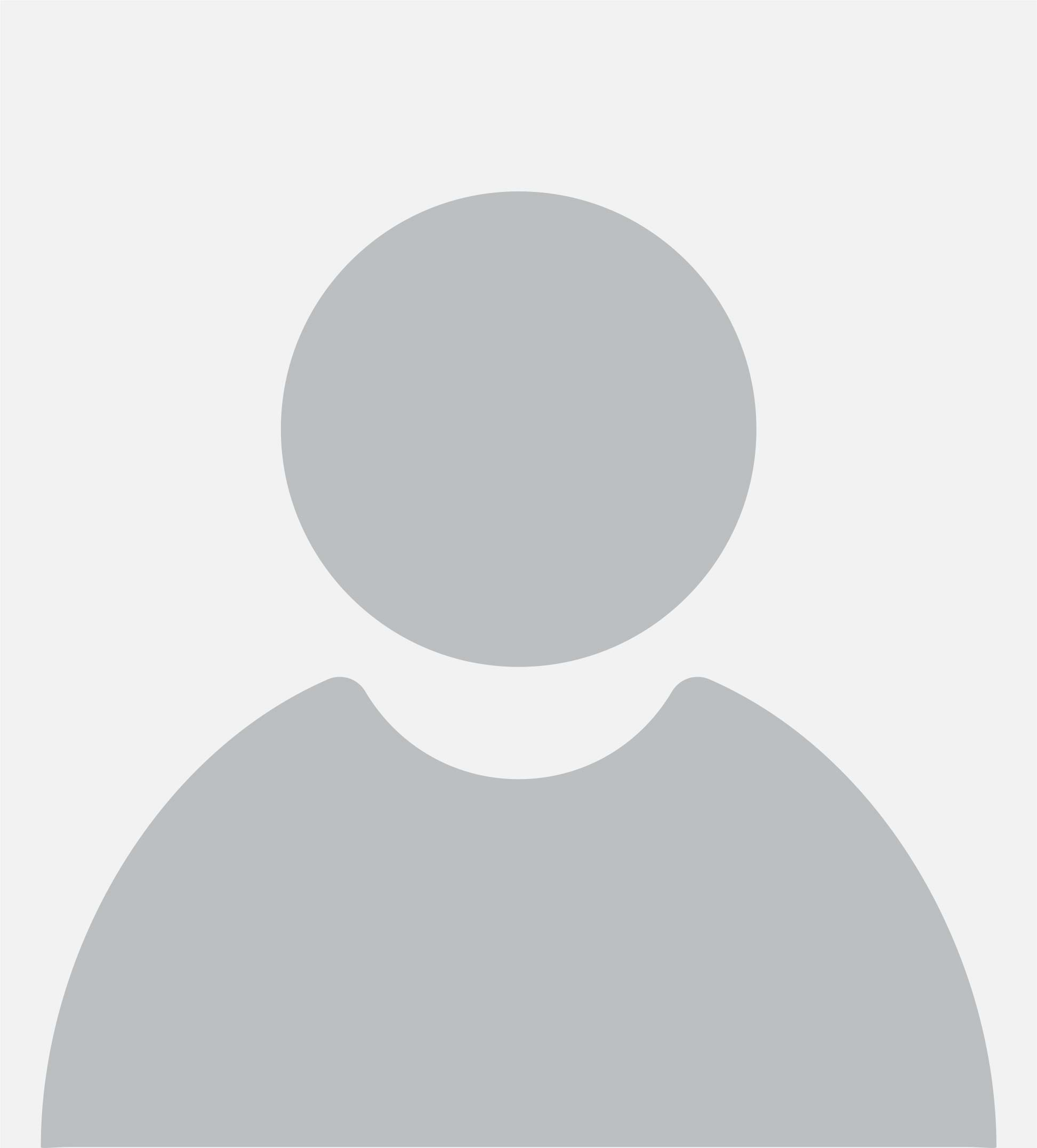
威廉·格里菲斯·威尔逊
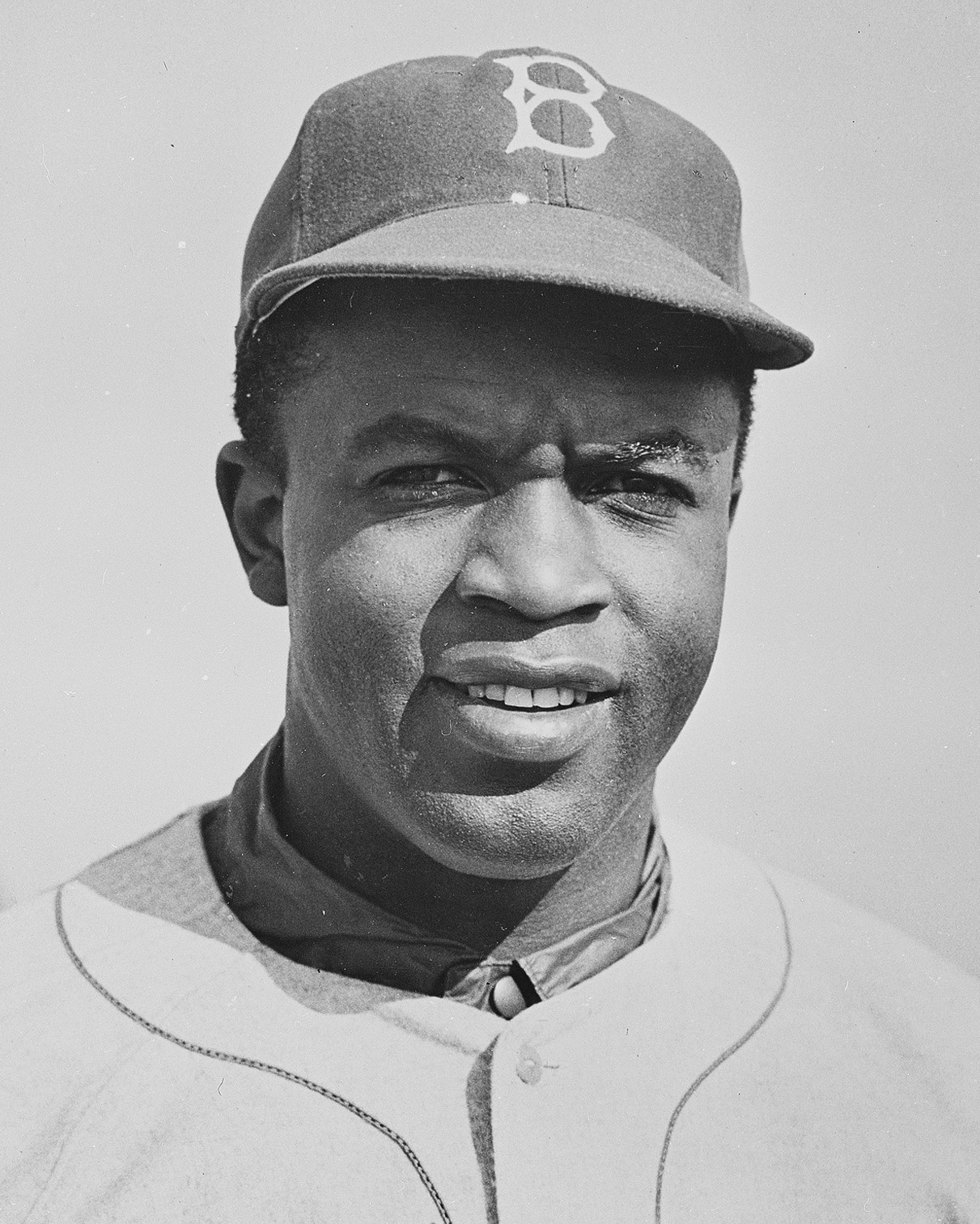
傑基·羅賓森
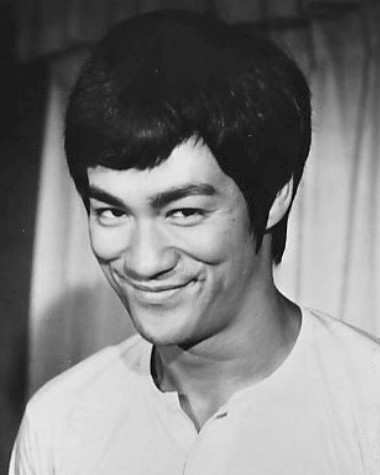
李小龍
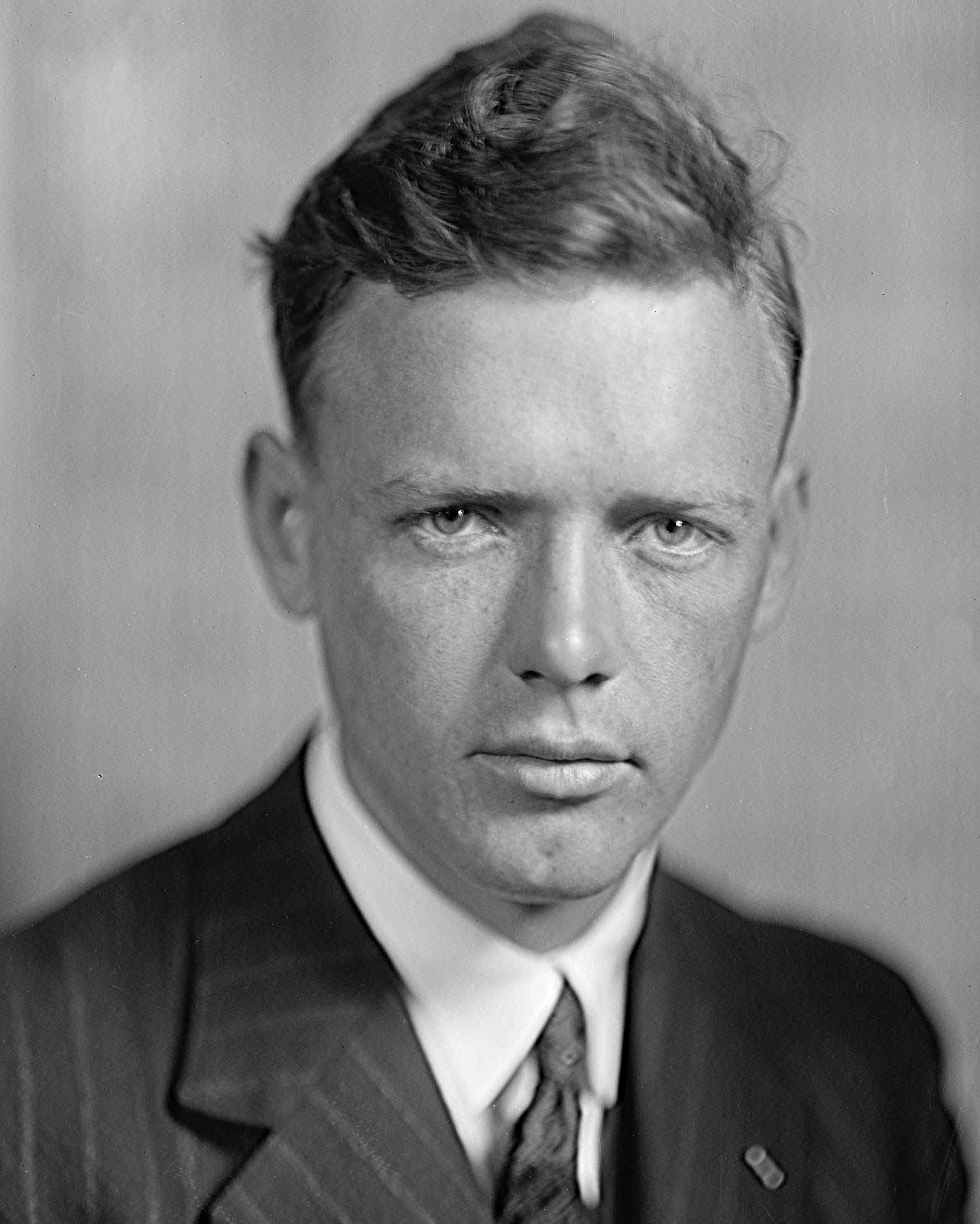
查爾斯·林白
哈維·米爾克
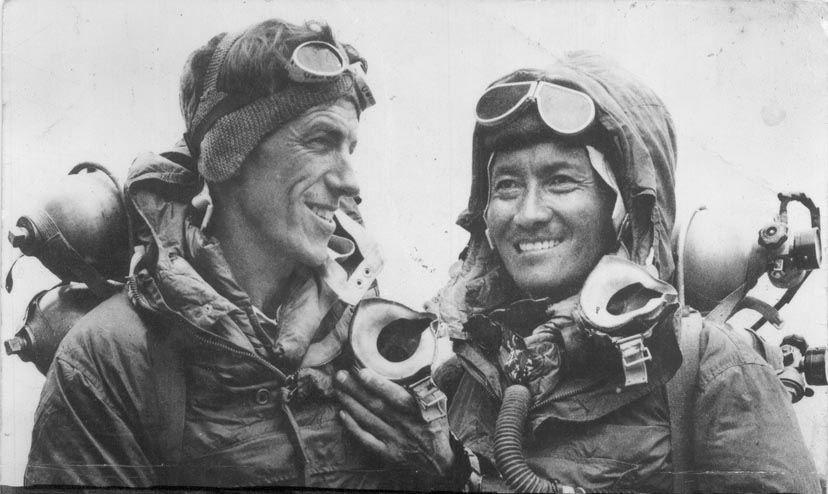
艾德蒙·希拉里和 丹增諾蓋[註 7]
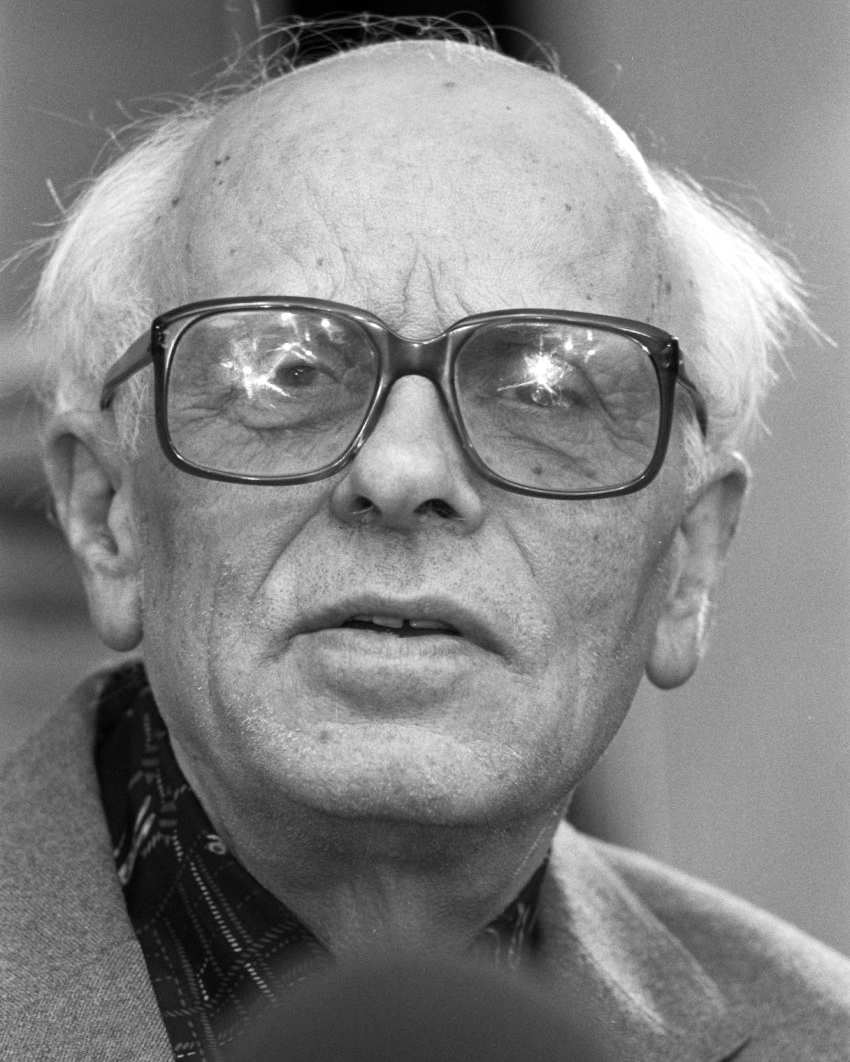
安德烈·德米特里耶維奇·沙哈諾夫
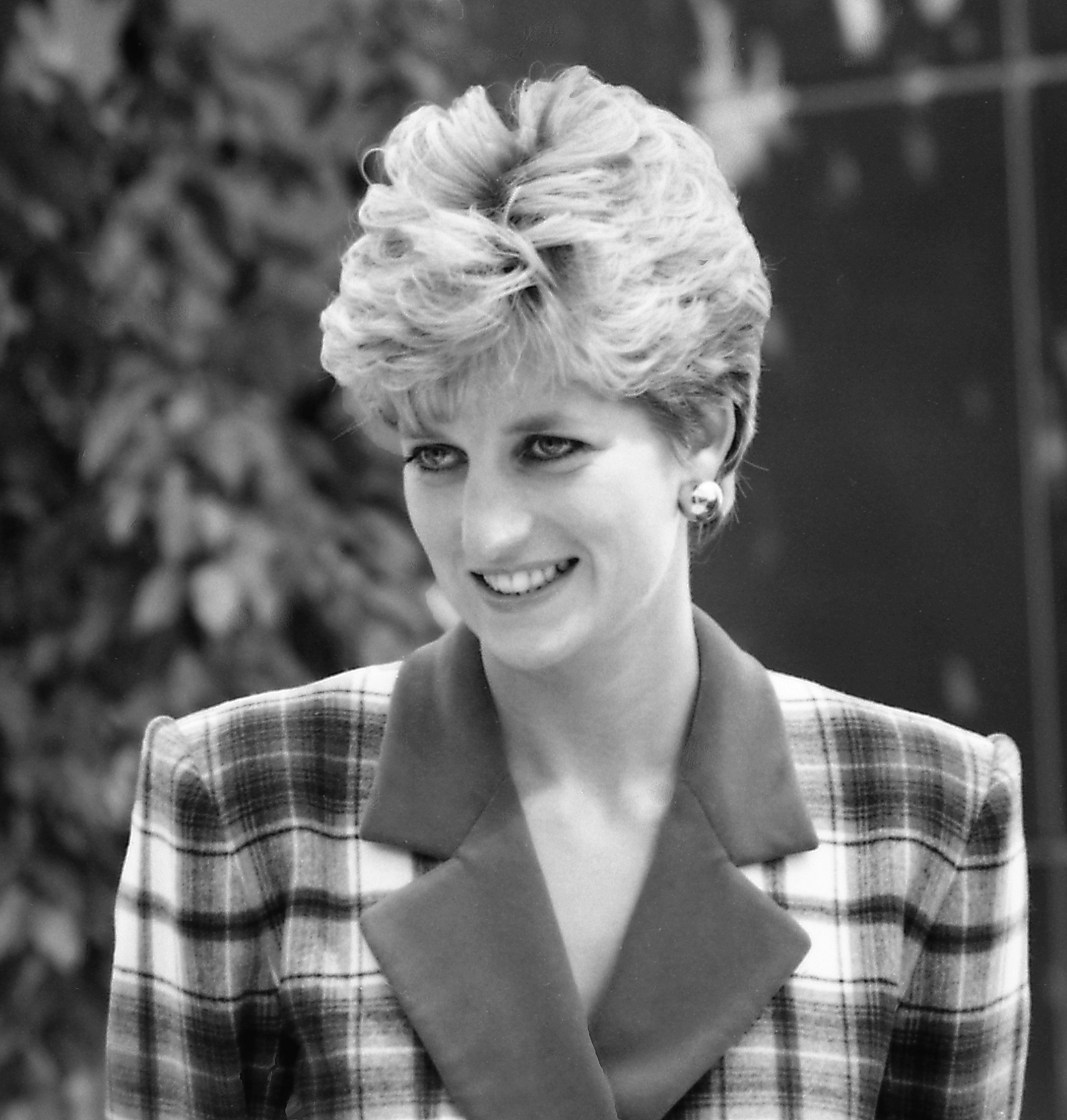
黛安娜
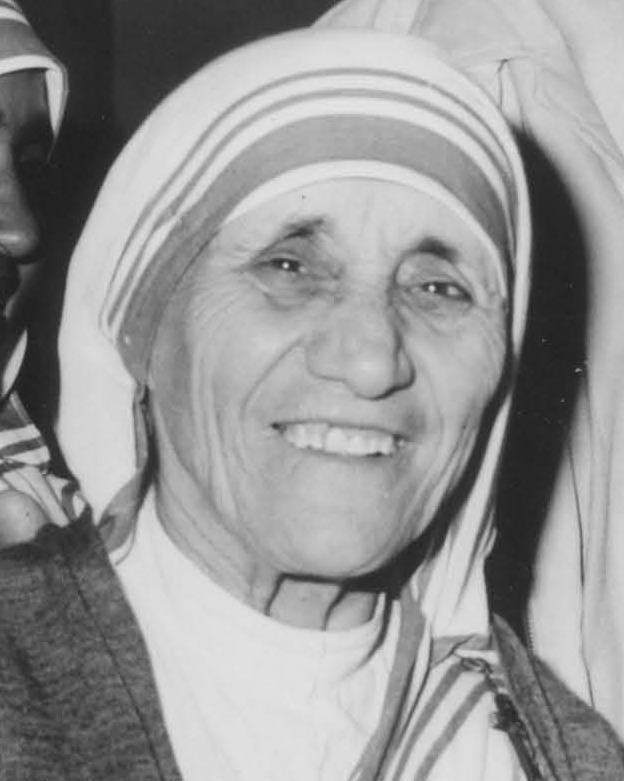
加尔各答特蕾莎修女
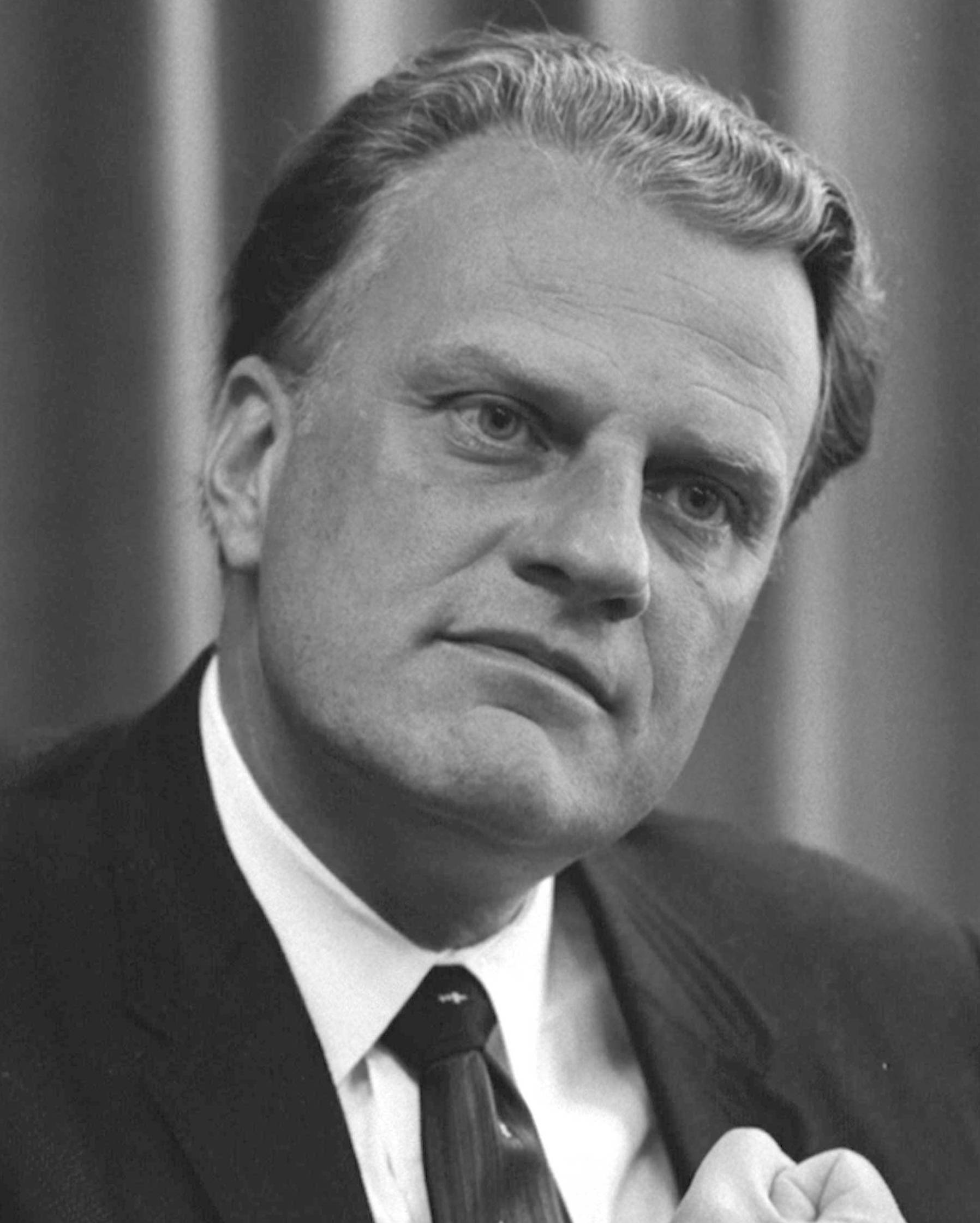
葛培理
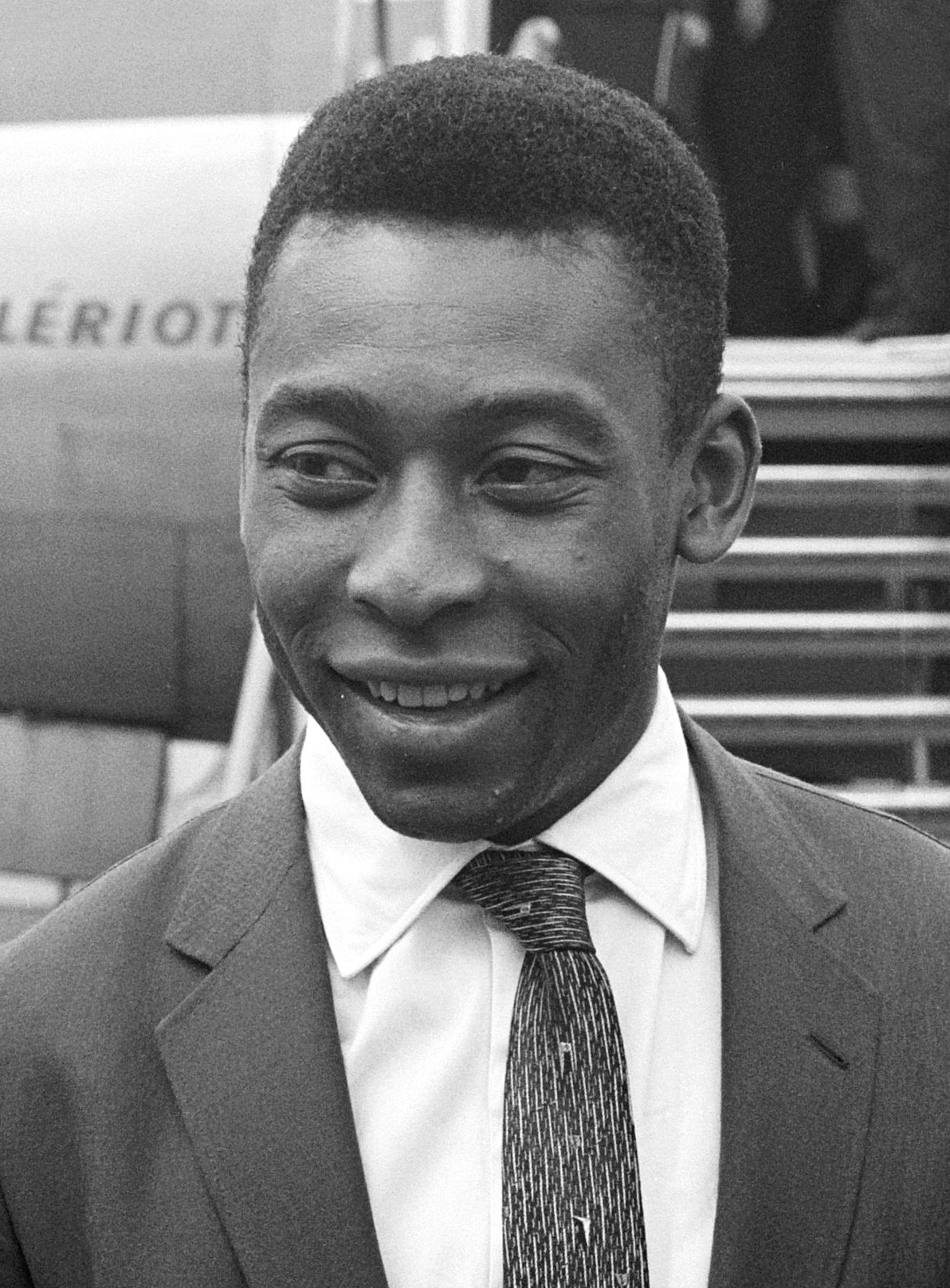
贝利
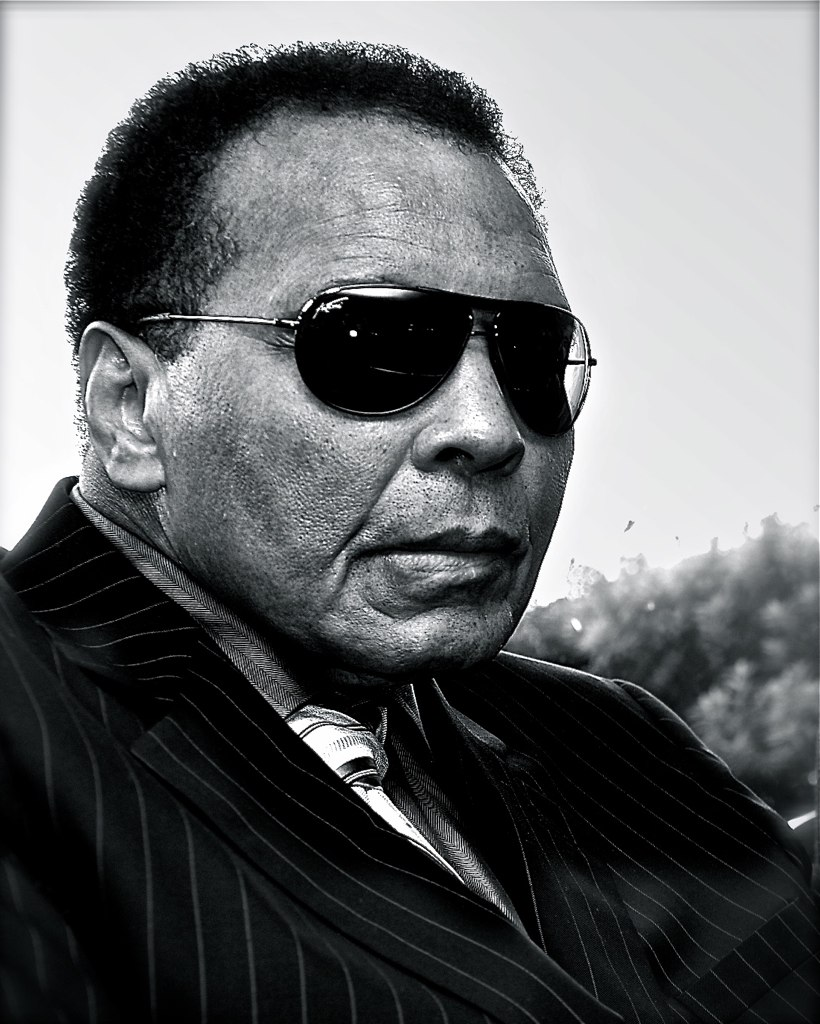
穆罕默德·阿里
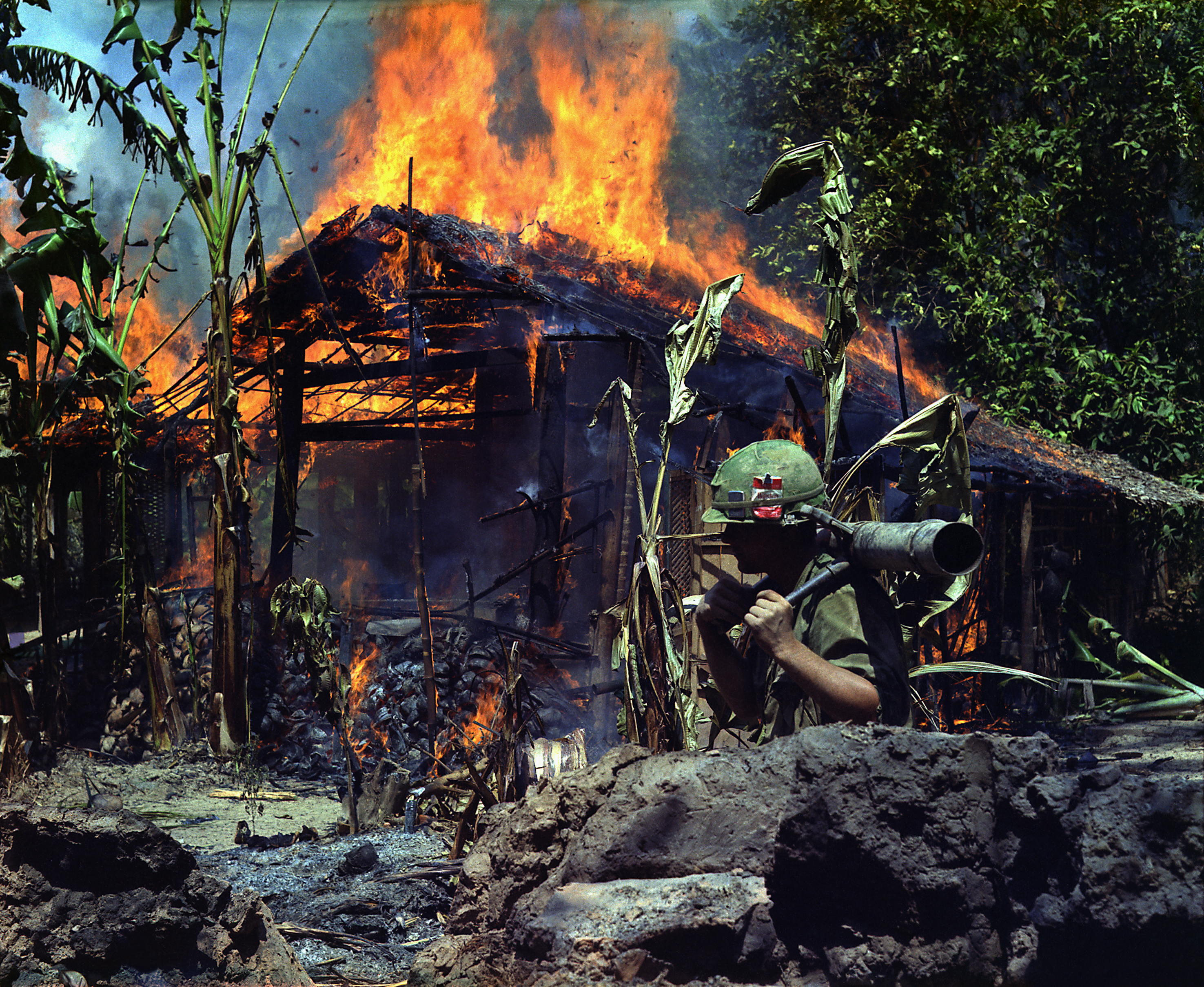
美國大兵[註 8]

## 之後

### 未獲選者

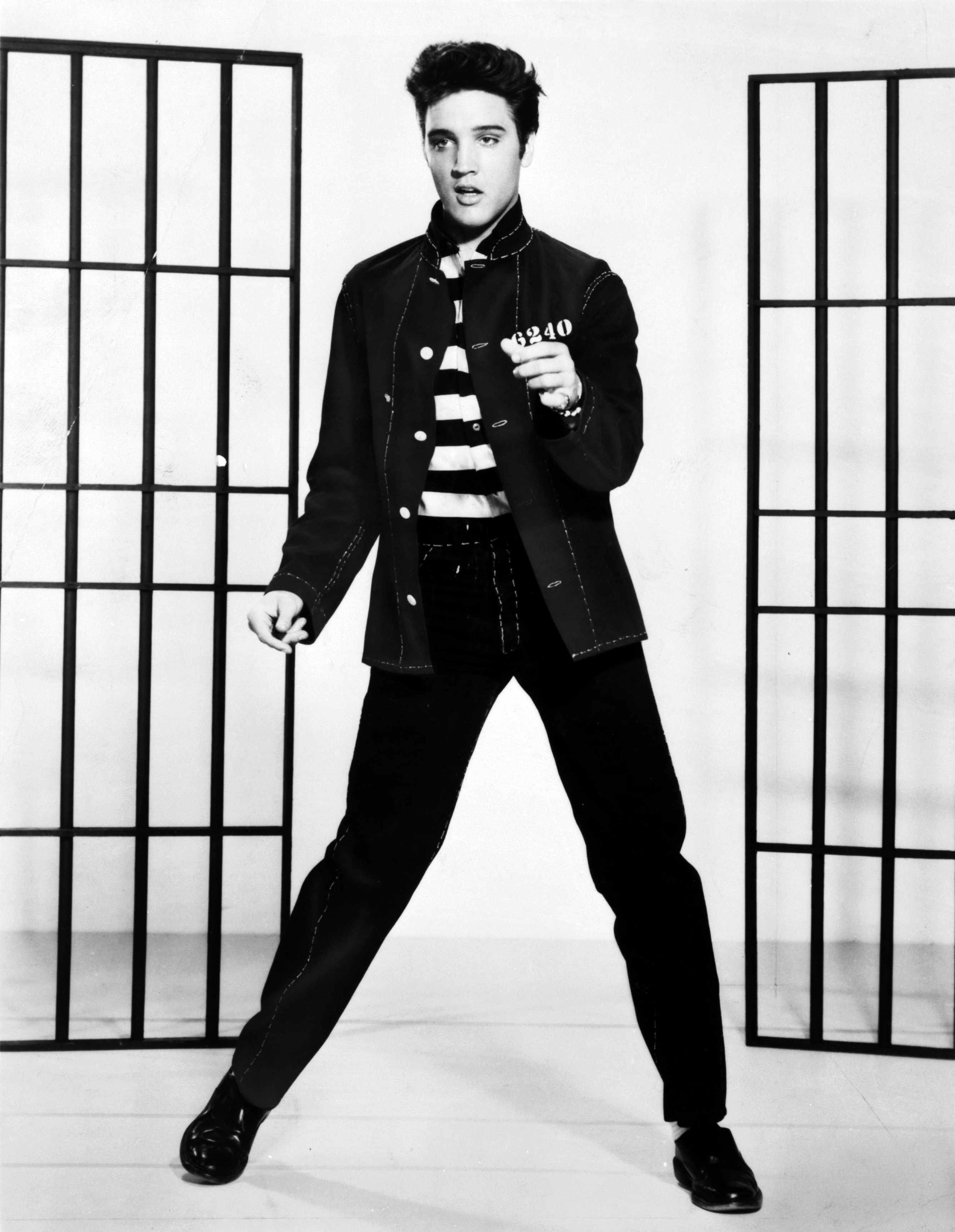
常被稱作「搖滾樂之王」的艾維斯·普里斯萊沒有入選「時代100人：本世紀最重要的人物」而引來部分批評。

在《時代》雜誌提出「時代100人：本世紀最重要的人物」後，亦遭到部分批評。其中部分人士認為，所提出的名單過於美國化，而不認為這份排名具有代表性。對此，《時代》雜誌編輯回應批評表示：
| “ | 嘿……美國的世紀。坦然講歐洲人的確為高度現代化帶來偉大的創新，但是當涉及到流行文化時這個世紀則是美國人所帶來。美國流行文化真的是下半個世紀的故事，整個世界都在聆聽的音樂、整個世界都在觀看的電影、整個世界都在大吃速食食品——所有都是美國貨，或者很大程度上受到美國所影響。 | ” |

另外在特定人物的選擇部分，也引起爭議性。特別是著名的美國搖滾樂歌手艾維斯·普里斯萊，並沒有被列入「藝術家與演藝人」類組中，很快就引起種種討論。對此，布魯斯·漢迪（Bruce Handy）發表文章回覆說：「其中最重要的是，對於搖滾樂來說創新的東西是，詞曲作家在唱自己作品時能夠即時表達整個概念。由於艾維斯不曾寫過他自己的內容，不像披頭四樂團、巴布·狄倫或者是羅伯·強生等被列入的人一樣。也許這樣是在攻擊他......我認為披頭四樂團所推進的影響還要更多。」

### 人選批評

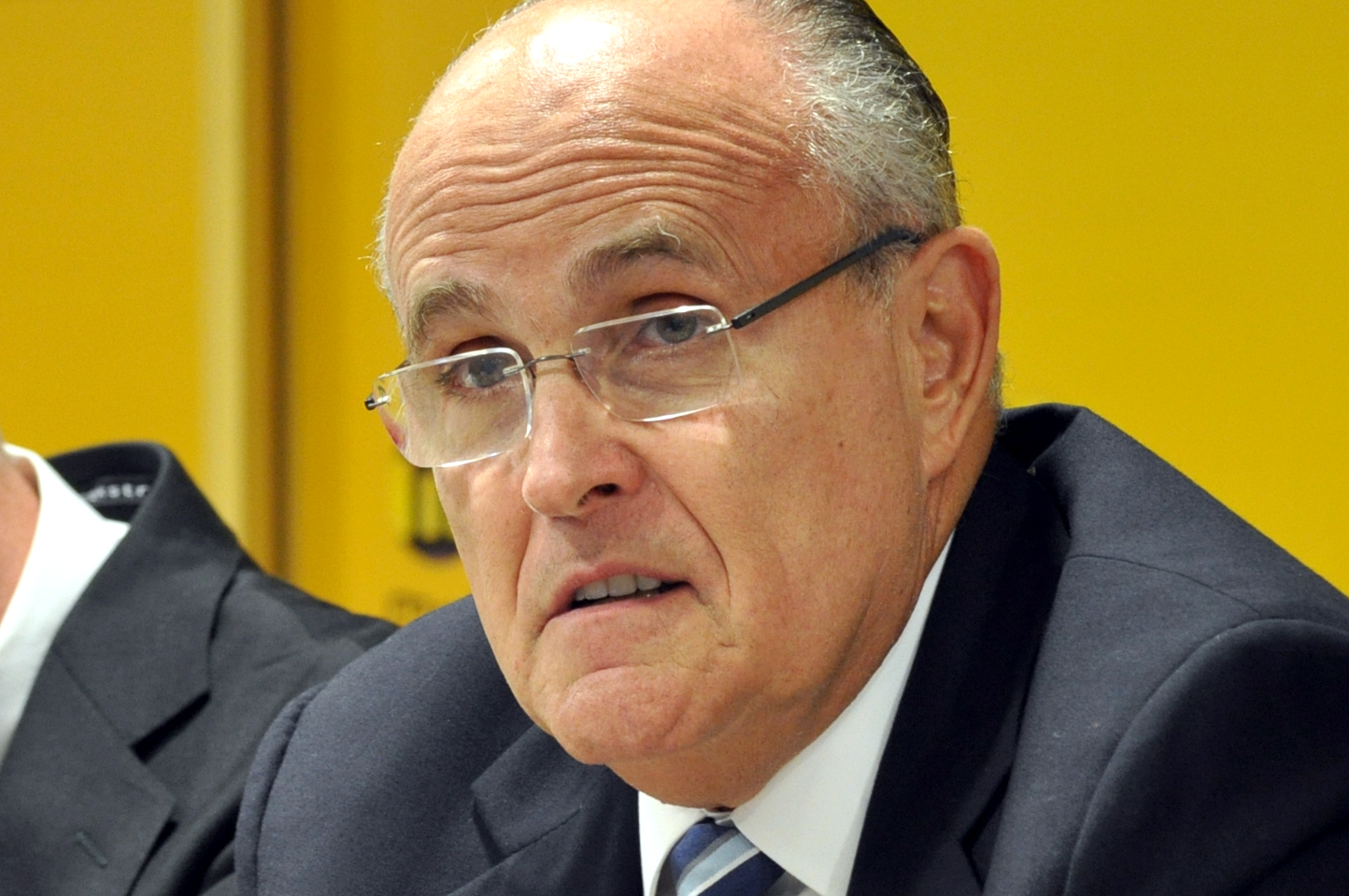
紐約市長的魯迪·朱利安尼曾批評將查理·盧西安諾列為「時代100人：本世紀最重要的人物」。

對於著名電視連續劇《辛普森家庭》虛構角色霸子·辛普森，得以獲選「時代100人：本世紀最重要的人物」的疑問，漢迪則同意《時代》雜誌的決定，並表表示：
| “                            | 我不認為你在觀察這個世紀的時候能夠排除動畫，它們和爵士樂以及電影都是我們偉大的貢獻之一。（我知道，我知道，電影是19世紀的發明，但是我們20世紀的人們真的把它們好好地利用一番）……在一定程度上也是如此，我們希望這個人能在20世紀的趨勢或者發展上佔有重要地位。這將幫助我們了解霸子和歐普拉……對於霸子或者整個《辛普森家庭》，所做的就是將流行動畫加入社會諷刺議題，而這在過去並沒有人真的這麼做。 | ” |
| ——布魯斯·漢迪（Bruce Handy） | |   |

另外對於「時代100人：本世紀最重要的人物」中，以「將黑手黨組織現代化，把其塑造成一個流專注於灰色地帶流暢運作的國家犯罪集團」為由，而把美國黑手黨領導人查理·盧西安諾列為「創業家與巨擘」，同樣也遭到批評。時任紐約市長的魯迪·朱利安尼，便批評《時代》雜誌將美國黑手黨「浪漫化」，並表示：「認為它將黑手黨文明化的觀點極為荒謬，他為了得到他的位置而選擇殺害對方，然後他授權成千上百次的謀殺進行。」
其他還有像義大利裔美國籍皇后學院教授菲利普·卡尼斯查羅（Philip Cannistraro），對於這項選擇感到「憤怒」；慈善團體費利紐約州副主席湯瑪斯·維塔則批評，《時代》雜誌針對義大利裔美國人「延續神話」。對此，《時代》雜誌商業編輯比爾·薩波裏托（Bill Saporito）解釋選擇盧西安諾的原因，是由於他是「一名邪惡的天才」，並對於地下經濟體系產生深遠的影響。他並提到：「我們不是出來幫那些人炫耀，而是說出這些影響了我們生活的人......每一件從成衣商圈拿到的商品，都已經有犯罪組織在這裡收取一點點額外的費用。」

### 百大人物
2004年，《時代》雜誌開始提出年度時代百大人物評選後，在「時代100人：本世紀最重要的人物」中獲選的20世紀最具影響力人物，則僅有4人持續列入排名，分別是微軟創辦人比爾·蓋茲、教宗若望·保祿二世、前南非總統納爾遜·曼德拉和美國主持人歐普拉·溫芙蕾。比爾·蓋茲在20世紀時，由於對於電腦發展帶來的影響而獲選「時代100人：本世紀最重要的人物」；到了21世紀後，他則因為在慈善事業的影響力，再度獲選時代百大人物。若望·保祿二世則是在東歐共產主義政權瓦解時，因為其發揮的作用而獲選「時代100人：本世紀最重要的人物」；到了21世紀後，則是因為領導羅馬天主教會進入現代化，而獲選時代百大人物。

之後有入選年度時代百大人物者
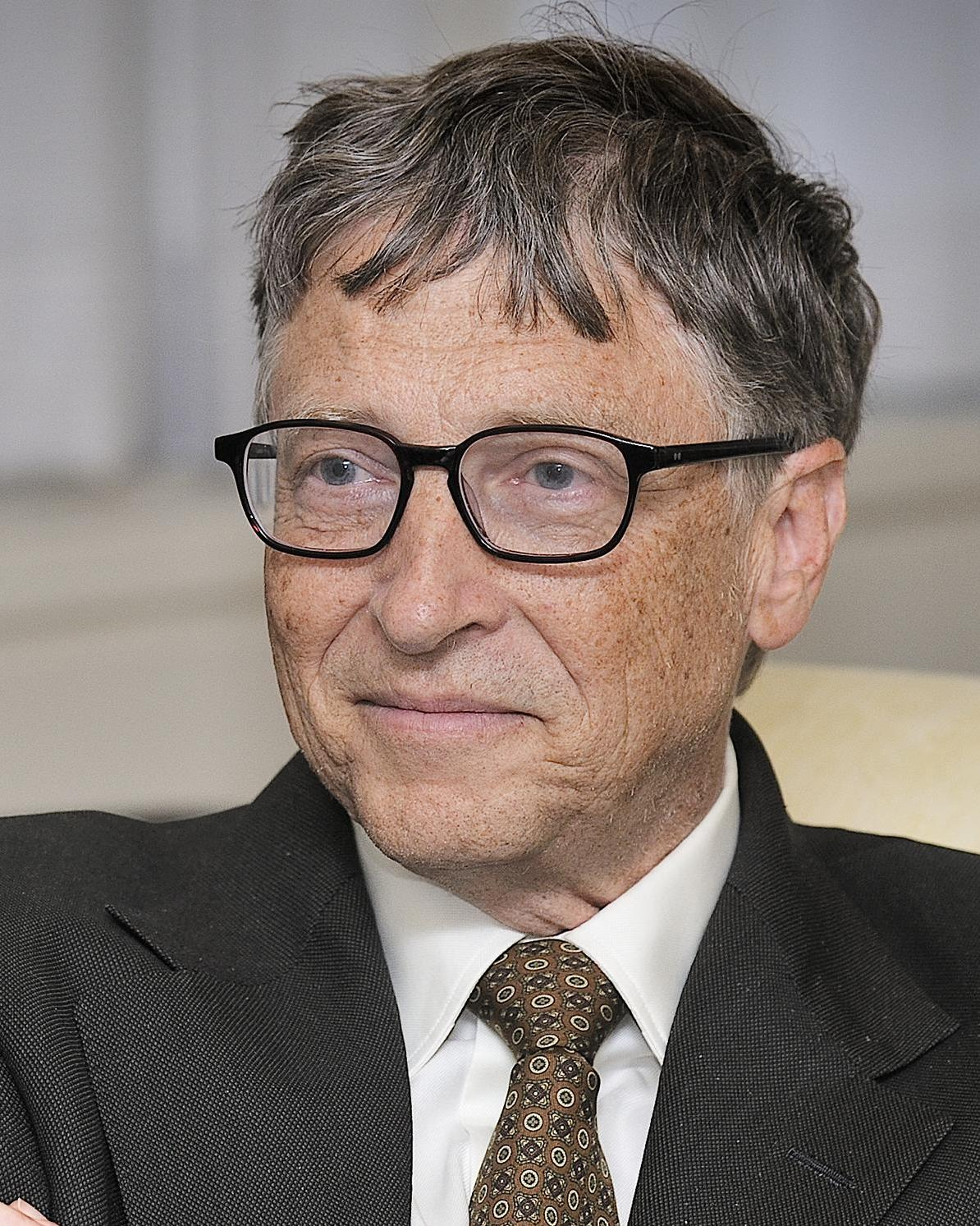
比爾·蓋茲
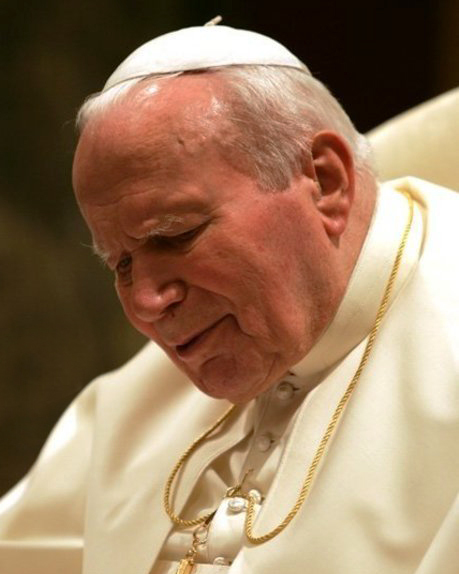
若望·保祿二世
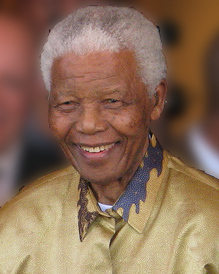
納爾遜·曼德拉
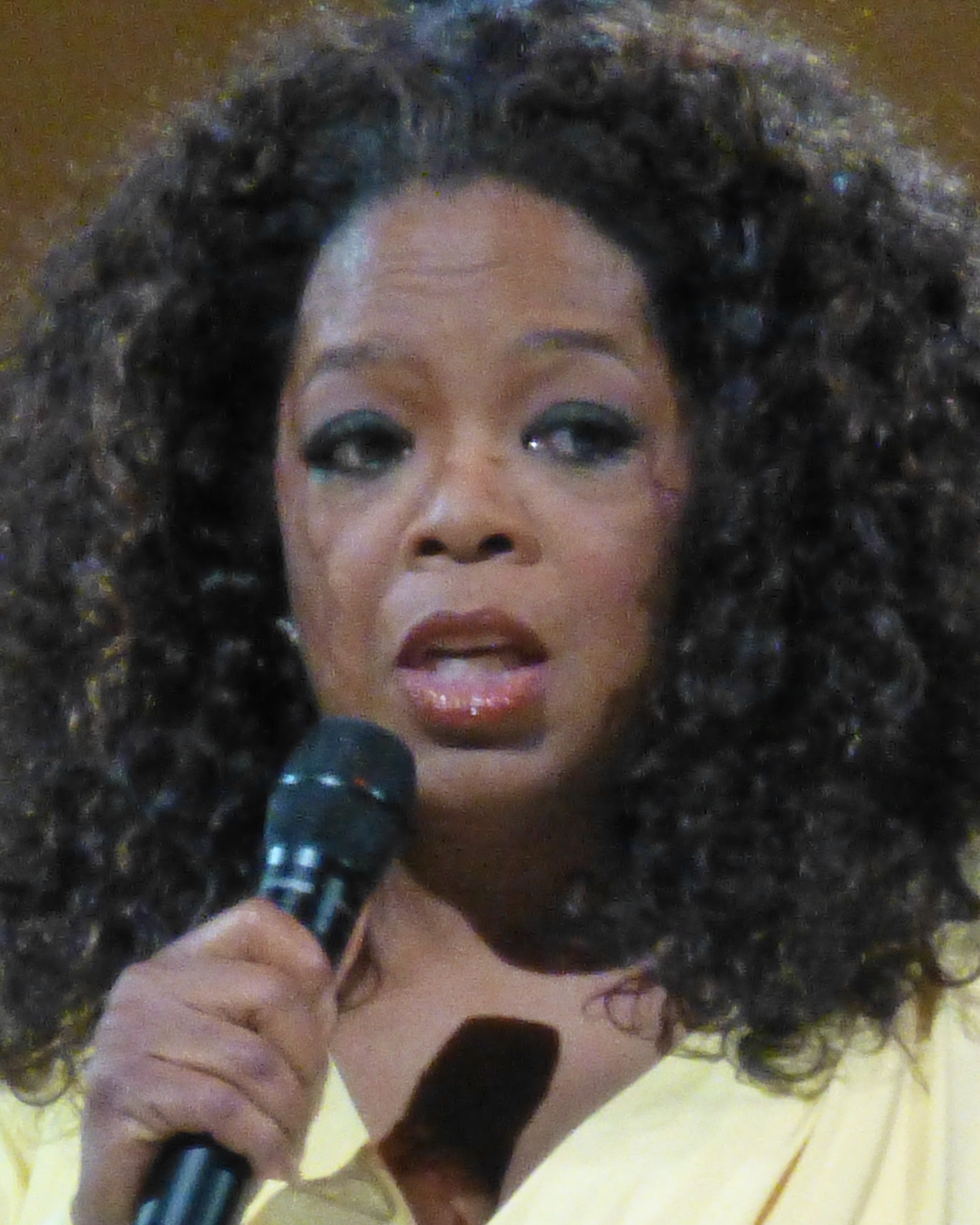
歐普拉·溫芙蕾

南非種族隔離政策在20世紀宣告結束後，納爾遜·曼德拉因其扮演的角色，獲選為「時代100人：本世紀最重要的人物」；到了21世紀後，他則因為被視為寬恕的象徵，再度獲選時代百大人物。另外曾經入選「時代100人：本世紀最重要的人物」和8次時代百大人物的歐普拉·溫芙蕾，在20世紀創造更為親密的媒體報導方式，創造所謂的人物自白文化；他並成功讓美國主持人菲爾·唐納修首創的熱血談話節目能夠普及及進一步改良，另外也讓LGBT族群進入主流市場。到了21世紀時，她則藉由創辦讀書俱樂部讓社會大眾能夠接觸文學，而被視為能鼓舞人心且最具影響力的榜樣，她之後也幫助美國首位非裔總統候選人巴拉克·歐巴馬參選美國總統。

## 外部連結
- （英文） People of the Century （页面存档备份，存于）
- （英文） TIME 100 Persons Of The Century （页面存档备份，存于）